# Reyes Católicos

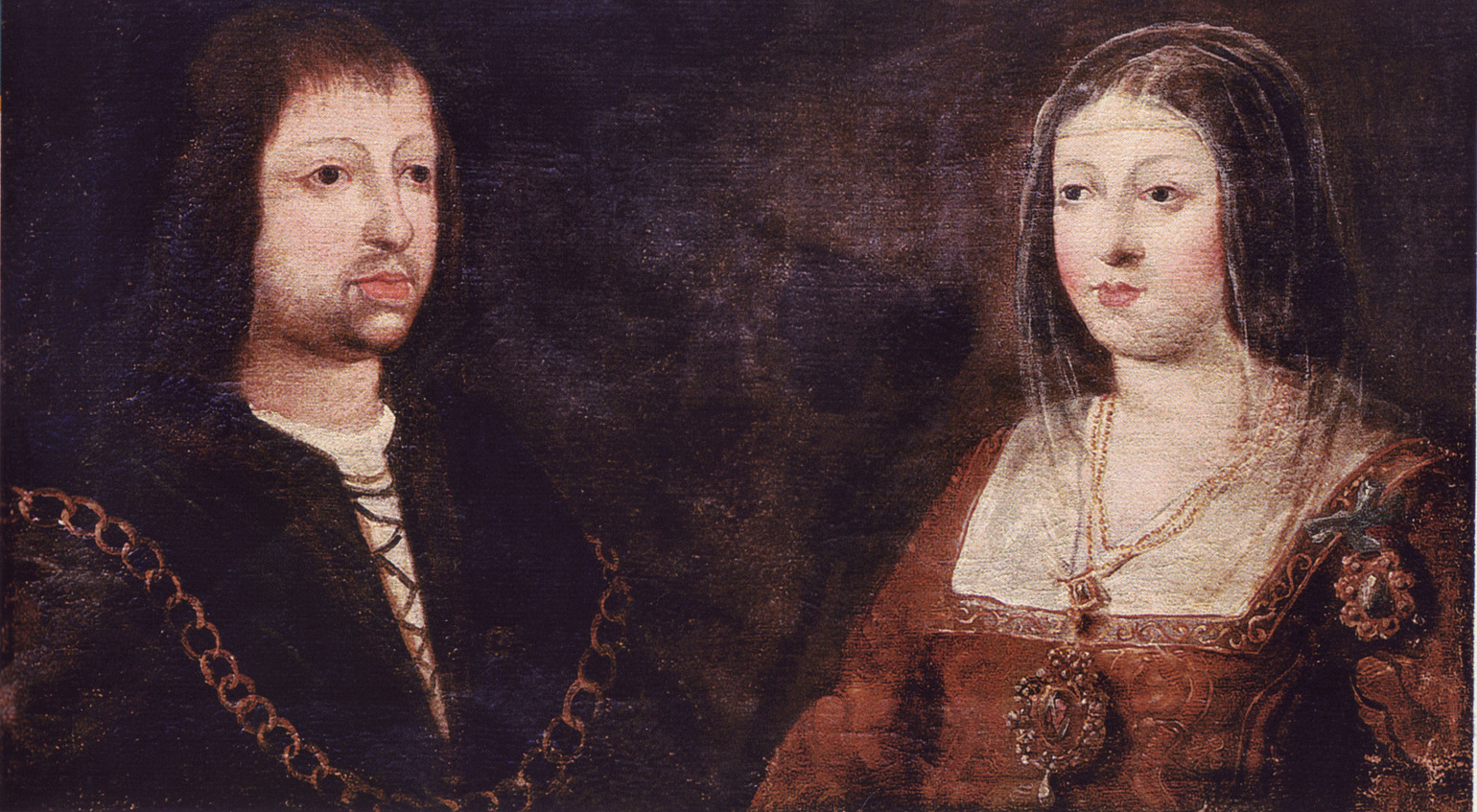
Fernando II de Aragón (izquierda) e Isabel I de Castilla (derecha) en un retrato de boda.

Reyes Católicos fue la denominación que recibieron los esposos Isabel I de Castilla (1451-1504) y Fernando II de Aragón (1452-1516), monarcas de la Corona de Castilla y de la Corona de Aragón, respectivamente, cuyo matrimonio implicó la unión dinástica de sus reinos y marcó el inicio de la formación territorial de España. Asimismo, Isabel y Fernando fueron los primeros monarcas de Castilla y Aragón en ser llamados «reyes de España».
Isabel accedió al trono castellano en 1474 al autoproclamarse reina tras la muerte de su hermano el rey Enrique IV de Castilla y con ello provocar una guerra de sucesión (1475-1479) contra los partidarios de la princesa Juana, hija del rey Enrique. En 1479 Fernando heredó el trono de Aragón al morir su padre, el rey Juan II de Aragón. Isabel y Fernando reinaron juntos hasta la muerte de ella en 1504. Entonces Fernando quedó únicamente como rey de la Corona de Aragón, pasando Castilla a su hija Juana y al marido de esta, Felipe de Habsburgo. Sin embargo, Fernando no renunció a controlar Castilla: tras morir Felipe en 1506, Juana fue declarada incapaz, y Fernando consiguió ser nombrado regente del reino hasta su muerte en 1516.
La historiografía española considera el reinado de los Reyes Católicos como la transición de la Edad Media a la Edad Moderna. Con su enlace matrimonial, uniéndose provisionalmente en la dinastía de los Trastámara las dos coronas, se originó la Corona de España. Apoyados por las ciudades y la pequeña nobleza, establecieron una monarquía fuerte frente a las apetencias de poder de eclesiásticos y nobles. Con la conquista del Reino nazarí de Granada, del Reino de Navarra, de Canarias, de Melilla y de otras plazas africanas, consiguieron situar bajo una sola corona la totalidad de los territorios que hoy forman España —exceptuando Ceuta y Olivenza, que entonces pertenecían a Portugal—. La unión se caracterizó por ser personal, es decir, que los distintos territorios, estados y señoríos compartían monarca, pero mantenían sus leyes e instituciones propias, siendo formalmente independientes entre sí. Los reyes establecieron una política exterior común marcada por los enlaces matrimoniales con varias familias reales de Europa que el azar hizo que desembocaran en la hegemonía de los Habsburgo durante los siglos XVI y XVII.
Por otra parte, la conquista de América, a partir de 1492, dio inicio al Imperio español y modificó profundamente la historia mundial.

## Conflicto sucesorio en Castilla: el matrimonio de Isabel y Fernando

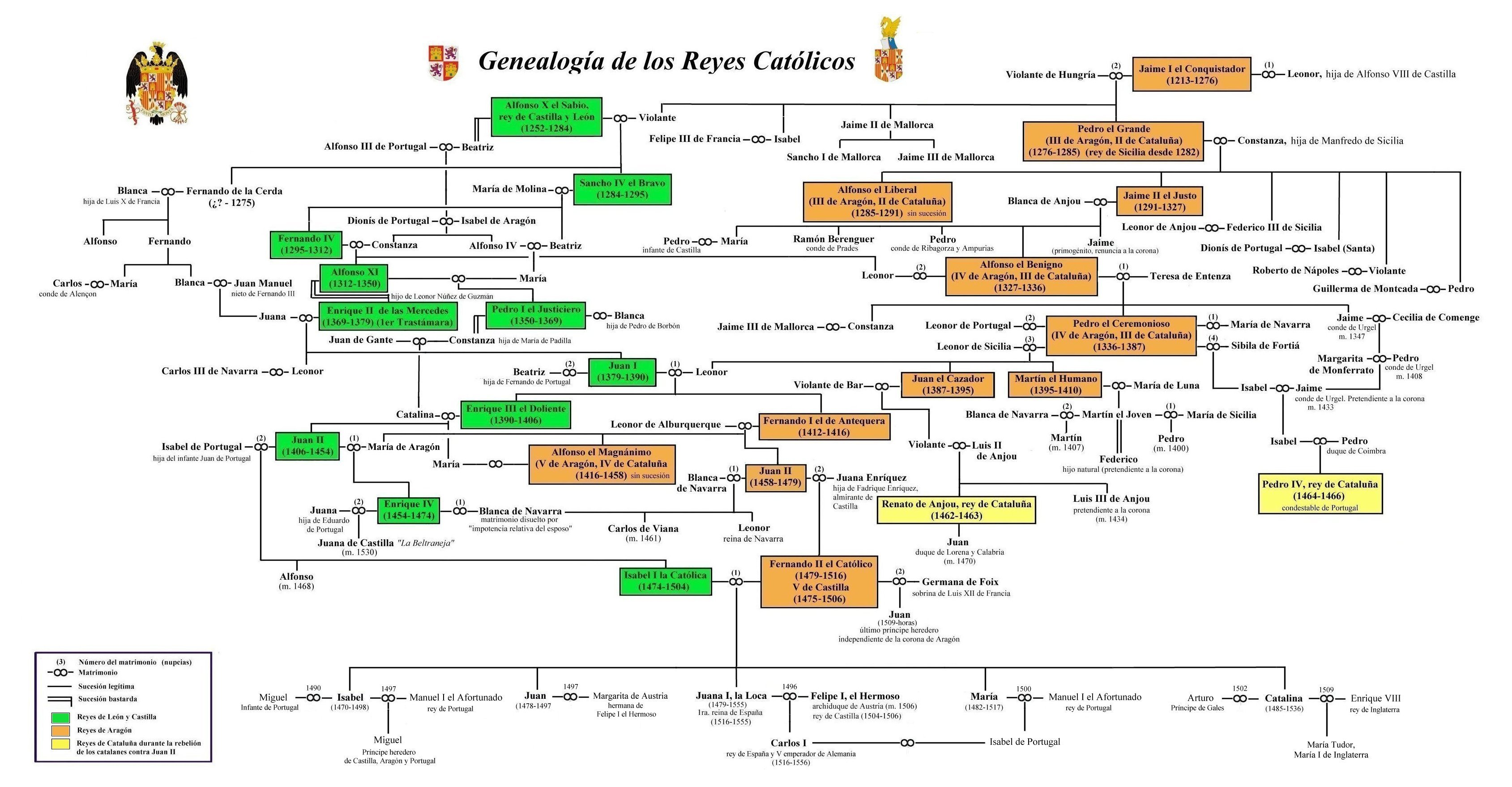
Árbol genealógico de los Reyes Católicos.

La infanta Isabel, al nacer, no era la heredera del trono de Castilla, como tampoco lo era del trono de la Corona de Aragón su futuro esposo Fernando. Isabel era hija de Juan II de Castilla (y de su segunda esposa, Isabel de Portugal) pero el heredero era su hermanastro Enrique (hijo de María de Aragón, primera esposa de Juan II) que efectivamente sucedió a su padre cuando este murió en 1454. En cuanto a Fernando sólo se convirtió en heredero tras morir en 1461 su hermanastro Carlos de Viana (hijo de Blanca I de Navarra, primera esposa de Juan II de Aragón; Fernando era hijo de la segunda esposa, Juana Enríquez, hija del Almirante de Castilla).

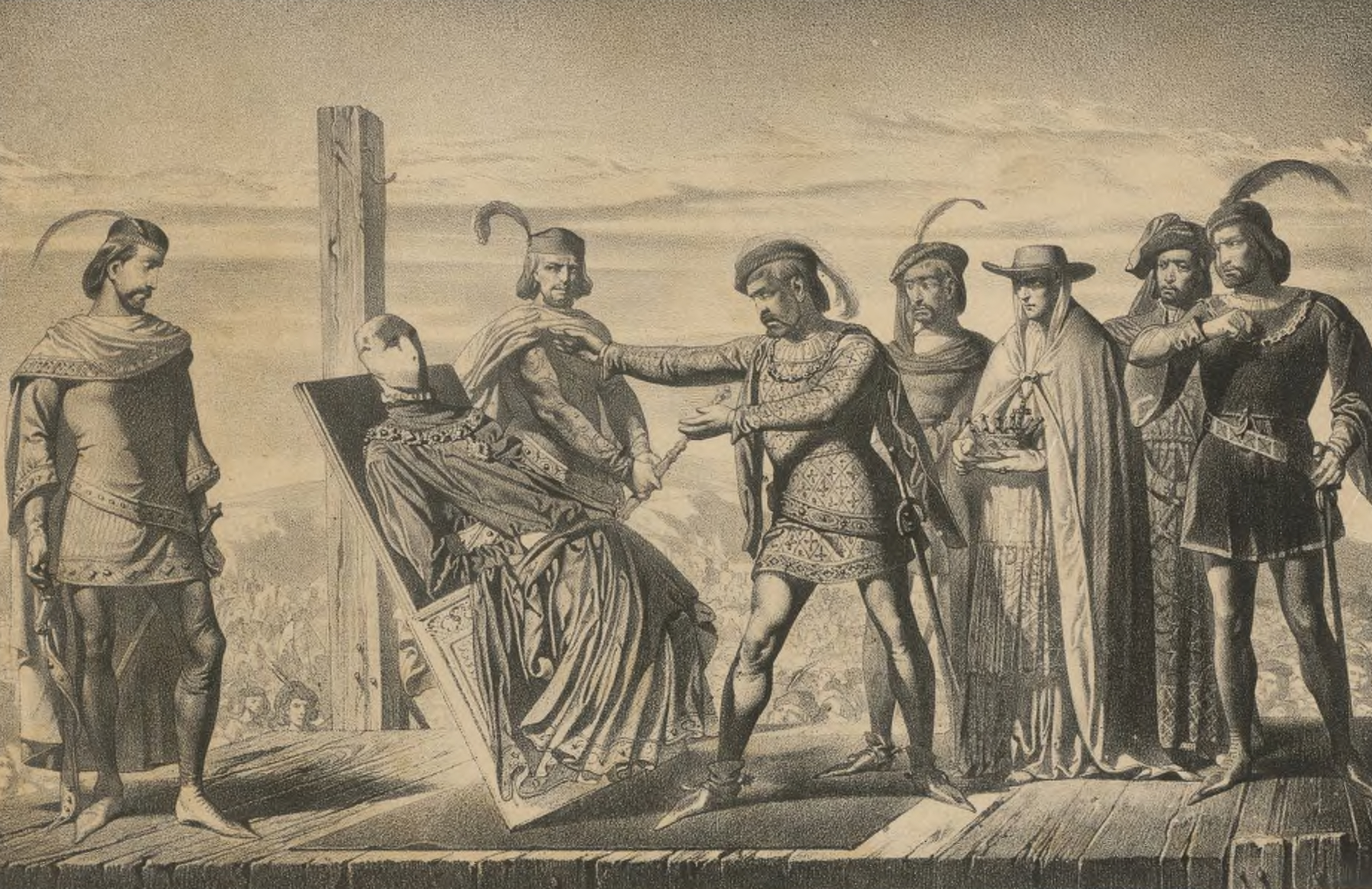
Interpretación del de Marcelino de Unceta del episodio de la «farsa de Ávila».

Isabel vivió alejada de la corte, al igual que su hermano menor Alfonso (también hijo de Isabel de Portugal), hasta que en 1462 fueron llamados por el rey Enrique IV poco antes del nacimiento de Juana, hija de su segundo matrimonio con Juana de Portugal —precisamente Isabel fue la madrina del bautismo de esa niña—. Pero, poco después, en la primavera de 1465, la alta nobleza castellana encabezada por Juan Pacheco, marqués de Villena, y por Alfonso Carrillo de Acuña, arzobispo de Toledo, empujaron al infante Alfonso (de doce años) a que reclamara sus derechos al trono, no reconociendo a Juana como heredera. A pesar de que el rey les ofreció que su hija Juana se casara con Alfonso y reconocerlo así como heredero, los nobles sublevados proclamaron rey a Alfonso en llamada «farsa de Ávila». Cuando murió este en el verano de 1468 pasaron a ofrecerle el trono a Isabel (de diecisiete años), que había apoyado a su hermano, pero no aceptó, reclamando, eso sí, su condición de «princesa… legítima heredera», lo que suponía que no reconocía a Juana. Como ha señalado Rafael Narbona Vizcaíno, se enfrentaban «dos concepciones del poder: una partidaria de la plena autoridad real de Enrique IV; la otra, favorable a la mediatización de esta por los linajes de la alta aristocracia castellana. Esta había preferido, incluso, un menor o una mujer en el trono, Alfonso y su hermana Isabel, más débiles y presumiblemente más dóciles a los intereses aristocráticos».

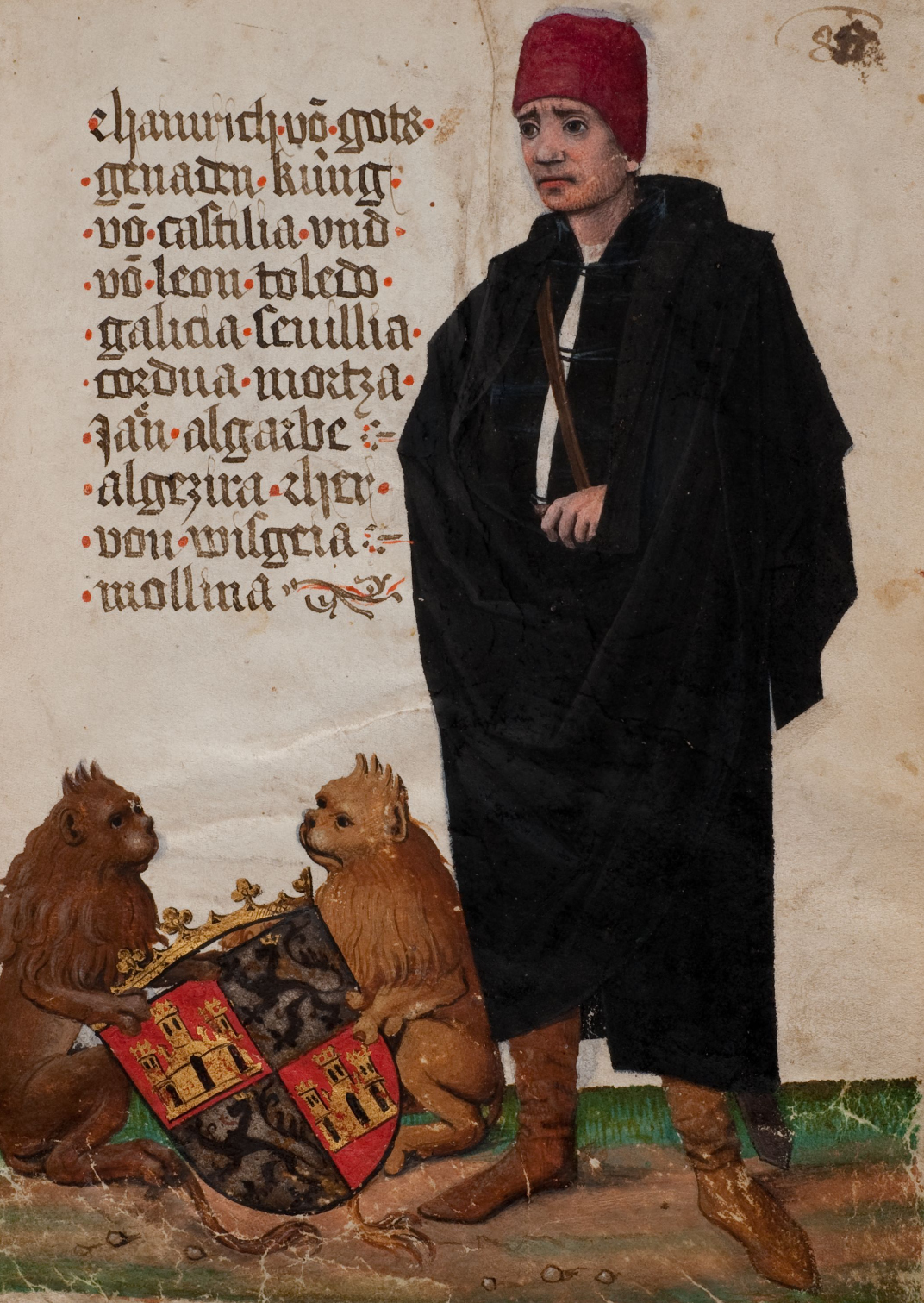
Miniatura del códice alemán Autobiografía del caballero Georgs von Ehingen (c. 1480) que representa a Enrique IV de Castilla con su escudo de armas a los pies y con la relación de todos sus títulos: rey de Castilla y León, Toledo, Galicia, Sevilla, Córdoba, Murcia, Jaén, Algarbe y Algeciras y señor de Vizcaya y de Molina.

El 19 de septiembre de 1468 se hizo público en Guisando el acuerdo que habían alcanzado Isabel y el rey Enrique IV. Allí el legado pontificio Antonio Jacobo de Véneris absolvió a todos los que hubieran prestado juramento a Juana como heredera, el rey reconoció no estar legítimamente casado con Juana de Portugal por lo que la hija de ambos no tenía ningún derecho al trono y al mismo tiempo comunicaba que Isabel era su heredera y ordenaba que se la jurase como tal.
La concordia de los Toros de Guisando incluía que Isabel contrajera matrimonio. La nobleza intentó imponerle un esposo pero Isabel no aceptó esa mediatización y trató en secreto su matrimonio con su primo segundo Fernando, heredero del trono de la Corona de Aragón. Según Miguel Ángel Ladero Quesada, la opción de Fernando era «la única manera de contar con apoyo exterior sólido, el del muy experimentado rey aragonés, y con otro interior, pues permanecían vivas en Castilla antiguas fidelidades y recuerdos anudados en torno a los "Infantes de Aragón", de los que Juan II era único superviviente. La princesa, al mostrar su independencia, conseguía, también, la simpatía de los partidarios de una Corona fuerte… aunque corría el riesgo de que el rey considerase roto lo acordado en Guisando, ya que el matrimonio se trataba sin su consentimiento y permiso». Por su parte «Juan II de Aragón conseguía el sueño de toda su vida: recuperar la ascendencia de la estirpe [de los Trastámaras] en el reino que lo vio nacer mediante el matrimonio de su hijo Fernando», ha señalado Rafael Narbona Vizcaíno. De hecho, según Luis Suárez Fernández, la iniciativa del matrimonio la había tomado Juan II, que dio instrucciones a un enviado suyo, Pierres de Peralta, para que consiguiera que Isabel se casara con Fernando, quien, por su parte, dio su consentimiento para que se negociara su matrimonio con la princesa castellana.

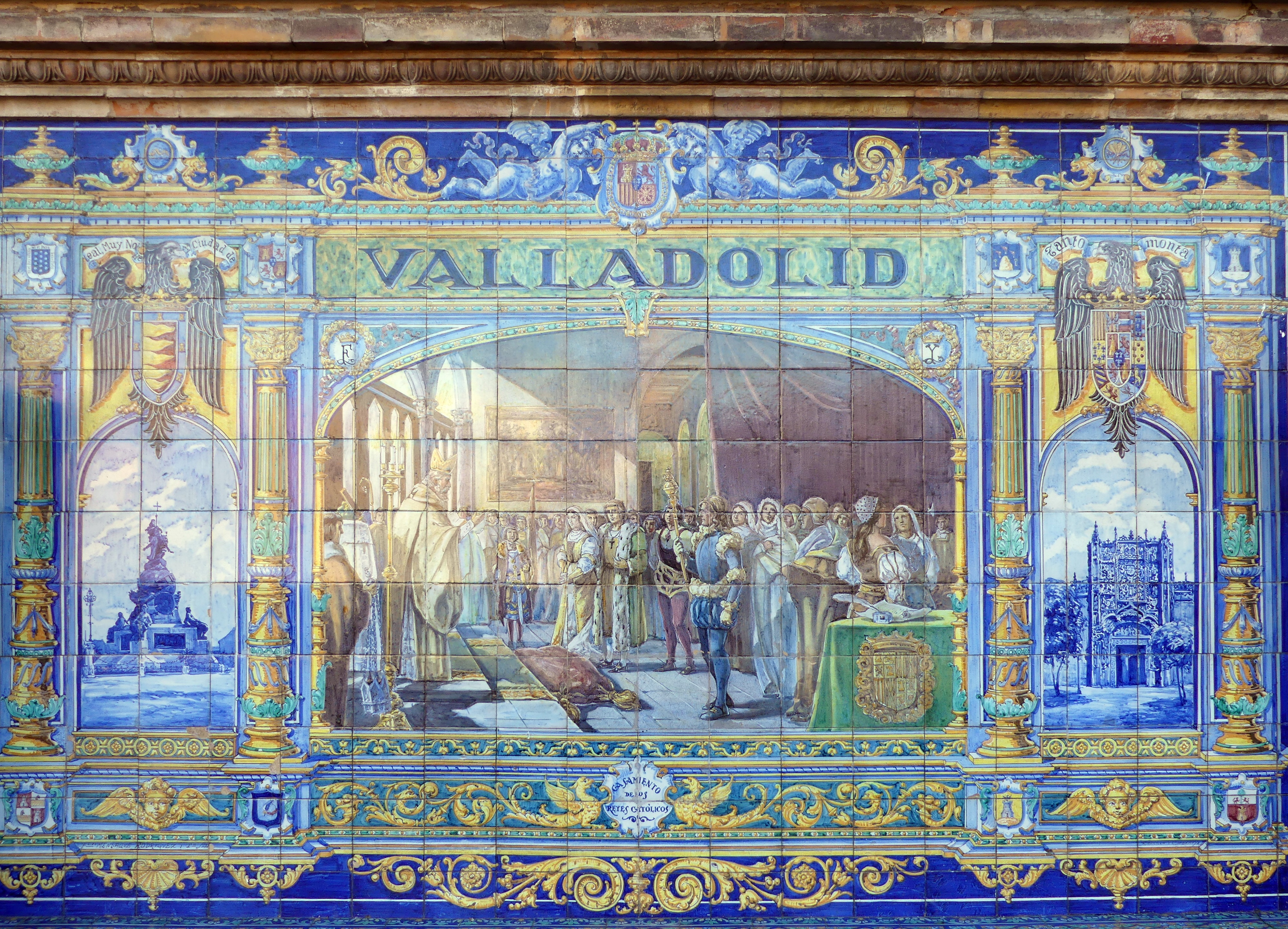
Mural de azulejos que muestra una representación figurada de la boda de los Reyes Católicos. Se encuentra en el banco dedicado a la provincia de Valladolid de la Plaza de España de Sevilla, construida para la Exposición Iberoamericana de Sevilla de 1929.

El 7 de marzo de 1469 se firmaban en Cervera unas capitulaciones matrimoniales, según las cuales se garantizaba a Isabel el pleno y libre ejercicio de su futuro poder y la ayuda que necesitara para acceder al trono en su momento. Concretamente Isabel recibiría la dote correspondiente a las reinas de Aragón ―Borja y Magallón, en el reino de Aragón; Elche y Crevillente, en el reino de Valencia; Tarrasa, en el Principado de Cataluña; y la Cámara de la Reina, en Siracusa (reino de Sicilia)―, además de 100 000 florines de oro y 4000 lanzas «si los fechos de Castilla viniesen en rotura». Fuera de las capitulaciones también se le entregarían inmediatamente 20 000 florines y un collar de balajes, por valor de 40 000 ducados, que el rey Juan II, padre de Fernando, tenía empeñado en la ciudad de Valencia como garantía de la devolución de un préstamo que esta ciudad le había concedido seis meses antes.
La boda tuvo lugar siete meses después, el 19 de octubre, en el palacio de los Vivero de Valladolid a donde acudió Fernando, de incógnito, bajo la protección de arzobispo de Toledo Carrillo, que fue quien aportó una bula papal de dispensa, al tratarse de un casamiento entre primos, pero que había falsificado con la connivencia del legado apostólico Veneris. La bula auténtica llegaría dos años después, en diciembre de 1471, expedida por el papa Sixto V.
Cuando Enrique IV tuvo conocimiento del matrimonio de Isabel con el heredero de la Corona de Aragón, un enlace que se había realizado sin su consentimiento, dudó sobre si invalidar el acuerdo de Guisando, pero finalmente en octubre de 1470 lo hizo presionado por el marqués de Villena —que ahora encabezaba la facción nobiliaria contraria a Isabel— y volvió a reconocer a su hija Juana, de ocho años de edad, como la heredera al trono de Castilla, y así fue jurada por una parte de la nobleza y por la diputación permanente de Cortes —siete procuradores de cinco ciudades—, todos ellos seguidores del marqués de Villena. Por su parte Isabel se atuvo a lo pactado en Guisando y se negó a aceptar la validez de la decisión del rey. Fue entonces cuando entre sus partidarios se dio mayor credibilidad al rumor que circulaba de que Juana sólo era «hija de la reina», apodándola «la Beltraneja» (al atribuir la paternidad al noble Beltrán de la Cueva, hombre de confianza de Enrique IV).
Progresivamente la nobleza castellana se fue decantando por Isabel —el apoyo de la casa de Mendoza, con el obispo y futuro cardenal Pedro González de Mendoza al frente, resultaría decisivo—. Según Ladero Quesada, «el viejo programa nobiliario del marqués de Villena —gobierno de la alta nobleza con "la menor cantidad de rey posible"— había demostrado suficientemente su fracaso y un resultado indeseable para muchos con nuevos desequilibrios entre los mismos nobles; la política de Pacheco, que monopolizaba la voluntad regia entonces, lo demostraba, al provocar un flujo continuo de mercedes a favor de sus seguidores —nobles o concejos— que destruía el mismo edificio del poder monárquico».

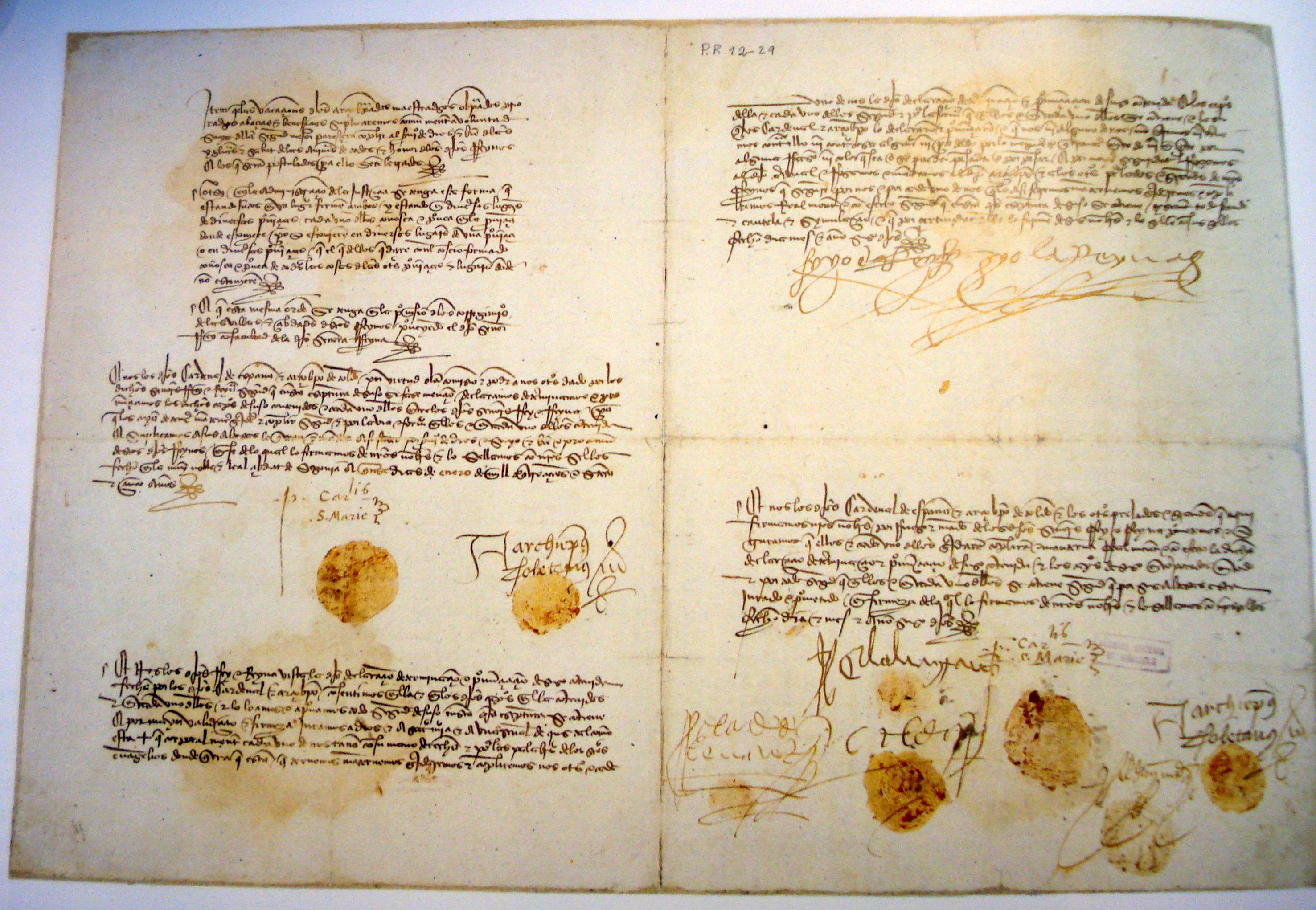
Concordia de Segovia (1475), conservada en el Archivo General de Simancas (España)

El 4 de octubre de 1474 moría Pedro Pacheco, marqués de Villena, y el 11 de diciembre fallecía el propio rey Enrique IV sin testar. Dos días después Isabel era proclamada en Segovia reina de Castilla. Al mes siguiente Isabel y Fernando firmaban la Concordia de Segovia en la que se regulaban los poderes de cada uno en el gobierno de Castilla, desarrollando las Capitulaciones de Cervera de  marzo de 1469. Pero una parte de la nobleza siguió apoyando a Juana lo que dio inicio a la guerra civil por la sucesión al trono de Castilla. Resultó decisivo que el arzobispo Carrillo se pasara al bando de Juana, lo que arrastró al resto de nobles contrarios a Isabel.

### Guerra Civil (1475-1479)

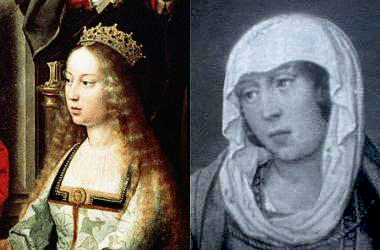
Las dos pretendientes al trono en la guerra de sucesión castellana: Isabel (izquierda) y Juana (derecha).

En marzo de 1475 el rey de Portugal Alfonso V declaró su apoyo a Juana, hija de Enrique IV, y anunció que contraería matrimonio con su sobrina (la madre de Juana, de trece años de edad, era Juana de Portugal, hermana de Alfonso V). Una decisión que, según Miguel Ángel Ladero Quesada, «tenía tanto de motivaciones familiares e incluso personales, pues implicaba cierto sentido caballeresco del deber, como políticas: el rey portugués veía con inquietud la inminente unión dinástica entre Castilla y Aragón». Una valoración que es compartida por Luis Suárez Fernández. Poco después Alfonso V se casaba con Juana en Plasencia, un señorío de Álvaro de Zúñiga y Guzmán —que también apoyaba la causa de Juana— y allí mismo era proclamada como reina de Castilla. A continuación el rey portugués se apoderó de Toro y después pasó al castillo de Burgos, también señorío de los Zúñiga. El castillo fue sometido a un asedio por un ejército encabezado por Fernando, el esposo de Isabel, y caería en enero de 1476. Mientras tanto Alfonso V había sellado una alianza con Luis XI de Francia, que quería consolidar su dominio sobre los condados de Rosellón y de Cerdaña, arrebatados a Juan II de Aragón, padre de Fernando.
El curso de la guerra se fue decantando del bando de Isabel, sobre todo después de que el 1 de marzo de 1476 Fernando derrotara al ejército de Alfonso V en la batalla de Toro —la ciudad sería tomada a finales de septiembre— y de que en los meses siguientes hasta junio se rechazaran los ataques de Luis XI contra Fuenterrabía —Fernando viajaría a las Vascongadas para consolidar la victoria de Fuenterrabía y para organizar una armada destinada a combatir a los corsarios franceses—. También en el terreno político porque las Cortes de Castilla reunidas en abril en Segovia y en Madrigal —aunque no todas las ciudades estuvieron presentes— juraron como heredera al trono a la princesa Isabel, hija primogénita de Isabel y de Fernando (de cinco años de edad), y concedieron un cuantioso servicio de 162 millones de maravedís —además de acordar la creación de la Santa Hermandad—.

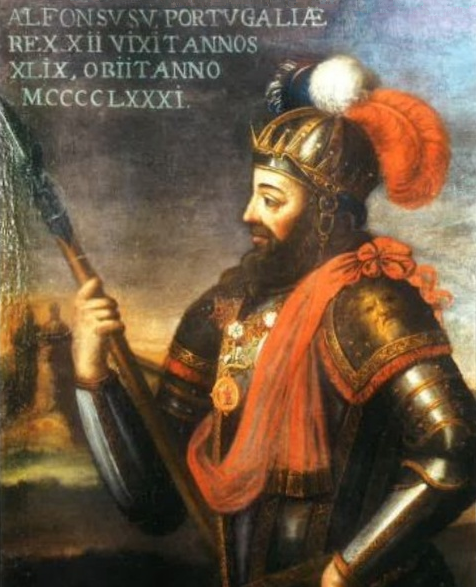
Alfonso V de Portugal fue el principal apoyo de la causa de Juana.

En enero de 1477 Luis XI abandonaba su alianza con Alfonso V a cambio de que se le garantizara la posesión de los condados de Rosellón y de Cerdaña, mientras iba creciendo en Lisboa la oposición a la continuidad de la guerra con Castilla, encabezada por el heredero al trono, el príncipe Juan. En Castilla ya solo pervivía un foco favorable a Juana en Extremadura, que sería sofocado por Fernando en febrero de 1479 (Batalla de La Albuera). Un mes antes había muerto Juan II de Aragón, por lo que Fernando tras su victoria marchó a Zaragoza y a Barcelona para hacerse cargo de su herencia. Mientras tanto se iniciaron las negociaciones de paz con el reino de Portugal que culminarían con la firma del Tratado de Alcaçovas el 4 de septiembre de 1479 que puso fin a la guerra. Alfonso V renunció a sus pretensiones al trono castellano y a cambio se reconoció a Portugal el derecho exclusivo de navegación al sur del cabo Bojador, quedando las Islas Canarias bajo soberanía castellana. Para sellar la nueva entente se pactó el matrimonio de la infanta castellana Isabel con el infante portugués Alfonso, hijo mayor del príncipe heredero Juan. En cuanto a Juana, la hija de Enrique IV, se le dio la opción de casarse en el futuro con el príncipe Juan, hijo recién nacido de Fernando e Isabel, o ingresar en un convento portugués, pero siempre sin tomar «título de reina, ni de princesa, ni de infanta». Juana escogería esta última opción, aunque no renunciaría nunca, a título personal, a sus derechos al trono castellano.
Entre octubre de 1479 y mayo de 1480 se celebraron Cortes de Castilla en Toledo con la presencia de los procuradores de las 17 ciudades con derecho a voto (los representantes de la nobleza no fueron muchos porque este estamento tenía otros cauces para defender sus intereses ante la Corona). Se juró al príncipe Juan como el nuevo heredero y se aprobaron un conjunto de medidas (monetarias, administrativas, de ferias y mercados, referentes a las rentas reales y a los beneficios eclesiásticos, sobre judíos y mudéjares, entre otras) que se promulgaron bajo la forma de ordenamiento regio. Sin embargo, aún quedaba un último territorio por pacificar, Galicia, donde continuaban los abusos de la media y baja nobleza tras su victoria sobre la revuelta Irmandiña de 1467-1469, pero la enérgica y expeditiva actuación del nuevo gobernador nombrado en octubre de 1480 logró restablecer el orden entre 1482 y 1483. Los reyes viajarían a Galicia en septiembre y octubre de 1486 «para consolidar con su presencia la pacificación y nuevo orden del reino».

## Unión dinástica y gobierno conjunto

### Unión dinástica

La península ibérica en 1479. Los reinos de la Corona de Castilla eran casi únicamente referencias históricas pues estaban sometidos a una misma ley y a unas mismas instituciones (a excepción del señorío de Vizcaya) y todos sus habitantes compartían una misma naturaleza. En cambio los tres reinos y el principado que formaban la Corona de Aragón tenían sus leyes e instituciones propias y sus habitantes eran naturales de sus estados respectivos por lo que eran «extranjeros» entre sí.

La unión de las Coronas de Castilla y de Aragón por el matrimonio de Isabel y Fernando fue una unión dinástica, («Unión de Reinos», la llama Luis Suárez Fernández) ya que, como ha señalado Joseph Pérez, «los dos grupos de territorios se encuentran simplemente asociados gracias a la unión personal de sus soberanos. Desde ese momento hay, ciertamente, una política y una diplomacia comunes, pero, por lo demás, los dos Estados conservan su originalidad, sus leyes, sus instituciones, sus costumbres. Las conquistas exteriores se atribuyen, a su vez, a uno u otro de los dos Estados miembros: las Indias, Granada y Navarra se incorporaron a la Corona de Castilla; Nápoles a Aragón. Más que una unión nacional, conviene, pues, hablar de una doble monarquía… En cuanto al derecho: los dos Estados, Castilla y Aragón, permanecen cuidadosamente diferenciados; los dos soberanos conservan su preeminencia, cada uno en su reino».
Por su parte Miguel Ángel Ladero Quesada destacó que en la monarquía de los Reyes Católicos se mantuvieron «los vínculos de naturaleza específicos de cada uno de sus componentes». «Los castellanos todos —unos 4 500 000— tenían el mismo vínculo de naturaleza, las mismas leyes reales y el mismo sistema fiscal —salvo alguna excepción parcial, como era la del señorío real de Vizcaya— en los 385 000 km² de su territorio. […] Pero la situación era distinta en la Corona de Aragón, donde los habitantes del reino de Aragón (250 000), los del Principado de Cataluña (300 000), los del reino de Valencia (250 000), los del de Mallorca (50 000) y, por supuesto, los de Sicilia y Cerdeña conservaban la naturaleza respectiva y eran extranjeros recíprocamente. Lo mismo sucedió con el reino de Navarra después de su incorporación a la Corona de Castilla en 1515». Así «aun después de la unión dinástica, la capacidad regia para introducir oficiales o funcionarios "extranjeros" en cada parte era limitada… En sus respectivos testamentos, Isabel, en 1504, y Fernando, en 1515, insisten en que los oficios públicos estén en manos de "naturales" de los respectivos reinos».
Que se trataba de una unión personal lo demostraría el hecho de que en 1509 estuvo a punto de romperse. Tras la muerte de Isabel, Fernando volvió a casarse con Germana de Foix, sobrina de Luis XII de Francia, y el 3 de mayo de ese año dio a luz a un hijo varón que iba a llamarse Juan, pero murió a las pocas horas. Si hubiera sobrevivido habría heredado los estados de la Corona de Aragón por lo que se hubiera roto la unión con Castilla ya que esta Corona tenía su propio heredero, Carlos, nieto de Isabel de Castilla y de Fernando. Entonces contaba con 9 años de edad y fue quien finalmente se convirtió en soberano de las dos coronas, cuando en 1516 falleció también Fernando, sin haber tenido más hijos con su segunda esposa.

### Unión desigual
En la unión predominó claramente la Corona de Castilla por su mucha mayor extensión (ocupaba el 64,3 % del territorio de la península ibérica, frente al 18,4 % de la Corona de Aragón, incluyendo las islas Baleares) y población (se estima que la Corona de Castilla tenía entre cuatro millones y cuatro millones y medio de habitantes, mientras que la Corona de Aragón estaría alrededor del millón), y también por razones políticas (los Reyes Católicos utilizaron Castilla, donde residieron la mayor parte del tiempo, como base principal de su proyecto de afirmación de la autoridad regia ya que «no tropezaban allí con obstáculos a su libertad de acción, o a la obtención de recursos, como los que existían en la Corona de Aragón») y económicas («en la segunda mitad del siglo XV, [Castilla es] un país en plena expansión»).
Joseph Pérez concluye que «en la doble monarquía de los Reyes Católicos, Castilla está en la vanguardia», pero advierte que «esto tendrá consecuencias» porque «las nuevas estructuras jurídicas y estatales que se edifican bajo el reinado de los Reyes Católicos se resentirán del desequilibrio entre las partes constituyentes de la doble monarquía… En gran medida, la España moderna nace con los Reyes Católicos y es una España fuertemente marcada por la primacía de Castilla». Esta última valoración es compartida por Ángel Rodríguez Sánchez: «[Castilla] asumió el ser centro de dirección y de toma de decisiones que, en ocasiones, pretendieron exportarse e imponerse a los estados más periféricos y extrapeninsulares de la monarquía. Esta diferenciación de papeles produjo problemas en el ensamblaje de las distintas formas de gobernar —excepción hecha de la política exterior—, que obedecían a las distintas identidades constitucionales…».

### Gobierno conjunto
La posición de Fernando en la Corona de Castilla fue regulada inicialmente en las capitulaciones de Cervera del 5 de marzo de 1469, firmadas siete meses antes de celebrarse la boda en Valladolid. En ellas Fernando se comprometía a respetar las libertades y los fueros de las villas y ciudades castellanas así como la libertad eclesiástica y no podría ordenar nada si su firma no iba acompañada de la de su esposa. Tampoco podría otorgar mercedes ni nombrar cargos pues esto era una prerrogativa exclusiva de doña Isabel. Asimismo se establecía que don Fernando no podría abandonar Castilla «sin consentimiento» de su mujer y que «no tomaría empresa o haría guerra o paz sin su voluntad».

Escudo de los Reyes Católicos (hasta 1492) con las armas de la Corona de Castilla (primer y cuarto cuartel), título aportado por Isabel I de Castilla, y las de la Corona de Aragón, junto con las del reino de Sicilia (segundo y tercer cuartel), títulos aportados por Fernando II de Aragón.

La regulación definitiva se estableció en la Concordia de Segovia tras la proclamación como reina de Castilla de Isabel en esa misma localidad, nada más conocerse la muerte del rey Enrique IV. La fórmula escogida fue: «Castilla, Castilla, Castilla… por la reina e señora doña Isabel, e por el… rey Fernando como legítimo marido». Según Joseph Pérez la Concordia firmada en Segovia el 15 de enero de 1475 «constituye el ordenamiento constitucional de la monarquía incipiente». Según este mismo historiador los puntos esenciales de la misma serían los siguientes: «Todos los documentos oficiales serían dados en nombre del rey y de la reina, precediendo el nombre del rey al de la reina y las armas de la reina a las del rey; las tenencias de las fortalezas se darían a nombre de la reina sola; las rentas de Castilla se emplearían de común acuerdo entre los reyes; las mismas normas se seguirían en Aragón y Sicilia; las mercedes y oficios serían concesión de la reina sola; los beneficios eclesiásticos serían suplicados por los dos soberanos pero a voluntad de la reina; la administración de justicia recaería en los dos soberanos cuando estuviesen juntos y en cualquiera de ellos si se hallasen separados». El mismo Pérez concluye que «en el terreno jurídico, Isabel no cede nada: ella sigue siendo de derecho la sola reina de Castilla; pero de hecho Fernando recibe poderes muy amplios que le confieren plena autoridad en Castilla… Por otra parte, este documento, al proclamar que el reino de Castilla era propiedad de la sola reina, venía a dar satisfacción moral a todo aquel sector castellano que se mostraba receloso ante una influencia aragonesa demasiado fuerte en el Estado».
Los poderes de Fernando en Castilla fueron ampliados por la reina Isabel poco después, en abril de 1475, en los inicios de la guerra civil (según Rafael Narbona Vizcaíno le delegó «unos poderes extraordinarios, que en calidad de rey consorte le igualó en capacidades de gobierno»; pero «sin renunciar a ninguno», advierte Luis Suárez Fernández):

Por ende, doy poder al dicho rey, mi señor, para que donde quiera que fuese en los dichos reynos y señoríos [de Castilla], pueda por sí e en su cabo, aunque yo no sea ende, proveer, mandar, fazer e ordenar todo lo que fuera visto e lo que por bien toviere e lo que le paresciere cumplir al servicio suyo e mío, e al bien, guarda e defensión de los dichos reynos y señoríos nuestros.

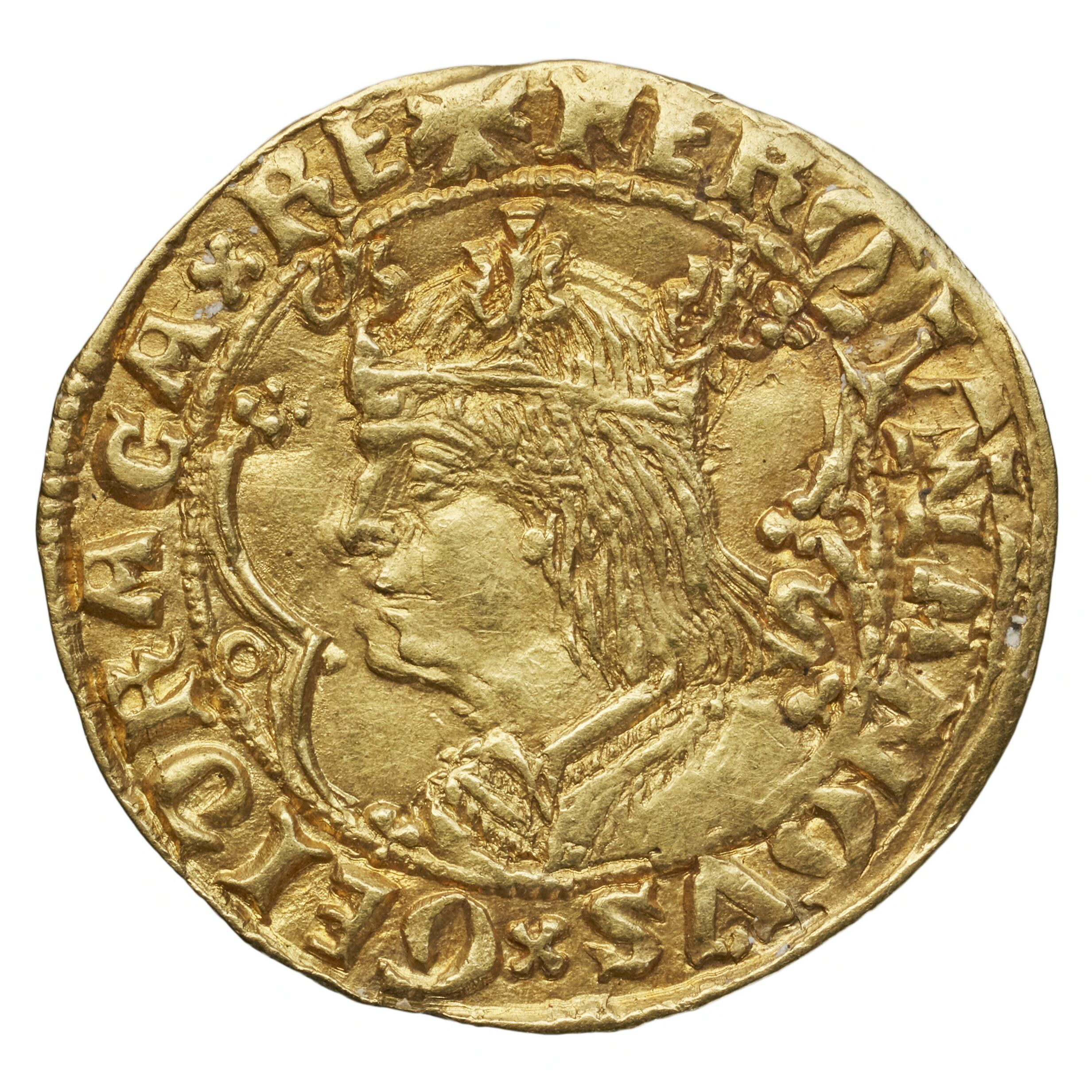
Ducado del Reino de Valencia en cuyo anverso solo aparece el busto de Fernando, lo que era lo más habitual en las monedas de los estados de la Corona de Aragón, a diferencia de las de la Corona de Castilla donde figuran Isabel y Fernando afrontados.

No parece que Isabel dispusiera de unos poderes semejantes en la Corona de Aragón. En abril de 1481 Fernando la nombró conregentem, gubernatricem, administraticem generalis et alteram nos in regnis nostris… coronas regni Aragonum ['corregente, gobernadora, administradora general y otro yo en nuestros reinos… de la Corona de Aragón'] y en 1488 la designó lugarteniente general, pero, según Miguel Ángel Ladero Quesada, «se trata de delegaciones circunstanciales de poder regio, no muy diferentes a las que habían tenido anteriores lugartenientes generales —por ejemplo, pocos decenios antes, la reina María de Castilla, mujer de Alfonso V el Magnánimo—,… aunque Isabel ejerciera ciertos poderes regios en los reinos aragoneses». Luis Suárez Fernández afirma que Isabel actuó en la Corona de Aragón «como mediadora o consejera, más que otra cosa». Según Roberto Narbona Vizcaíno, «Isabel solo ejerció de reina consorte en la Corona de Aragón con funciones de representación, simplemente ceremoniales y sin posibilidades de intervención política». En esta misma línea Ladero Quesada subraya que Fernando era el señor e pariente mayor la Casa de Trastámara, a la que también pertenecía Isabel, y que desde el Compromiso de Caspe de 1412 reinaba tanto en Castilla como en Aragón. Como tal había sido reconocido por su padre Juan II de Aragón en 1476, tres años antes de morir:

Vos, fijo, que sois señor principal de la Casa de Castilla, donde yo vengo, sois aquel a quien todos los que venimos de aquella casa somos obligados a acatar e servir como a nuestro señor e pariente mayor, e las honras que yos os debo en este caso, han mayor lugar que la obediencia filial que vos me debéis como a padre…

### Titulaciones, símbolos y emblemas

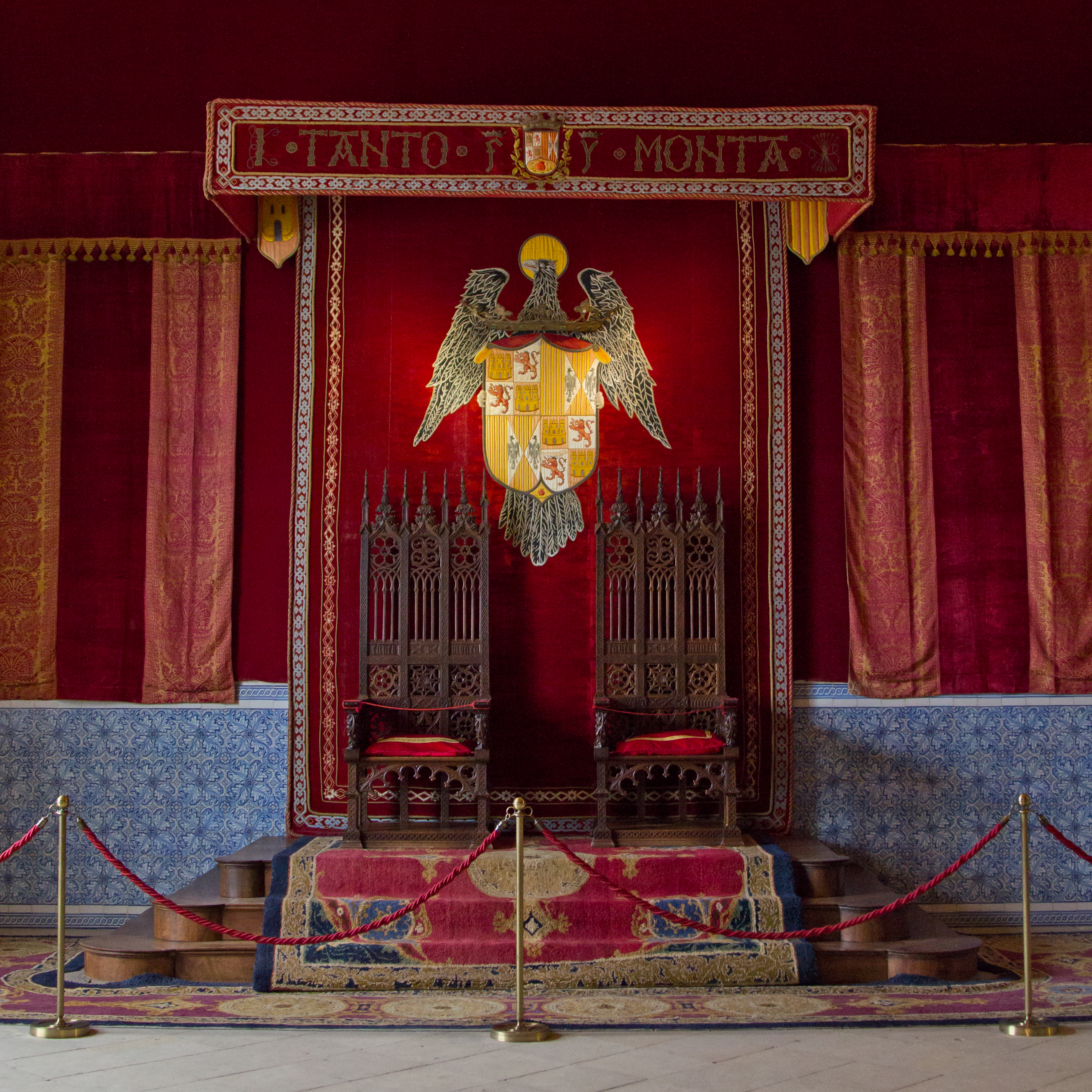
Vista de la sala del Trono del Alcázar de Segovia, con el lema "tanto monta" en el frontal del dosel y el escudo al fondo.

El cronista castellano Hernando del Pulgar escribió que se trataba de «una voluntad que moraba en dos cuerpos», de ahí que las iniciales de los nombres de los reyes y las empresas de cada uno (el yugo, de Fernando; las flechas, de Isabel) figuraran en monedas, documentos, edificios públicos, etc., así como la fórmula estereotipada el rey y la reina. Sin embargo, utilizar el lema Tanto monta para remarcar que los dos soberanos actuaban al unísono es equívoco pues era un lema exclusivo de Fernando (y que hacía referencia a la leyenda del nudo gordiano de Alejandro Magno que cortó el nudo con su espada, comentando: da lo mismo (tanto monta) cortar como desatar).

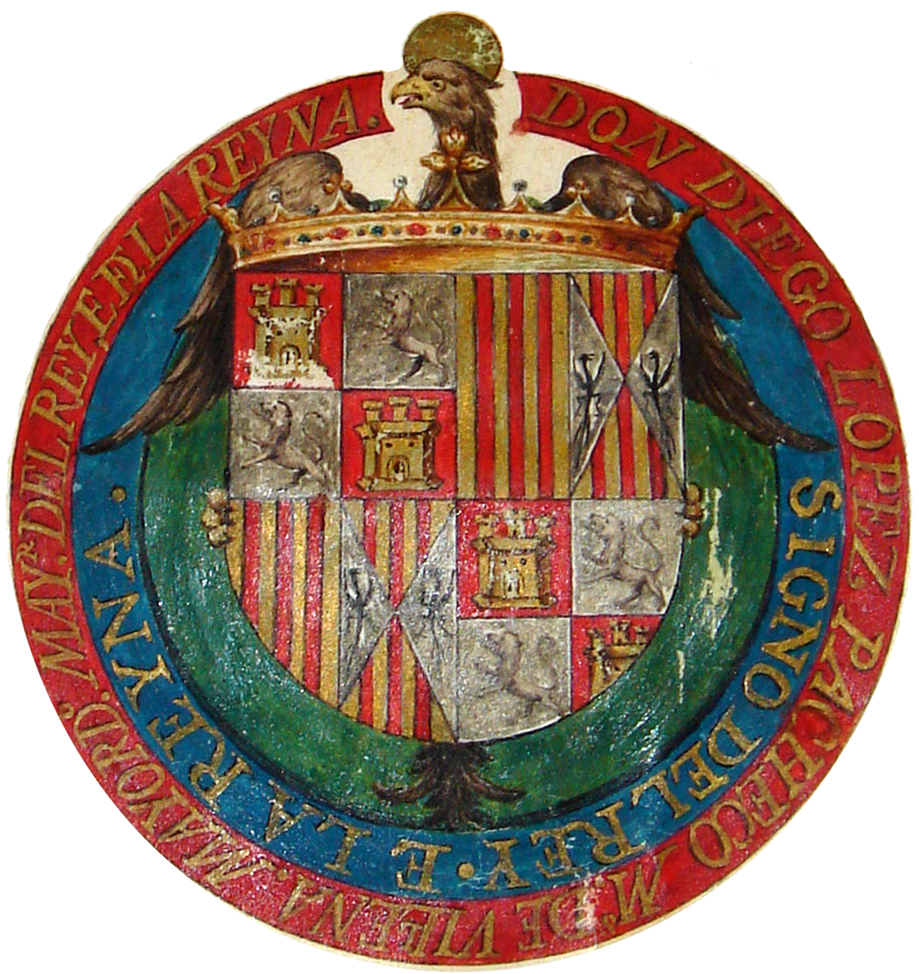
En la Concordia de Segovia de 1475 quedaron acordados los títulos y la heráldica que pertenecieron por igual a ambos esposos Isabel I de Castilla y Fernando II de Aragón, un caso inaudito en la historia de la emblemática de Europa. En la imagen, un sello policromo con el escudo de 1491. Es un cuartelado; 1º y 4º, contracuartelado de Castilla y Reino de León; en el 2.º y 3.º, partido de Aragón y Sicilia. El conjunto es sostenido por un águila como soporte, nimbada y pasmada, también llamada de "San Juan".

En cuanto a los títulos Isabel y Fernando no se denominaron «reyes de España», aunque así fueron conocidos frecuentemente en el exterior (también como «rey y reina de las Españas»). En la Concordia de Segovia se acordó que el nombre de Fernando precedería al de Isabel pero las armas y los títulos de esta irían por delante. Así antes de la conquista de Granada la intitulación era la siguiente:

Don Fernando e Doña Ysabel, por la gracia de Dios, Rey e Reyna de Castilla, de León, de Aragón, de Sicilia, de Toledo, de Valencia, de Galicia, de Mallorca, de Sevilla, de Cerdeña, de Córdoba, de Córcega, de Murcia, de Jaén, de los Algarbes, de Algeciras e de Guipúzcoa, conde e condesa de Barcelona, e señores de Vizcaya e de Molina, duques de Atenas e de Neopatria, condes de Rosellón e de Cerdanya, marqueses de Oristán e de Gociano.

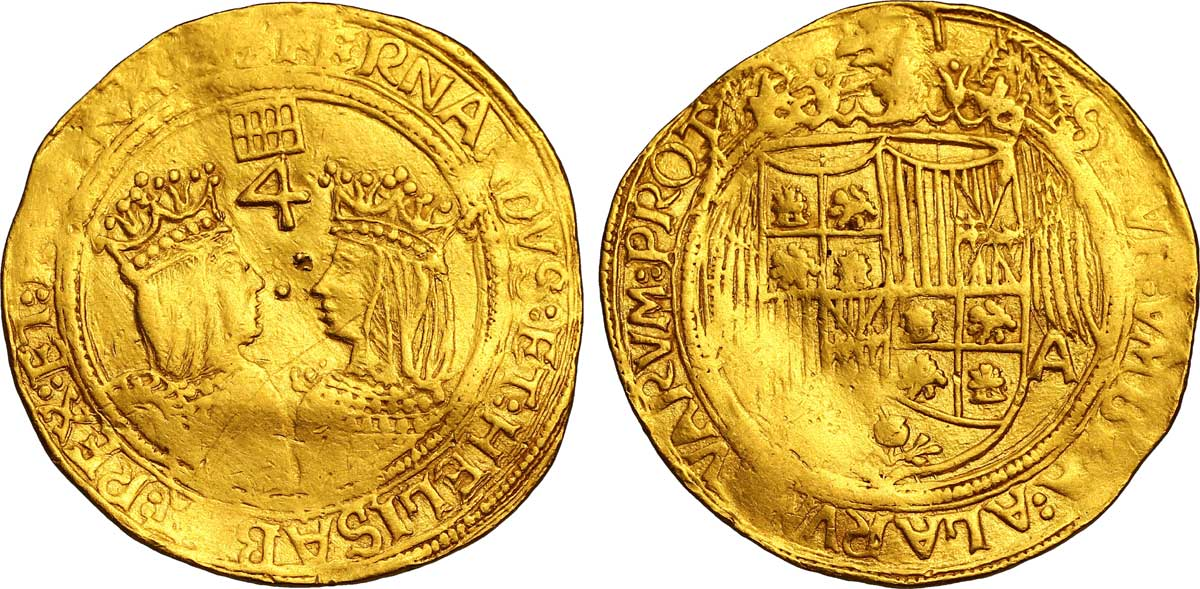
Cuádruple ducado de oro, en cuyo anverso se ubican los bustos afrontados de Fernando e Isabel, con un 4, que expresa el valor, rodeados por la frase en latín: FERNANDVS:ET:HELISABET:REX:ET:REGINA ('Fernando e Isabel Rey y Reina'). En el reverso figura un escudo con las armas de Castilla y León y Aragón-Sicilia, y Granada en punta, coronado y cobijado por el águila de San Juan, con un acueducto como marca de ceca y en rededor la leyenda: SVB:VMBRA:ALARVM:TVARUM:PROT. (Sub umbra alarum tuarum protege nos, 'Bajo la sombra de tus alas, protégenos').

Sin embargo, «en los documentos de las cancillerías aragonesas es muy frecuente que aparezca el nombre de Fernando exclusivamente… Un desequilibrio semejante se observa en los tipos monetarios, pues en las monedas de Castilla figuran los cónyuges afrontados, con una leyenda en torno de carácter religioso o relativa al reinado ("Ferndinandus et Elisabeth Dei Gratia Rex et Regina Castelle Legionis»), o bien, en los reales de plata, el escudo regio, el yugo y las flechas, mientras que en la mayoría de las de ámbito aragonés figura el busto de Fernando, aunque puedan tener referencia, a veces, a totalidad de sus reinos».
Por lo que respecta al soporte del escudo, el águila de San Juan, fue utilizado primeramente por Isabel siendo aún princesa en 1473. En un escudo de ese año el águila que simboliza a Juan el Evangelista aparece nimbada y no coronada, sin duda debido a que aún no había sido coronada como reina de Castilla, suceso que tendría lugar en Segovia a fines de 1474. Posteriormente fue incorporada a las armas combinadas de ambos.

### Título de «Reyes Católicos»
La iniciativa para conceder a Fernando e Isabel el título de «Reyes Católicos» partió de Enrique Enríquez, que era tío de Fernando y también consuegro del papa de origen valenciano Alejandro VI.
En una carta de mayo de 1494, el nuncio Francisco Desprats le aconsejaba al papa que aceptase la petición de Enrique Enríquez de dar a los reyes el título de «Muy Católicos» (molt catolichs en el original). Finalmente, el título de «Reyes Católicos de las Españas» fue concedido oficialmente por Alejandro VI a favor de Fernando e Isabel en la bula Si convenit, expedida el 19 de diciembre de 1496.

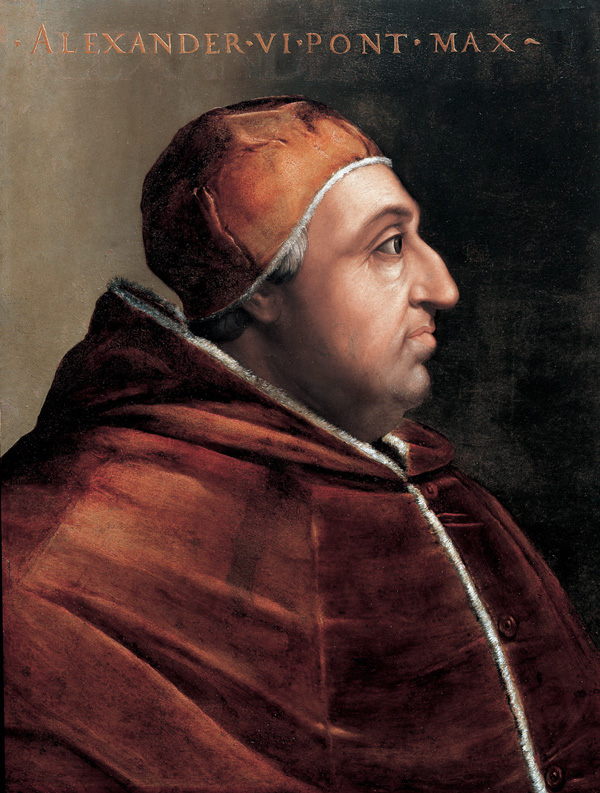
El papa Alejandro VI, en la bula Inter caetera llamó a los esposos Fernando II de Aragón e Isabel I de Castilla «verdaderos reyes y príncipes católicos».

Dicha bula fue redactada tras un debate en el colegio cardenalicio, realizado el 2 de diciembre de 1496, con el consejo directo de tres cardenales (Oliverio Caraffa, de Nápoles-; Francisco Piccolomini, de Siena-; y Jorge de Costa, de Lisboa) quienes enumeraron los méritos de los dos reyes para que se les concediera un título que nadie había poseído, debate en el que se barajaron y descartaron otros posibles títulos.
El papado fundamentó su concesión del título en seis causas fundamentales: las virtudes personales que poseían ambos Reyes manifestadas en la unificación, pacificación y robustecimiento de sus reinos; la reconquista de Granada de manos del islam; la expulsión de los judíos en 1492; la liberación de los Estados Pontificios y del feudo papal del reino de Nápoles invadidos por el rey Carlos VIII de Francia; y los esfuerzos realizados y los proyectos para llevar la guerra a los infieles en África. Según Miguel Ángel Ladero Quesada, «parece que el título de "Reyes Católicos" tuvo un significado más bien coyuntural, al ser consecuencia de los triunfos y designios regios en Italia y el Mediterráneo, que se contraponían a los del rival francés, el "Rey Cristianísimo"». Una valoración que es compartida por Rafael Narbona Vizcaíno: «La atribución del título de Reyes Católicos por gracia del papa Alejandro VI Borja en 1496 estuvo relacionada más con los servicios en defensa del papado en el concierto italiano que no con la política religiosa interna en los reinos patrimoniales… Además, no se puede olvidar que este epíteto que subrayaba la expresa catolicidad de la monarquía hispánica fue un sucedáneo de otro igualmente carismático, el de rey cristianísimo, del que ya gozaba Luis XI de Francia por concesión del papa Pío II y que Roma no se atrevió a modificar a pesar de los enredos que aquel protagonizó con su política internacional».
La concesión del título generó protestas del embajador francés, que veía incompatible el nuevo título con el de Cristianísimo que ostentaba el rey de Francia desde 1464; y del embajador de Portugal, que se quejaba de que el término «las Españas» incluía a su país, que había formado parte de la Hispania romana.

## Política interior
La política de los Reyes Católicos estuvo encaminada a asegurar que su autoridad y sus prerrogativas fueran indiscutibles, partiendo de la idea de que la monarquía era la forma más perfecta y completa para garantizar la justicia, la paz y el orden social en cuanto que «jerarquizaba y subordinaba jurisdiccionalmente los poderes estamentales de la sociedad política (Iglesia, nobleza, ciudades) dentro de la estructura estatal». De ahí que rodearan «el ejercicio de sus funciones de lujo y magnificencia, incrementando el ceremonial que sus antepasados Trastámara ya procuraran… El monarca debía alzarse por encima de los súbditos». Lo consiguieron en la Corona de Castilla, donde los poderes del rey no estaban mediatizados por las instituciones del reino, no tanto en la Corona de Aragón, donde Fernando tuvo que contar con las Cortes y las Diputaciones de cada uno de los Estados que la componían y que limitaban los poderes del monarca.

### Corona de Castilla

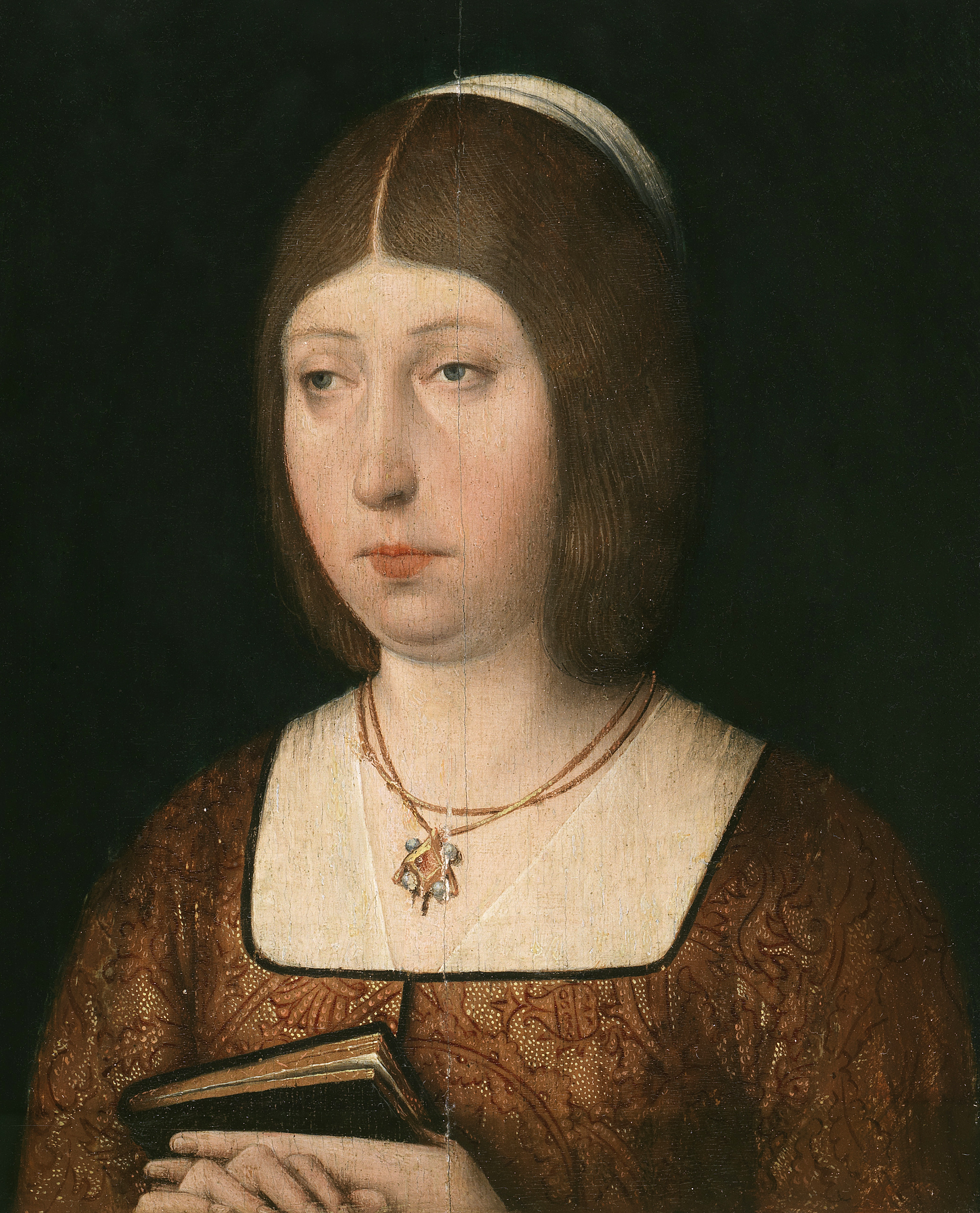
Retrato de Isabel I de Castilla (c. 1490).

La prioridad inicial de Isabel y de Fernando fue afianzar su autoridad y asegurar el orden y la paz social una vez concluida la guerra civil, para lo que contaron con la Hermandad, fundada en abril de 1476 en las Cortes de Castilla reunidas en Madrigal de las Altas Torres y que ya había desempeñado un papel destacado en su victoria en la contienda. Cada municipio de más de doscientos habitantes debía recaudar un impuesto especial para pagar a dos jueces y a una brigada de cuadrilleros a los que se añadirán tras la celebración de la asamblea general celebrada en Dueñas pocos meses después unos grupos móviles denominados capitanías. El mando supremo fue asignado a Alfonso de Aragón, hermano bastardo del rey. En principio se concibió como una institución temporal pero como su vigencia se fue prolongando —unidades de la Santa Hermandad intervinieron en la conquista de Granada de 1492— muchos municipios acabaron quejándose de la carga fiscal que suponía para ellos su mantenimiento. Para ahorrar gastos en 1498 se suprimirán los órganos centrales conservándose tan sólo las cuadrillas locales encargadas, como al principio, de la represión del bandidaje en las zonas rurales. Según Joseph Pérez, «la Santa Hermandad, organismo al tiempo policial y judicial, constituyó, al principio del reinado, una fuerza de apoyo muy apreciable para unos soberanos preocupados por afianzar su poder», convirtiéndose finalmente en una «una guardia rural eficaz, temida y respetada».
El siguiente paso fue restablecer en todos los ámbitos la autoridad del Estado para lo que reorganizaron en profundidad las instituciones existentes y crearon otras nuevas. Se fijó en Valladolid la sede definitiva de la Real Audiencia y Chacillería a la que se sumó en 1494, tras la conquista de Granada, una nueva con sede en Ciudad Real, y más tarde trasladada a Granada, con jurisdicción sobre el reino recién conquistado y sobre el resto del territorio castellano situado al sur de Sierra Morena, mientras que la de Valladolid conservaba el resto. Además, el Consejo Real, consejo privado del soberano, fue reformado en cuanto a su composición y a sus atribuciones. Presidido por un obispo quedó integrado por tres caballeros (miembros de la pequeña nobleza) y ocho o nueve juristas (letrados) —los miembros de la alta nobleza podían seguir asistiendo pero como observadores, perdiendo así todo poder efectivo, por lo que progresivamente irán dejando de acudir a sus reuniones. El Consejo Real se convierte así en el órgano supremo del gobierno, con atribuciones no sólo administrativas sino también judiciales y, como consecuencia de ello, los secretarios reales encargados de preparar las sesiones del Consejo y de redactar las decisiones adoptadas, irán cobrando cada vez mayor importancia, en cuanto colaboradores directos y cotidianos de los soberanos, aunque nunca se convertirán en verdaderos ministros. Otro elemento importante en el restablecimiento de la autoridad del Estado fue la compilación de las ordenanzas reales, lo que facilitó su aplicación por los oficiales de la monarquía para «determinar todas las cosas de justicia». Por último, hay que señalar la conversión del ejército en una fuerza permanente (especialmente a partir de 1495 cuando comienzan las campañas de Italia en las que destacará Gonzalo Fernández de Córdoba, el «Gran Capitán»).

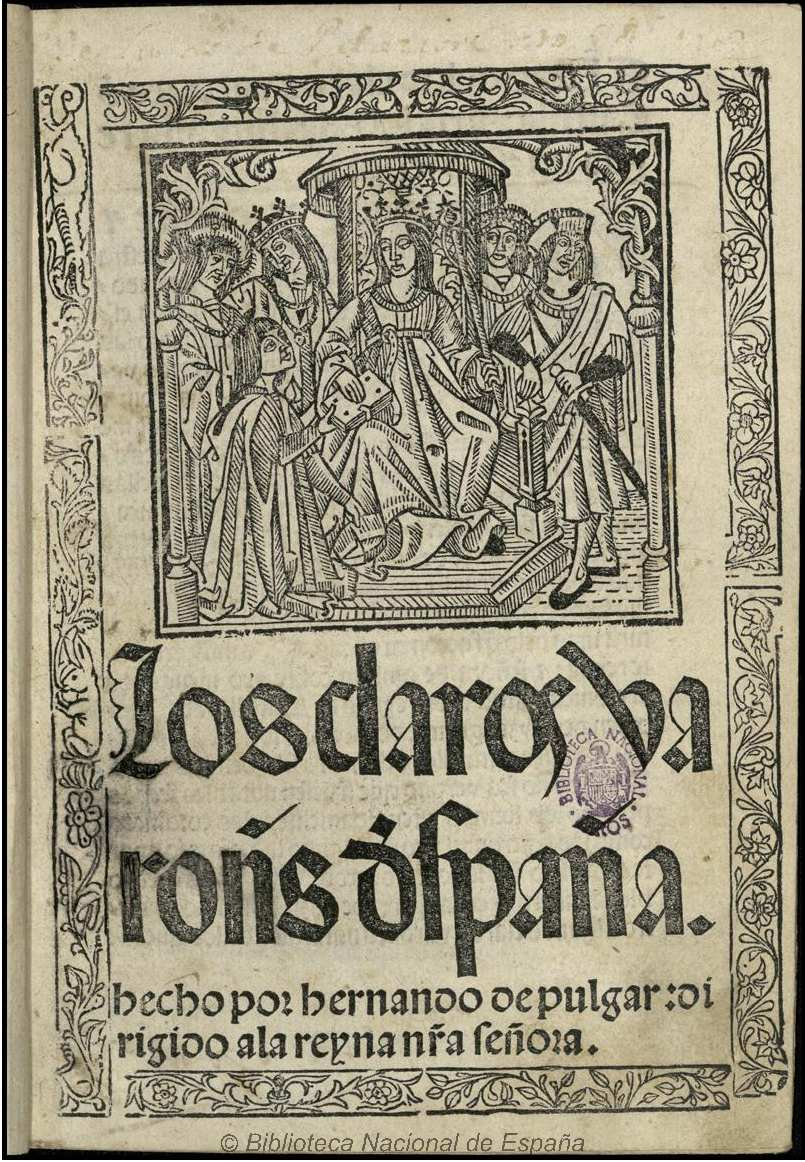
Primera página de la obra de Fernando del Pulgar Claros varones de España (1486). Aparece el autor ofreciendo el libro a la reina Isabel.

En el ámbito local y territorial, extendieron la institución de los corregidores con carácter permanente a todas las ciudades, con poderes muy amplios. De hecho ninguna decisión del consejo municipal (ayuntamiento), cuyo carácter oligárquico no fue modificado (los regidores, o veinticuatros se transmiten el cargo de padres a hijos y se reservan exclusivamente los cargos municipales: jueces [alcaldes], inspectores [fieles], etc.), no tenía validez si no contaba con su aprobación. Además su ámbito de actuación no se limitó a la ciudad donde residían sino a todo el territorio de los sesenta y cuatro distritos, llamados precisamente corregimientos, en que quedó dividido el reino. Sus miembros fueron escogidos, «por su competencia, su honradez y su lealtad», entre juristas salidos de las universidades (letrados) o entre los miembros de la pequeña nobleza (caballeros). Según Joseph Pérez, «los corregidores fueron los agentes más eficaces de la Corona en su esfuerzo por restablecer en todo el territorio nacional la autoridad del Estado». Por otro lado, cuando acababa su ejercicio, generalmente de dos años, su gestión era sometida a un juicio de residencia por parte de otros oficiales reales y además debían presentar sus cuentas que debían ser aprobadas por el Consejo Real.
Al principio recurrieron a las Cortes —a las que acudían las 17 ciudades con derecho a ello, y después de 1492 también lo hará Granada, pero no la nobleza y el clero— para que aprobaran y apoyaran sus políticas —Cortes de Madrigal de 1476, Cortes de Toledo de 1479-1480— pero pasaron casi veinte años sin celebrar ninguna —las siguientes se reunieron en 1499 y después solo una vez más, en 1502—. Según Joseph Pérez se evita convocarlas «para impedir que se transformen en una institución verdaderamente representativa con la que habría que contar». Pérez advierte que los Reyes Católicos no tuvieron necesidad de hacerlo, salvo en situaciones excepcionales como la votación de impuestos nuevos o la jura del heredero al trono, porque «las contribuciones indirectas (alcabalas, impuestos de consumo; bulas de la Cruzada, cobradas por el Estado) aseguran beneficios regulares y sustanciosos a la Corona, [por lo que] el recurso al impuesto directo, para el que las Cortes tienen que dar obligatoriamente su consentimiento, se vuelve menos necesario, fuera de periodos de crisis». Una valoración que es compartida por Rafael Narbona Vizcaíno o por Miguel Ángel Ladero Quesada. Además, por medio de los corregidores que fiscalizaban la elección de los procuradores se aseguraban de que las Cortes no pusieran ningún obstáculo a sus deseos. «Así constituidas las Cortes, que a fin de cuentas se reúnen lo menos posible, no podrían ofrecer una resistencia seria a los soberanos», concluye Pérez.
En cuanto a la nobleza, el primer objetivo fue rescatar rentas (juros), impuestos, tierras, beneficios eclesiásticos, etc. que había arrebatado a la Corona aprovechando la crisis sucesoria iniciada en 1464. De esa forma sanearían la Hacienda real y reducirían en parte su poder. «Era una tarea ardua el arrancar a los interesados lo que consideraban como derechos adquiridos. Los soberanos lo consiguen, no obstante, no sin discusiones, no sin concesiones», ha señalado Joseph Pérez. Pero, como ha señalado este mismo historiador, esta política no significó que los Reyes Católicos pretendieran «derribar» a la alta nobleza sino quitarle «toda influencia política, al reforzar su red de agentes (corregidores), escogidos fuera de ella, y al privarla del derecho de voto en el Consejo Real», a lo que hay que añadir que dejara de ocupar los maestrazgos de las Órdenes militares que pasaron al rey Fernando, en cuanto se fueron produciendo las vacantes —aunque esta dignidad no pasará de derecho a la Corona hasta 1524, bajo el pontificado de Adriano VI—. Prueba de que no pretendieron «derribarla» fue que su enorme riqueza territorial adquirida a finales del siglo XVI (mercedes enriqueñas) y principios del siguiente, no solo la conservó sino que la acrecentó, hasta el punto que en su testamento la reina Isabel se preguntó si no habían sido demasiado débiles con los grandes señores. De hecho las Leyes de Toro, aprobadas por las Cortes en 1505, un año después de su muerte, les garantizaron sus propiedades y rentas a perpetuidad, mediante la institución del mayorazgo.
El mismo objetivo de afirmar la autoridad del Estado guio la política respecto del alto clero, emparentado con la alta aristocracia con la que comparte mentalidad e intereses, y que ostenta poderes territoriales considerables, con el arzobispo de Toledo a la cabeza. Para ello exigieron al Papa intervenir en la designación de los obispos, lo que terminaron consiguiendo, y también obtuvieron de Roma el Patronato regio para los nuevos territorios incorporados a la Corona (las Islas Canarias, el reino de Granada y las Indias), aunque no para el resto. De esta forma consiguieron que, salvo excepciones, para los obispados y otros cargos eclesiásticos no fueran nombrados extranjeros sino naturales de Castilla y que quedaran excluidos, también con excepciones, los miembros de las familias de la alta nobleza, lo que supuso un cambio radical, proponiendo en su lugar a letrados de una moralidad intachable. «En un clero escrupulosamente reclutado, los Reyes Católicos encuentran, con toda naturalidad aliados y no ya rivales, colaboradores competentes y fieles que, sin desatender sus deberes de pastores, pueden ocupar ocasionalmente los más altos puestos de la administración y aparecer como verdaderos hombres de Estado; Cisneros ofrece el mejor ejemplo de esto», ha señalado Joseph Pérez. Por otro lado, también apoyaron (y emprendieron) la reforma de las órdenes religiosas con la misma finalidad: «elevar el nivel intelectual y moral de los frailes y evitar también que las riquezas territoriales de los grandes monasterios constituyan un peligro para el Estado». Isabel y Fernando «estaban convencidos, entre otras cosas, de que la salud de una sociedad depende del grado de vida espiritual que los religiosos fuesen capaces de alcanzar», ha señalado Luis Suárez Fernández.

### Corona de Aragón

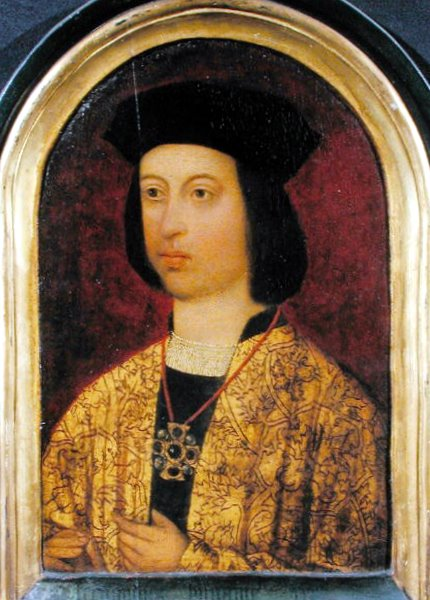
Fernando II de Aragón.

La Corona de Aragón no vio modificadas las leyes e instituciones propias de los reinos y el principado que la integraban, aunque en el listado de títulos se antepusieron los de Castilla y León al de Aragón —a pesar de la opinión contraria de aquellos—. Sin embargo, se introdujeron tres novedades importantes: el Consejo de Aragón (creado en 1494 como parte del Consejo Real), la proliferación del sistema virreinal como consecuencia de la largas ausencias de Fernando de sus estados patrimoniales, y las Reales Audiencias, una por cada estado de la Corona (una cuarta novedad sería la introducción de la Inquisición).
Ernest Belenguer ha señalado que la política aplicada por Fernando el Católico en la Corona de Aragón, como rey privativo de la misma, tuvo el mismo objetivo que la aplicada en la Corona de Castilla —asegurar la supremacía de la realeza—, pero «las estructuras, ritmos y circunstancias políticas no permitieron jamás a Fernando una unidad de acción idéntica sobre todos sus reinos patrimoniales: pequeños márgenes de intervención que le obligaron a la inhibición en Aragón, mayores posibilidades en Cataluña, previo el implícito consenso de una reforma pactada con las clases privilegiadas, control dirigista sobre Valencia que abocaría al país al conflicto político-social de 1519 y una ataraxia absolutamente inmovilista que no solucionó nada en Mallorca en el paréntesis de las crisis más graves de su historia: la de la Revuelta forana de 1450 y las Germanías de la isla en 1521».
Reino de Aragón
Fue el estado de la Corona de Aragón en el que menos avanzó el «autoritarismo» regio ya que «la mayor parte de sus esfuerzos reformistas [del rey Fernando] fueron baldíos, incapaces de romper la oposición de la fuerzas vivas del reino», como ha señalado Ernest Belenguer. Así, la potestad absoluta que la nobleza aragonesa ostentaba sobre sus campesinos permaneció inalterable, salvaguardada por sus Fueros. En Aragón no hubo ningún movimiento similar al de los remensas catalanes y solo se pueden señalar las fracasadas alteraciones de Ariza, concluidas con la Sentencia de Ariza de 1497 en la que Fernando el Católico confirmó los derechos señoriales, lo que la alejaba de la Sentencia Arbitral de Guadalupe para el conflicto remensa catalán dictada por el rey diez años antes. La abierta oposición de la nobleza a perder cualquier privilegio se puso de manifiesto también cuando Fernando el Católico intentó introducir la Hermandad en Aragón y fracasó.
Principado de Cataluña
En el Principado de Cataluña el advenimiento al trono de Fernando levantó grandes expectativas, tras los años traumáticos de la guerra civil. «Tota la esperança de aquesta vostra ciutat e Principat están en la reyal persona de Vostra Excel·lencia…», le escribieron los consellers de Barcelona. Se confiaba en que iniciara una nueva época de regeneración, redreç, en expresión de aquellos años.
Las bases del redreç se establecieron en las Cortes de Barcelona de 1480-1481 en las que se resolvió  la cuestión pendiente de las restituciones establecidas en la Capitulación de Pedralbes que pusieron fin a la guerra civil —los bienes incautados por uno y otro bando durante la contienda debían devolverse a sus dueños iniciales—. Se votó un crédito de cien mil libras con el que el rey podría indemnizar por las pérdidas que sufrieran los que habían combatido junto a Juan II al reintegrar los bienes inmuebles que hubieran obtenido como consecuencia de la contienda. Además se aprobó la constitución Poch valdria (‘Poco valdría’), más conocida como la «Constitució de l'Observança», en la que se reafirmó el pactismo como sistema de gobierno para Cataluña que perduraría hasta el Decreto de Nueva Planta de Cataluña de 1714.

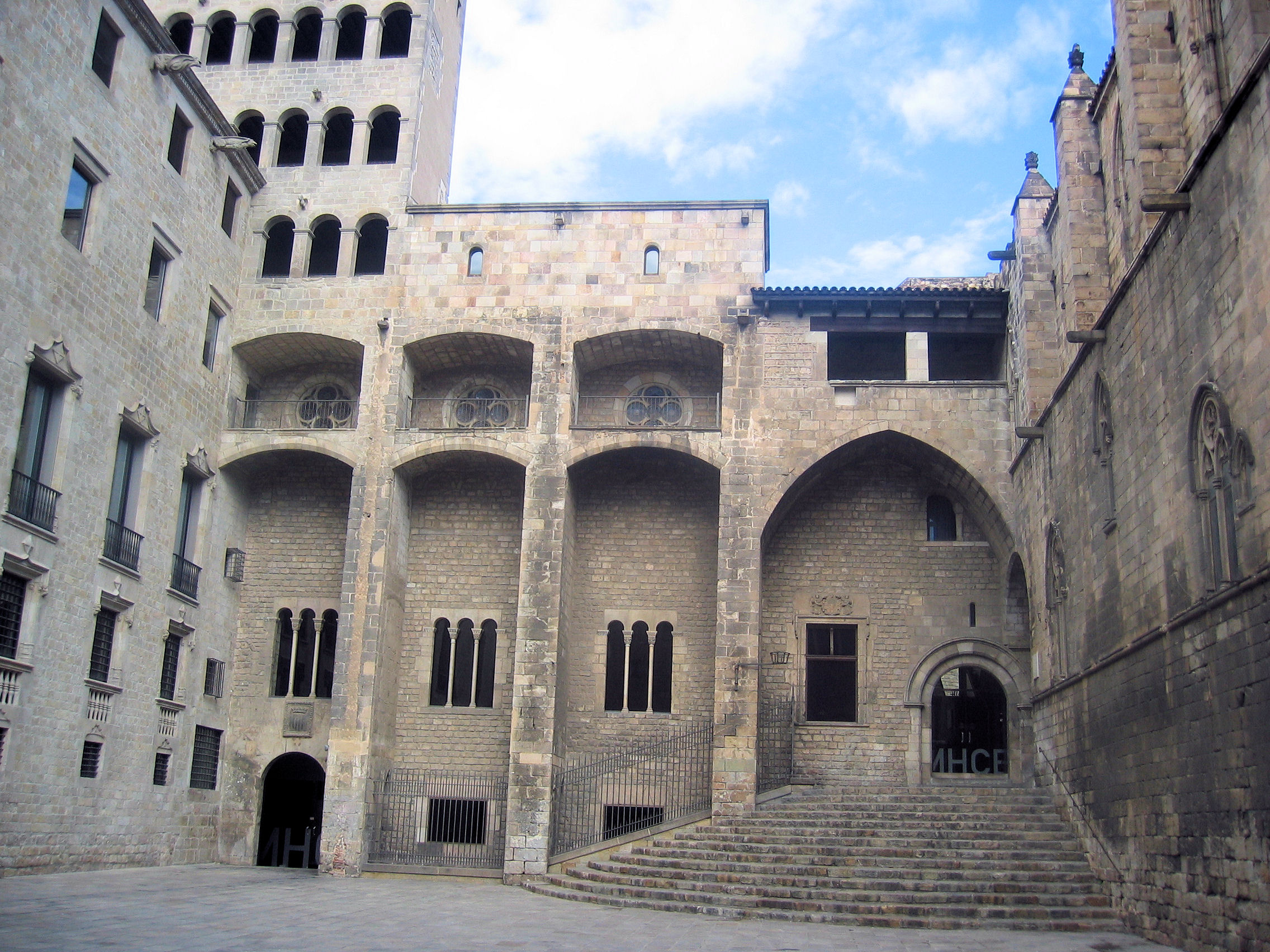
Plaza del Rey de Barcelona, con el Palacio Real Mayor al fondo, en cuyas escalinatas tuvo lugar el intento de asesinato de Fernando el Católico en diciembre de 1492.

En las Cortes de Barcelona también se abordó la cuestión remensa, aprobándose la Constitución Com per lo senyor rey que era favorable a los señores ya que podían recuperar sus rentas y sus prerrogativas sobre los campesinos. La respuesta del movimiento remensa, dirigido por Pere Joan Sala, dio lugar a la segunda guerra remensa (1484) que alcanzó grandes proporciones. Fernando adoptó entonces una solución de compromiso que se plasmó en la Sentencia Arbitral de Guadalupe (1486), en virtud de la cual los malos usos eran redimidos mediante el pago de sesenta sueldos por mas y los campesinos conseguían una serie de libertades. Como ha señalado Ernest Belenguer, en la Sentencia «fue ya un hecho la liberalización personal del remensa, la apropiación en favor del payés del dominio útil de la tierra y su conversión en campesino enfiteuta, aunque en absoluto se asistiese a la abolición del sistema señorial en el campo». La Sentencia Arbitral de Guadalupe no satisfizo a todos los campesinos remensas y uno de ellos intentó acabar con la vida de Fernando el Católico en diciembre de 1492 cuando salía del Palacio Real Mayor de Barcelona.
En cuanto a las ciudades el programa político-económico de Fernando Católico, el redreç, contó con el apoyo del patriciado urbano, especialmente el de Barcelona, a cuyos integrantes el rey les concedió el dominio del Consell de Cent (los ciutadans honrats pasaron de 32 a 48 jurats y obtuvieron tres de las cinco consellerías ejecutivas). «Aquí, el rey Fernando, al contrario que en Aragón, pudo innovar con el permiso de las clases bienestantes que vieron en él garantía de orden y de conservación», ha afirmado Ernest Belenguer.
Reino de Valencia
Fue el estado de la Corona de Aragón sometido a un más férreo control por parte del rey Fernando el Católico, lo que le permitió sacar el máximo rendimiento del auge económico que venía experimentando el reino, y singularmente su capital, desde las primeras décadas del siglo XV. Unos ocho millones y medio de sueldos en préstamos de la ciudad de Valencia fueron a parar a las arcas de la monarquía, que les sirvieron para financiar su política expansiva (cuando los reyes anteriores no habían sobrepasado los tres millones).  Fernando el Católico se limitó a no modificar la «influencia» que tenía la Corona en el nombramiento de los seis jurats de la ciudad (se sorteaban entre una lista de candidatos, denominada ceda, confeccionada por el  racional que era nombrado por el rey), que a su vez le permitía fiscalizar la Generalitat —el diputado del braç real era generalmente un jurat de la capital— y las Corts —las opiniones de los jurats de Valencia eran normalmente seguidas por el resto de villas y ciudades de realengo—.
Reino de Mallorca
Fernando el Católico intentó poner en marcha un redreç (regeneración) como en Cataluña, sobre todo bajo el gobierno del virrey Joan Aymerich (1493-1512), pero fracasó porque, a diferencia del Principado y al igual que el reino de Aragón, los sectores privilegiados se opusieron a él.

## Política religiosa
La política religiosa de los Reyes Católicos estuvo encaminada a implantar la «unidad de fe», como uno de los fundamentos de su monarquía. Entonces estaba muy arraigada «la idea de que sólo la homogeneidad de fe garantizaría la cohesión social, indispensable para el buen funcionamiento de la res publica, cuya cabeza era la Monarquía», ha señalado Miguel Ángel Ladero Quesada. Por su parte Luis Suárez Fernández ha advertido que «aunque no entraba en los proyectos de los Reyes convertirse, como luego su yerno Enrique VIII, en cabeza de la Iglesia, no es menos cierto que llegaron a ejercer un papel preeminente de dirección de la misma, seleccionando, por ejemplo, la mayor parte de los miembros de su jerarquía y tratando de controlar las conciencias por medio de la Inquisición».

### Creación de la Inquisición

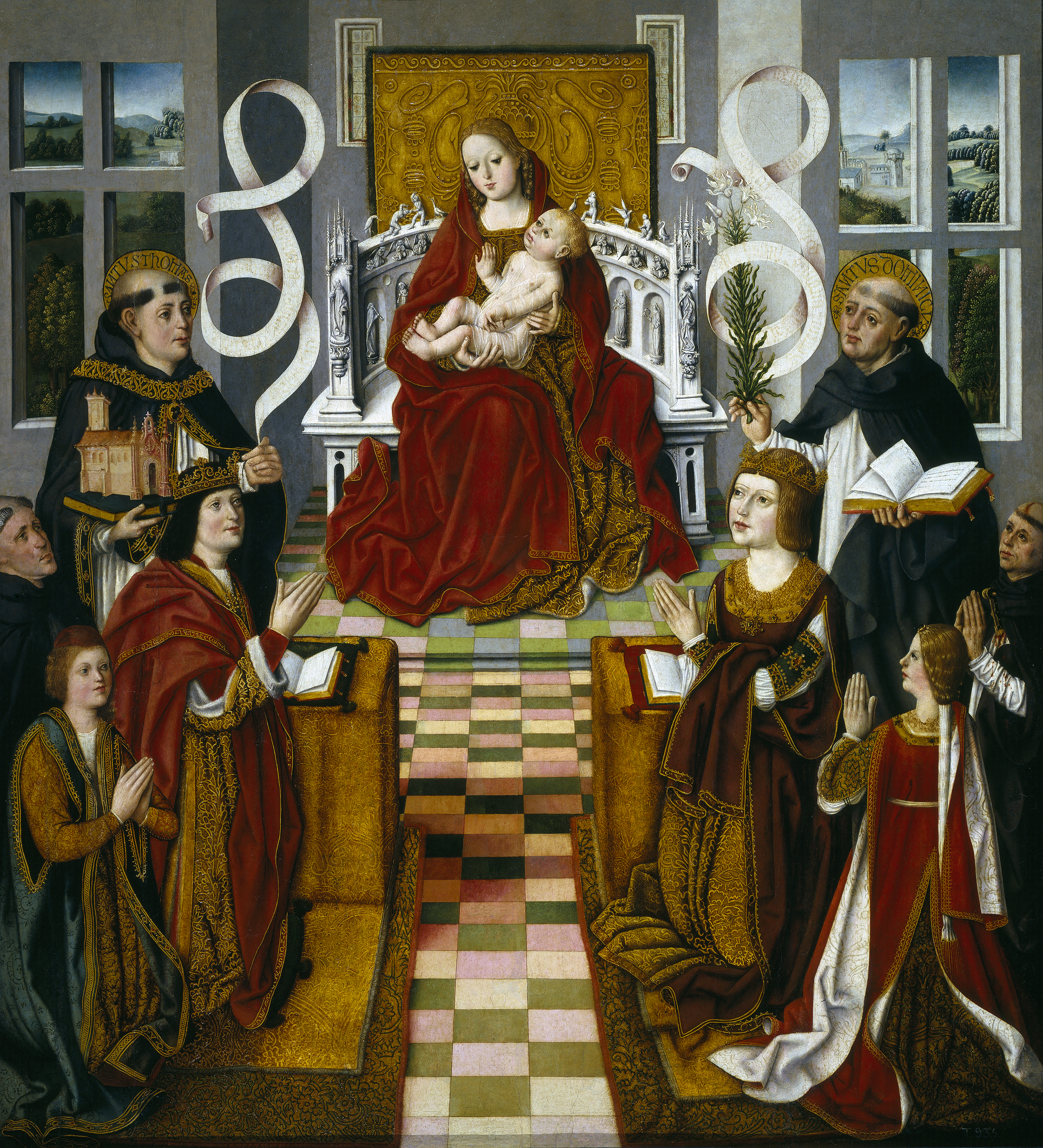
La Virgen de los Reyes Católicos, pintada entre 1491 y 1493. A la derecha de la Virgen María, el rey Fernando II de Aragón y el príncipe de Asturias, Juan de Aragón; a la izquierda, la reina Isabel I de Castilla, con la infanta Isabel. De pie, se hallan santo Tomás de Aquino, sosteniendo a la Iglesia, y santo Domingo de Guzmán, con un libro y una palma. Detrás del rey Fernando aparece arrodillado el inquisidor general Tomás de Torquemada, y detrás de la reina, también arrodillado, el inquisidor de Aragón Pedro de Arbués.

La Inquisición fue «la única institución cuya autoridad abarcaba todos los reinos de España», ha señalado Henry Kamen. En 1488, diez años después de la promulgación de la bula papal que, a petición de los Reyes Católicos, la instituyó en la Corona de Castilla, se creó el Consejo de la Suprema Inquisición, con jurisdicción tanto sobre la Corona de Castilla como sobre la Corona de Aragón. «Así se creó el primer órgano institucional que homologaba la autoridad real en las dos coronas de los Reyes Católicos, porque este Consejo Supremo elaboró instrucciones precisas y generales para regular los procedimientos de actuación, sin distinguir entre los ordenamientos legales vigentes en los reinos», ha señalado Rafael Narbona Vizcaíno. «Desde el principio fue un tribunal religioso al servicio de los intereses del embrionario Estado monárquico, que serviría de instrumento de cohesión ideológica al estar sometido directamente a la voluntad real de impulsar la religiosidad de sus súbditos, defender el dogma católico, propagar la fe y utilizar los recursos de la Iglesia para conseguir los propósitos deseados con la creación de un vínculo directo entre la Iglesia y el Estado», ha añadido Narbona Vizcaíno. Asimismo serviría para doblegar la resistencia estamental al autoritarismo real en las dos Coronas, sobre todo donde era más fuerte, es decir, en la Corona Aragón.
Corona de Castilla
Cuando en 1474 Isabel accede al trono de Castilla el criptojudaísmo no se castigaba, «no, por cierto, por tolerancia o indiferencia, sino porque se carecía de instrumentos jurídicos apropiados para caracterizar este tipo de delito». Por eso, cuando Isabel y Fernando deciden afrontar el «problema converso», sobre todo después de que el prior de los dominicos de Sevilla, fray Alonso de Ojeda, les remite en 1475 un informe alarmante sobre la cantidad de conversos que en esa ciudad judaízan, incluso de manera abierta, se dirigen al papa Sixto IV para que les autorice a nombrar inquisidores en sus reinos, lo que el pontífice les concede por la bula Exigit sincerae devotionis del 1 de noviembre de 1478. En la bula el papa Sixto IV estipulaba que los inquisidores debían de ser dos o tres sacerdotes de más de cuarenta años y concedía a los reyes su nombramiento y destitución.
Dos años después, el 27 de septiembre de 1480, los reyes nombraban a los dos primeros inquisidores para Sevilla. Comenzaron a actuar inmediatamente haciendo arrestar a muchos sospechosos de judaizar y el 6 de febrero de 1481 organizan el primer auto de fe —seis personas fueron quemadas en la hoguera—. Como el trabajo los desborda el papa autoriza el nombramiento de siete inquisidores más el 11 de febrero de 1482, todos ellos dominicos, entre los que se encuentra Tomás de Torquemada, prior del convento de Santa Cruz de Segovia. Ese mismo año se crea un tribunal en Córdoba, y al año siguiente sendos tribunales en Jaén y Ciudad Real. Entre 1481 y 1488 dictan unas setecientas condenas a muerte y miles de cadenas perpetuas y otros castigos.

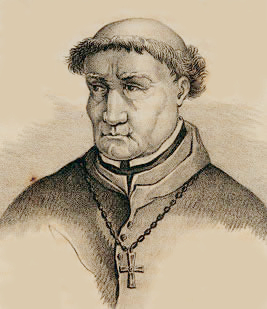
Tomás de Torquemada, primer inquisidor general.

La severidad de los inquisidores causa estupor y las quejas llegan al papa Sixto IV, quien se plantea revocar la autorización que había dado a los reyes. Sin embargo las presiones diplomáticas le obligan a permitir en febrero de 1482 que los inquisidores continúen en sus cargos y amplía su número, aunque exige cambios importantes en el funcionamiento del tribunal: que los inquisidores rindan cuentas ante los obispos; que no se oculten los nombres de los testigos de cargo; y que los condenados puedan recurrir la sentencia a Roma. Pero el rey Fernando no admite ninguna de estas condiciones y de nuevo el papa acaba cediendo y designa inquisidor general al dominico Tomás de Torquemada, por lo que a partir de ese momento será él quien nombre a los inquisidores, y ante quien se harán las apelaciones. En 1488 el nuevo papa Inocencio VIII concede a los reyes la facultad de nombrar, en su momento, al sucesor de Torquemada en el cargo de inquisidor general.
Corona de Aragón
Tras acceder al trono de la Corona de Aragón (1479) Fernando pide permiso al papa en mayo de 1481 para nombrar inquisidores en sus estados, pero Sixto IV plantea la objeción de que desde el siglo XIII existía la inquisición medieval que todavía seguía actuando, aunque no con demasiado celo —entre 1460 y 1467 en Valencia se había procesado a quince presuntos judaizantes; había habido condenas de herejes en Zaragoza en 1482—. El problema para el rey Fernando era que estos inquisidores dependían de los obispos y no de la Corona, como la inquisición instaurada en Castilla en 1478-1480.
El rey Fernando decide entonces imponer la nueva inquisición por la vía de los hechos y en diciembre de 1481 destituye a los inquisidores dependientes de sus respectivos obispos de Valencia y de Zaragoza, nombrando en su lugar a otros designados por él mismo. Se abre entonces un conflicto con Roma pero el papa acaba cediendo y en octubre de 1483 nombra a Torquemada inquisidor general también para la Corona de Aragón. De esta forma «la Inquisición española quedaba unida bajo un solo mando», «convirtiéndose en la única institución cuya autoridad abarcaba todos los reinos de España», ha señalado Henry Kamen.

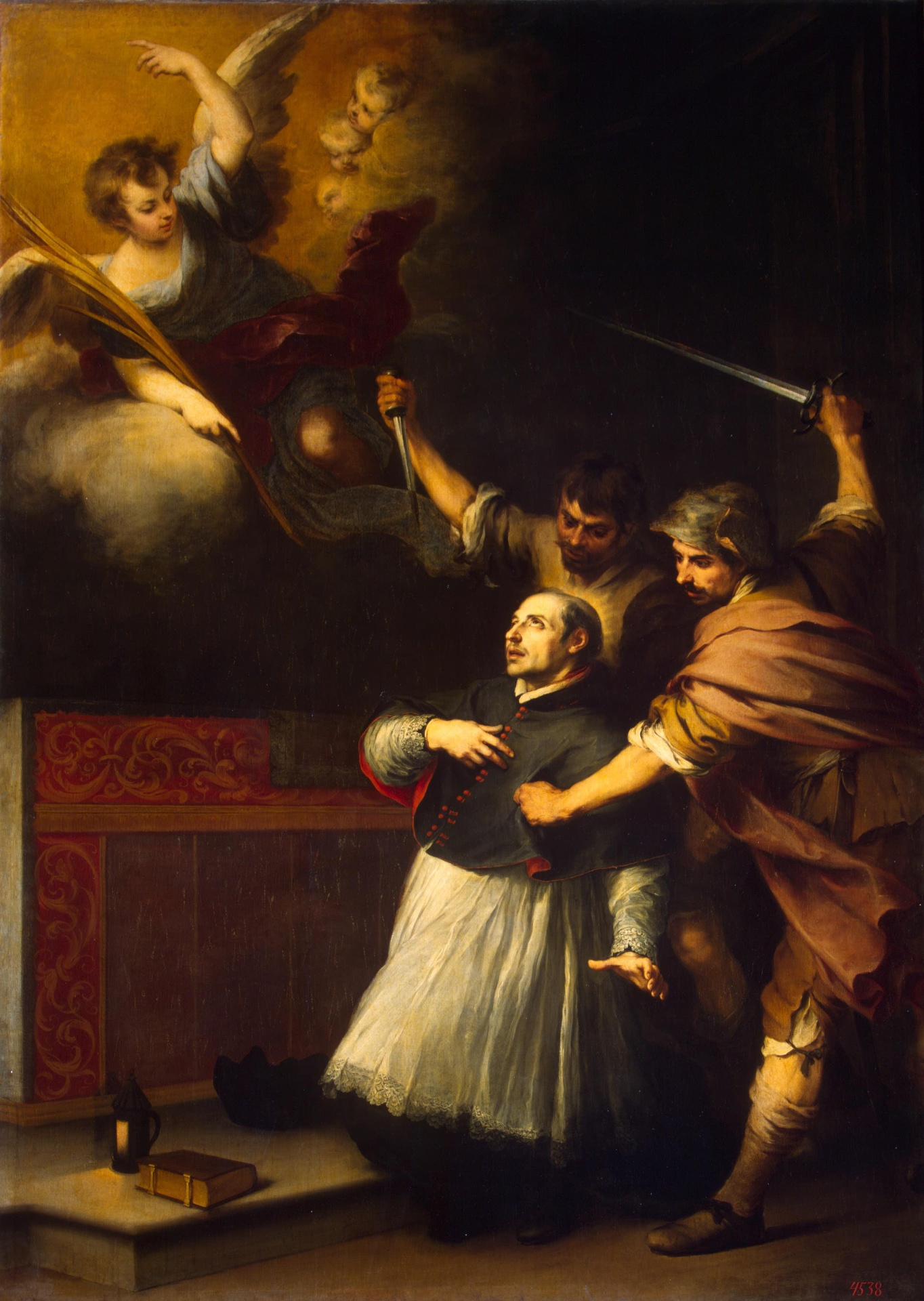
Asesinato del inquisidor Pedro de Arbués (1664), por Murillo (originalmente en la Capilla de la Inquisición, Sevilla. Actualmente en el Museo del Hermitage, San Petersburgo). Arbués fue asesinado en 1485 en la Catedral de Zaragoza por un grupo de sicarios pagados por judeoconversos que querían detener la implantación de la Inquisición en el Reino de Aragón.

A diferencia de Castilla donde la oposición a la Inquisición «fue escasa», en la Corona de Aragón se dio una fuerte resistencia a su implantación, encabezada por las instituciones de sus estados que alegaron que violaba los fueros de cada uno de ellos: algunas de las sanciones que aplicaba, como la confiscación de bienes, era contraria a ellos, y además los fueros y constituciones tampoco permitían que los «naturales» de otros reinos pudieran ocupar cargos, ya que Torquemada y la mayoría de inquisidores que había nombrado eran castellanos y por tanto «extranjeros». Las primeras instituciones en mostrar su oposición fueron las Cortes del Reino de Valencia reunidas en 1484 y poco después le siguieron las Cortes del Reino de Aragón y las Cortes catalanas. El rey Fernando respondió que los fueros no podían ser invocados cuando está en juego un bien superior —la defensa de la fe— y además alegó que la Inquisición era una institución creada por el papa y que por tanto su autoridad estaba por encima de la de las Cortes. Finalmente la impuso recurriendo a las coacciones y a las amenazas.
El hecho de mayor impacto (y más sangriento) fue el asesinato en la noche del 14 al 15 de septiembre de 1485  del inquisidor Pedro Arbués mientras rezaba en la catedral de Zaragoza —moriría dos días después—. Fue perpetrado por unos sicarios pagados por un grupo de conversos aragoneses decididos a pasar a la acción porque la resistencia institucional a la implantación de la Inquisición no estaba dando ningún fruto. La repulsa y el horror por el crimen fueron hábilmente utilizados por el rey Fernando para vencer cualquier resistencia que quedara a la implantación de la Inquisición. «Organiza unos funerales solemnes para la víctima, como si se tratara de un mártir de la fe» —en 1867 Pedro Arbués sería canonizado por Pío IX—.
Sin embargo, la oposición de las instituciones de los estados de la Corona de Aragón continuará durante bastante tiempo. En las Cortes reunidas en Monzón en 1510-1512 el rey Fernando se compromete a reformar la Inquisición, pero en cuanto se cierran estas tras la concesión del impuesto extraordinario que había solicitado, alega que la promesa le había sido arrancada bajo coacción y no la cumple, tras conseguir que el papa Julio II le exima de su juramento.

### Expulsión de los judíos (1492)

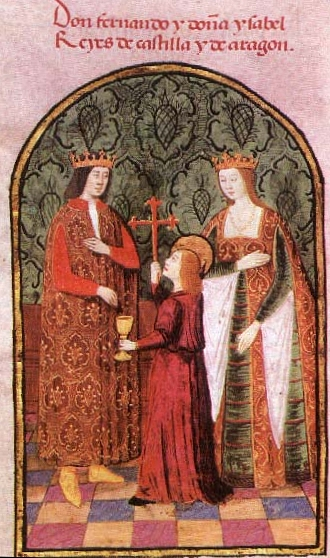
Isabel I de Castilla y Fernando II de Aragón.

En las Cortes de Castilla celebradas en Madrigal de las Altas Torres en 1476, Isabel y Fernando recordaron que tenía que cumplirse lo dispuesto en el Ordenamiento de 1412 sobre los judíos —prohibición de llevar vestidos de lujo; obligación de llevar una rodela bermeja en el hombro derecho; prohibición de ejercer cargos con autoridad sobre cristianos, de tener criados cristianos, de prestar dinero a interés usurario, etc.—. Cuatro años después, en las Cortes celebradas en Toledo en 1480 decidieron ir más lejos para que se cumplieran estas normas: obligar a los judíos a vivir en barrios separados, de donde no podrían salir salvo de día para realizar sus ocupaciones profesionales. Así, a partir de esa fecha las juderías quedaron convertidas en guetos cercados por muros y los judíos fueron recluidos en ellos para evitar «confusión y daño de nuestra santa fe».
A petición de los inquisidores que comenzaron a actuar en Sevilla a finales de 1480, los reyes tomaron en 1483 otra dura decisión: expulsar a los judíos de Andalucía. Los inquisidores habían convencido a los monarcas de que no lograrían acabar con el criptojudaísmo si los conversos seguían manteniendo el contacto con los judíos. Nueve años después extendieron la expulsión al resto de la Corona de Castilla y también a la Corona de Aragón. El 31 de marzo de 1492 —finalizada poco antes la guerra de Granada con la que se ponía fin al último reducto musulmán de la península ibérica—, firmaron en Granada el decreto de expulsión, aunque este no se haría público hasta finales del mes de abril. La iniciativa había partido de la Inquisición, cuyo inquisidor general Tomás de Torquemada fue encargado por los reyes de la redacción del documento. En él se fijaba un plazo de cuatro meses, que acababa el 10 de agosto, para que los judíos abandonaran de forma definitiva sus dominios: «Acordamos de mandar salir todos los judíos y judías de nuestros reinos y que jamás tornen ni vuelvan a ellos ni alguno de ellos». En el plazo fijado podrían vender sus bienes inmuebles y llevarse el producto de la venta en forma de letras de cambio —no en moneda acuñada o en oro y plata porque su salida estaba prohibida por la ley— o de mercaderías.

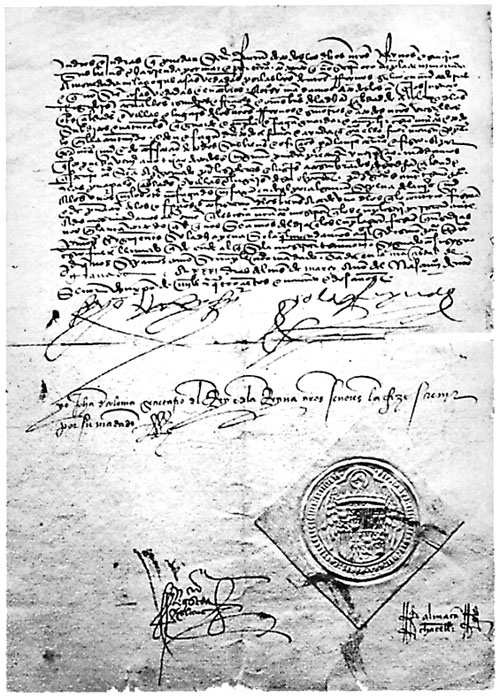
Copia sellada del Edicto de Granada.

Aunque en el edicto no se hacía referencia a una posible conversión, esta alternativa estaba implícita. Como ha destacado el historiador Luis Suárez, los judíos disponían de «cuatro meses para tomar la más terrible decisión de su vida: abandonar su fe para integrarse en él [en el reino, en la comunidad política y civil], o salir del territorio a fin de conservarla». De hecho durante los cuatro meses de plazo tácito que se dio para la conversión, muchos judíos se bautizaron, especialmente los ricos y los más cultos, y entre ellos la inmensa mayoría de los rabinos, según Joseph Pérez.
Los judíos que decidieron no convertirse, tuvieron que malvender sus bienes debido a que contaban con muy poco tiempo y hubieron de aceptar las cantidades a veces ridículas que les ofrecieron en forma de bienes que pudieran llevarse —la alternativa de las letras de cambio no les fue de mucha ayuda porque los banqueros, italianos en su mayoría, les exigieron enormes intereses—. También tuvieron graves dificultades para recuperar el dinero prestado a cristianos. Además debían hacerse cargo de todos los gastos del viaje —transporte, manutención, fletes de los barcos, peajes, etc.—.
En el decreto se explicaba que el motivo de la expulsión había sido que los judíos servían de ejemplo e incitaban a los conversos a volver a las prácticas de su antigua religión. Al principio del mismo se decía: «Bien es sabido que en nuestros dominios, existen algunos malos cristianos que han judaizado y han cometido apostasía contra la santa fe Católica, siendo causa la mayoría por las relaciones entre judíos y cristianos».
Los historiadores han debatido extensamente sobre si, además de los motivos expuestos por los Reyes Católicos en el decreto, hubo otros. Se ha alcanzado cierto consenso en situar la expulsión en el contexto europeo y destacar que los Reyes Católicos en realidad fueron los últimos de los soberanos de los grandes Estados europeos occidentales en decretar la expulsión —el reino de Inglaterra lo hizo en 1290, el reino de Francia en 1394—. El objetivo de todos ellos era lograr la unidad de fe en sus Estados, un principio que quedará definido en el siglo XVI con la fórmula "cuius regio, eius religio", que los súbditos deben profesar la misma religión que su príncipe. Así pues, como ha destacado Joseph Pérez, con la expulsión «se pone fin a una situación original en la Europa cristiana: la de una nación que consiente la presencia de comunidades religiosas distintas». «Lo que se pretendió entonces fue asimilar completamente a judaizantes y judíos para que no existieran más que cristianos. Los reyes debieron pensar que la perspectiva de la expulsión animaría a los judíos a convertirse masivamente y que así una paulatina asimilación acabaría con los restos del judaísmo. Se equivocaron en esto. Una amplia proporción prefirió marcharse, con todo lo que ello suponía de desgarramientos, sacrificios y vejaciones, y seguir fiel a su fe. Se negaron rotundamente a la asimilación que se les ofrecía como alternativa», añade Pérez.
El número de judíos expulsados sigue siendo objeto de controversia. Las cifras han oscilado entre los 45 000 y los 350 000, aunque las investigaciones más recientes la sitúan en torno a los 50 000, teniendo en cuenta los miles de judíos que después de marcharse regresaron a causa del maltrato que sufrieron en algunos lugares de acogida, como en Fez, Marruecos. Julio Valdeón sitúa la cifra entre los 70 000 y los 100 000, de los que entre 50 000 y 80 000 procederían de la Corona de Castilla, aunque en estos números no se contabilizan los retornados. Luis Suárez Fernández establece un máximo de unos 100 000, 80 000 de la Corona de Castilla y 20 000 de la Corona de Aragón.
«En 1492 termina, pues, la historia del judaísmo español, que sólo llevará en adelante una existencia subterránea, siempre amenazada por el aparato inquisitorial y la suspicacia de una opinión pública que veía en judíos, judaizantes e incluso conversos sinceros a unos enemigos naturales del catolicismo y de la idiosincrasia española, tal como la entendieron e impusieron algunos responsables eclesiásticos e intelectuales, en una actitud que rayaba en el racismo», ha señalado Joseph Pérez. El cronista Andrés Bernáldez culpó a los propios judíos de sus desdichas: «ved qué desventuras, qué plagas, qué deshonras vinieron del pecado de la incredulidad».
La mayoría de los judíos expulsados —que recibirán el nombre de sefardíes— se instalaron en el norte de África o en los países cercanos, como el reino de Portugal, el reino de Navarra o en los Estados italianos. Como de los dos primeros reinos también se les expulsó pocos años más tarde, en 1497 y en 1498, respectivamente, tuvieron que emigrar de nuevo. Los de Navarra se instalaron en Bayona en su mayoría. Y los de Portugal acabaron en el norte de Europa (Inglaterra o Flandes). En el norte de África, los que fueron al reino de Fez sufrieron todo tipo de maltratos y fueron expoliados, incluso por los judíos que vivían allí desde hacía mucho tiempo —de ahí que muchos optaran por regresar y bautizarse—. Los que corrieron mejor suerte fueron los que se instalaron en los territorios del Imperio otomano, tanto en el norte de África y en Oriente Próximo, como en los Balcanes —después de haber pasado por Italia—. El sultán Bayaceto II dio órdenes para que fueran bien acogidos y su sucesor Solimán el Magnífico exclamó en una ocasión refiriéndose al rey Fernando: «¿A éste le llamáis rey que empobrece sus Estados para enriquecer los míos?». Este mismo sultán le comentó al embajador enviado por Carlos V «que se maravillaba que hubiesen echado los judíos de Castilla, pues era echar la riqueza».

## Política exterior

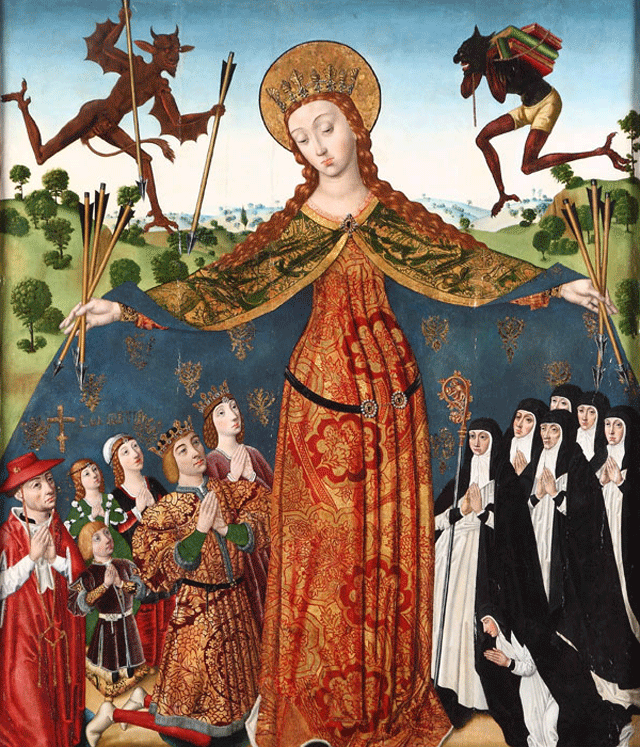
La Virgen de la Misericordia con los Reyes Católicos y su familia de Diego de la Cruz (c. 1486, Monasterio de las Huelgas). Aparen Isabel y Fernando, acompañados del príncipe de Asturias Juan, de la primogénita Isabel y de Juana, la segunda hija. Bajo ese lado del manto de la Virgen también aparece el arzobispo de Toledo Pedro González de Mendoza. Bajo el otro lado del manto la abadesa del Monasterio de las Huelgas con su báculo, acompañada de seis monjas.

Según Joseph Pérez, «España se convierte, bajo los Reyes Católicos, en una potencia europea, una potencia mundial. Expulsa definitivamente al Islam de la península, se erige en Italia como rival de Francia, descubre un nuevo mundo que las generaciones siguientes conquistarán y explotarán, pero cuyas riquezas vislumbradas suscitan ya codicias y envidias. En todos los ámbitos, que se trate de la técnica militar, de diplomacia, de expansión colonial, el reinado de los Reyes Católicos prepara los fastos del Siglo de Oro y el período de la preponderancia española en Europa». «Verdaderamente, entonces la monarquía hispánica marcaba la pauta del concierto europeo al nivel de las primeras potencias mundiales», ha señalado Rafael Narbona Vizcaíno.
Por otro lado, existe un consenso bastante amplio entre los historiadores en considerar que la política europea y mediterránea de los Reyes Católicos siguió las orientaciones seguidas hasta entonces por la Corona de Aragón, situando al reino de Francia como principal adversario. Y también en que el protagonismo en este ámbito de la política exterior le correspondió a Fernando el Católico. De hecho «la propaganda real lo consideraba un rey mesiánico que había de llevar a cabo la cruzada final contra el islam».
Uno de los instrumentos fundamentales de la política exterior de los Reyes Católicos fue la política matrimonial, orientada principalmente a la alianza con el reino de Portugal y a crear una coalición contra el reino de Francia. Así, con el primer objetivo, casaron a la primogénita Isabel con el infante Alfonso de Portugal y cuando este falleció con Manuel I de Portugal, tío de Alfonso. Al morir Isabel María, la tercera hija de Isabel y Fernando, se casó con su cuñado viudo Manuel de Portugal. Con el segundo objetivo, el príncipe de Asturias Juan, se casó con Margarita de Austria, hija Maximiliano de Austria, emperador del Sacro Imperio Romano Germánico, y de María de Borgoña, duquesa de Borgoña. También casaron a Juana, con otro hijo de Maximiliano, Felipe de Austria —este matrimonio es el que mantendría los lazos con el Ducado de Borgoña y la Casa de Austria, enemigos de Francia, al fallecer Juan en 1497—. Además Catalina, la hija menor, se casó con el príncipe heredero de la Corona de Inglaterra, Arturo Tudor, y tras la prematura muerte de este, con su hermano menor, el nuevo rey Enrique VIII, otro enemigo de Francia.

### Conquista de Granada

Mapa del Reino nazarí de Granada hacia 1470 (en verde claro las conquistas castellanas hasta esa fecha; se incluye la conquista portuguesa de Ceuta de 1415).

El reino nazarí de Granada era el último estado de Al-Ándalus. Fundado en el siglo XIII había sobrevivido pagando cuantiosas parias a los reyes castellanos, aunque no había podido evitar la reducción de su territorio inicial. Las hostilidades en la frontera habían sido constantes con continuas razias en territorio enemigo por ambas partes (interrumpidas por treguas para el intercambio o el rescate de cautivos). Todo cambia en 1482 cuando los Reyes Católicos deciden defender Alhama, fortaleza estratégica conquistada en febrero por un grupo de nobles andaluces en respuesta a la toma y ocupación nazarí de Zahara, situada en la frontera, el año anterior. Se inicia así la larga y dura Guerra de Granada. «Es inútil insistir sobre las ventajas políticas de la operación: había que completar la unificación del territorio haciendo desaparecer la amenaza que representaba, al sur, ese Estado musulmán, siempre posible aliado de los turcos en el Mediterráneo», ha señalado Joseph Pérez. Se propusieron «cerrar el último y definitivo capítulo de existencia del poder islámico peninsular», ha apuntado Rafael Narbona Vizcaíno.
Las dos primeras campañas no lograron sus objetivos —Loja en la de 1481-1482 y la comarca malagueña de La Axarquía en la de 1482-1483— pero en el curso de la segunda fue capturado Abdallah «Boabdil», hijo y rival del sultán Mouley Abdulhassan, cuando intentaba apoderarse de Lucena. Boabdil, tras reconocerse vasallo de los Reyes Católicos, es puesto en libertad a cambio de que continuara la guerra contra su padre, debilitando así al reino nazarí, lo que permite que los castellanos tomen Ronda en 1485, su primera gran victoria en la guerra y que tiene una gran repercusión en toda Europa —acudirán caballeros de todas partes, especialmente franceses e ingleses, para luchar en esta última cruzada de la Cristiandad—. Al año siguiente las disensiones internas del reino nazarí se agravan y asciende al trono Mohámed XIII «el Zagal», obteniendo para ello la renuncia de su hermano. Boabdil busca entonces el apoyo de los Reyes Católicos que le ayudan a reconstituir su ejército para que combata ahora al nuevo sultán, su tío, quien se ve obligado a dejar Granada en manos de su sobrino e instalarse en Almería.

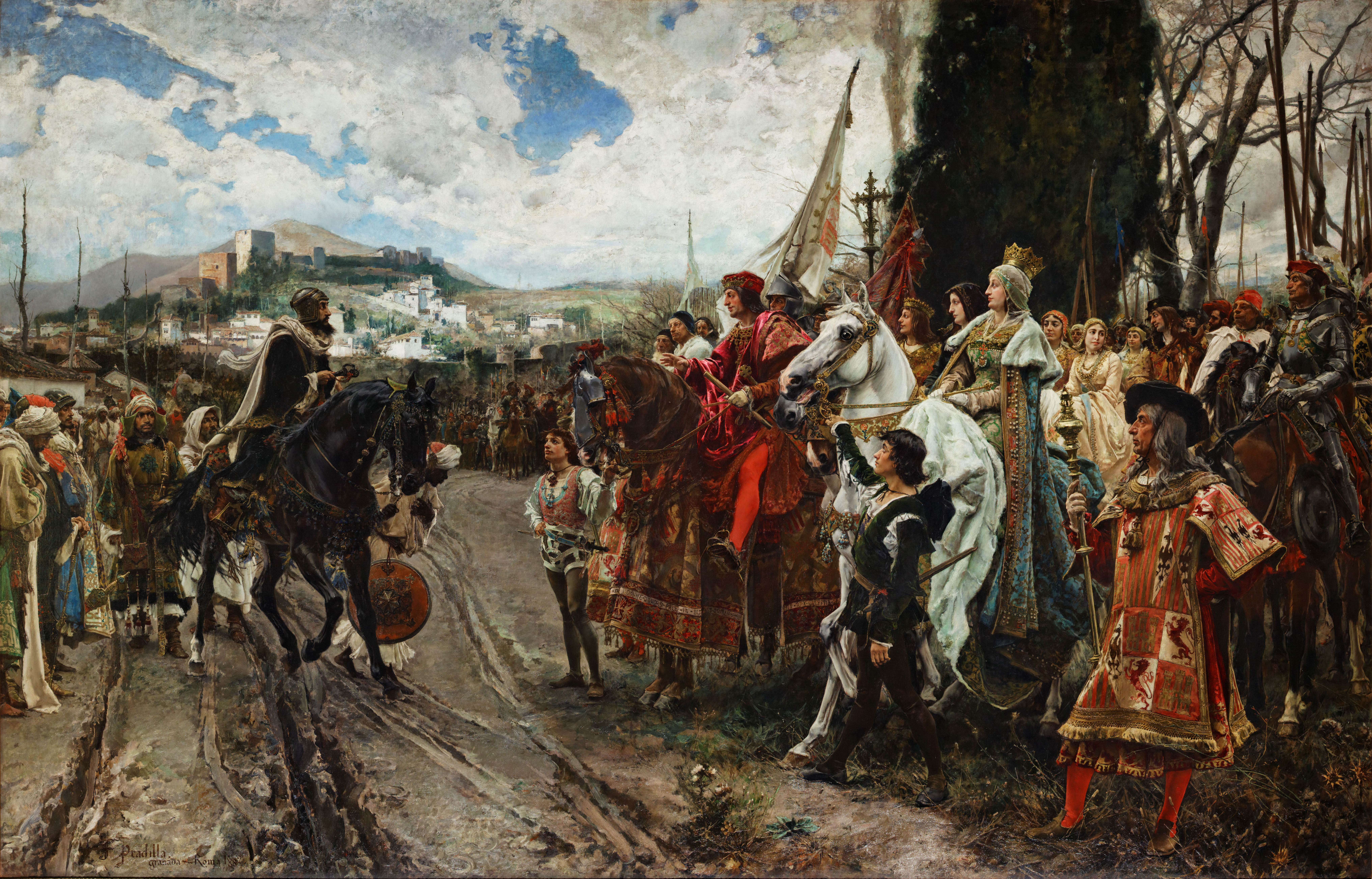
La rendición de Granada, por Francisco Pradilla, uno de los especialistas en la pintura de historia propia de la segunda mitad del.

A la toma de Ronda le siguieron la de Loja en 1486, la de la de Vélez Málaga en abril de 1487 y la de Málaga en agosto de ese mismo año, tras tres meses de asedio —su quince mil habitantes fueron reducidos a la esclavitud—. En junio de 1489 comienza el sitio de Baza, que será el más largo y el más duro de toda la guerra. La ciudad se rinde el 4 de diciembre y una semana después «el Zagal» capitulaba y entregaba las ciudades de Guadix y Almería —exiliándose en Orán—. En ese momento ya solo quedaba en Granada Boabdil. Tras reunir un formidable ejército, los Reyes Católicos establecen a partir del 9 de junio de 1491 su cuartel general a las puertas de la capital, en el Real de Santa Fe. Seis meses después Boabdil se rendía y los Reyes Católicos hacían su entrada en Granada el 2 de enero de 1492.
Las condiciones de la rendición habían sido pactadas el 25 de noviembre y en ellas los conquistadores «aceptaron la conservación de los bienes y propiedades inmuebles de la población, la pervivencia de la ley y de las autoridades islámicas, la conservación del sistema fiscal preexistente sin añadir novedades, la liberación de todos los cautivos cristianos de Granada respetando su religión en caso de haber profesado el islam, además de dejar abierta la posibilidad de emigración libre y gratuita con naves bajo la protección real, que los conducirían a los puertos de Argelia, Túnez o Marruecos». Con estas garantías las elites dirigentes optaron por marcharse, incluido el propio Boabdil que emigró a Fez donde fue bien acogido, mientras que la mayoría de la población decidió quedarse, conservado su organización social prácticamente sin cambios.
Una de las claves de la victoria de los Reyes Católicos en la guerra, que duró diez largos años, fue que consiguieron formar un poderoso ejército y financiarlo con el impuesto extraordinario de la bula de Cruzada, con los subsidios obtenidos del clero en 1482, 1485, 1489 y 1491, a los que se añadió el cobro de una parte del diezmo, y con préstamos concedidos por nobles, monasterios, ciudades y comerciantes. Otra de las claves fue la presentación de la guerra como una cruzada, en lo que encontraron al apoyo total de la Iglesia (y de las órdenes militares).
La población musulmana (los «mudéjares») quedó sometida a sus nuevos señores cristianos y los monarcas encomendaron a fray Hernando de Talavera, nombrado arzobispo de Granada, la tarea de convertirlos al cristianismo (a pesar de que se habían comprometido a respetar su religión y sus cultos en los pactos que suscribieron con Boabdil). Fray Hernando de Talavera recurrió a los métodos persuasivos pero, como no consiguió los rápidos resultados que se esperaban, fue sustituido en 1499 por fray Francisco Jiménez de Cisneros que recurrió a métodos más expeditivos y se mostró más intransigente con los nuevos conversos que conservaban parte de sus costumbres, lo que provocó una revuelta en el barrio del Albaicín, que fue rápidamente sofocada por el capitán general conde de Tendillo, máxima autoridad del reino de Granada, incorporado a la Corona de Castilla y sometido a sus leyes. Muchos de los sublevados se vieron obligados a convertirse —hubo más de tres mil bautizos en una semana— pero la dura represión provocó un nuevo levantamiento de los «mudéjares» en las Alpujarras, que de nuevo fue sofocada por el capitán general. Por esas fechas los Reyes Católicos residían en Granada por lo que fueron testigos directos de los disturbios, así que en 1501 decidieron acabar con el problema de una vez para siempre: los musulmanes que no se convirtieran deberían marchar al exilio —la medida no afectó a los «mudéjares» de la Corona de Aragón—. Son pocos los que abandonaron su país por lo que surgió un nueva minoría de «cristianos nuevos», los «moriscos». Su expulsión se producirá cien años después, en 1609.

### Conquista de las islas Canarias

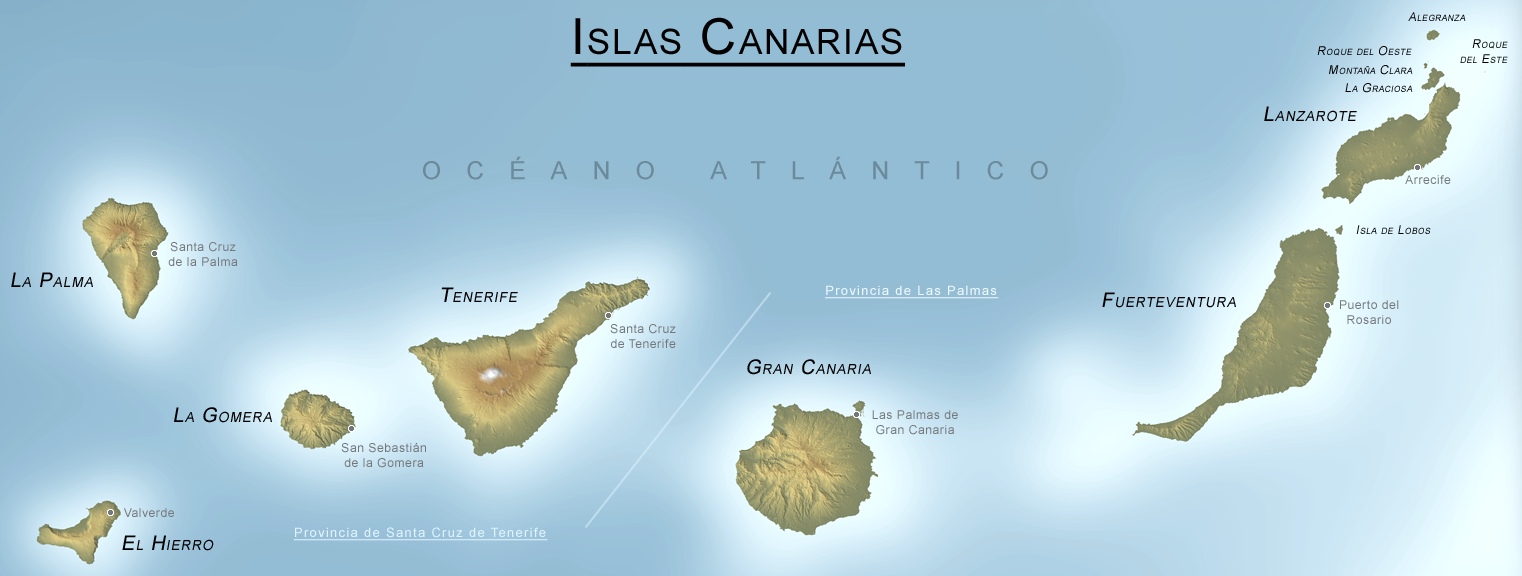
Mapa de las Islas Canarias.

En 1402, el rey Enrique III de Castilla concedió al noble normando Jean de Bethencourt el privilegio feudal sobre las Islas Canarias (redescubiertas en el siglo XIV y habitadas por los aborígenes canarios). Bethencourt conquistó las islas de Lanzarote, Fuerteventura y parte de El Hierro. Unos años más tarde, en torno a 1420, se hicieron con el señorío del archipiélago los linajes sevillanos de Las Casas y, luego, Peraza, que acabaron la conquista de El Hierro y se apoderaron de La Gomera, rivalizando con el reino de Portugal.
En 1479 Alfonso V de Portugal y los Reyes Católicos firmaban el Tratado de Alcaçobas que ponía fin a la guerra de sucesión castellana y que en una de sus cláusulas se reconocía a Castilla la soberanía de las Canarias y a cambio esta renunciaba a las tierras situadas al sur del cabo Bojador. Para entonces Isabel y Fernando habían reclamado para la Corona las «islas mayores», todavía sin conquistar (Gran Canaria, Tenerife y La Palma]), aunque respetando la jurisdicción señorial sobre las otras cuatro islas ya ocupadas.

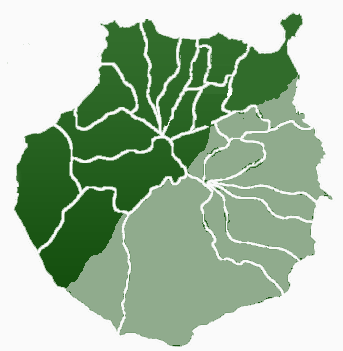
Localización de los guanartematos con respecto a los modernos municipios. Gáldar en verde oscuro y Telde en verde claro.

La conquista de las tres «islas mayores» no fue llevada a cabo directamente por la Corona pero intervino para fijar las condiciones o capitulaciones de la conquista y posterior colonización. La primera capitulación, para la conquista de Gran Canaria, se acordó en 1477 con el obispo de Lanzarote Juan de Frías, y con el capitán Juan Rejón. En junio de 1478 Rejón establecía la primera ciudad castellana en la isla, el «Real de Las Palmas», aunque las disputas con el gobernador nombrado por los reyes, Pedro de Algaba, paralizarían la conquista por más de un año. En el verano de 1479 Rejón formaba una nueva hueste, integrada por unos 400 hombres y financiada por el obispo Frías y por un mercader genovés afincado en Cádiz, Pedro Hernández Cabrón, a la que sumó al año siguiente un nuevo contingente, encabezado por el nuevo gobernador real Pedro de Vera y financiado por Hernández Cabrón y la misma Corona. Una de las primeras decisiones que tomó Vera fue deponer a Rejón, que unos meses antes había mandado ejecutar al primer gobernador Algaba. Entre 1481 y 1483 Vera logró vencer a los aborígenes canarios, divididos en la obediencia a dos reyes o guanartemes —el de Telde y el de Gáldar—, y en abril de ese último año había concluido la conquista de la isla de Gran Canaria.

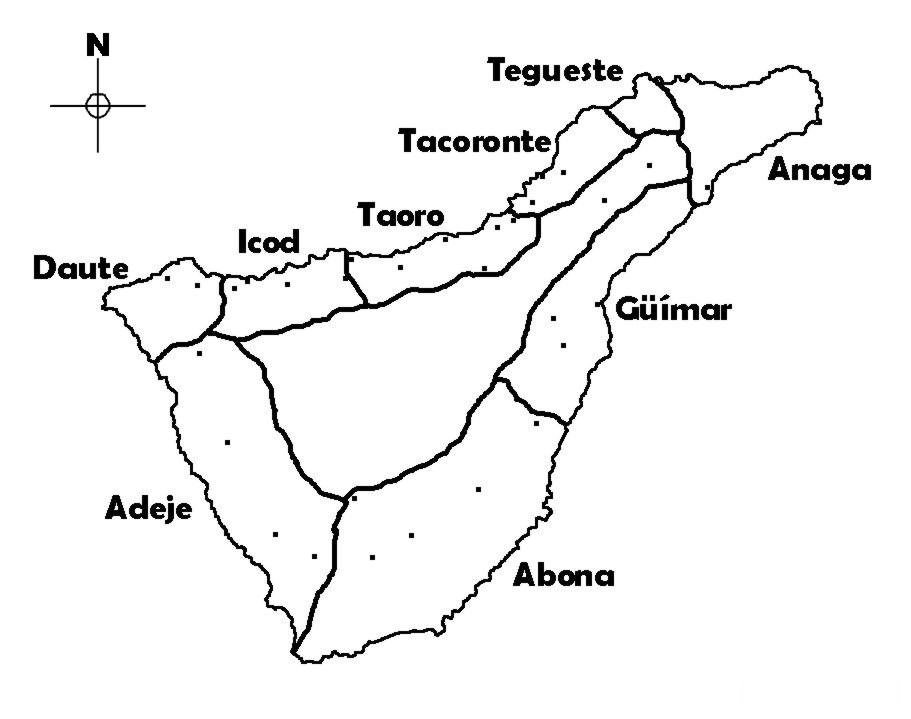
Menceyatos guanches de Tenerife. Los puntos corresponden a los núcleos urbanos de los modernos municipios.

La conquista de las dos «islas mayores» restantes (La Palma y Tenerife) no se emprendió hasta diez años después. Fue obra del capitán Alonso Fernández de Lugo, que ya había intervenido en la conquista de Gran Canaria, que acordó unas capitulaciones con la Corona y consiguió la financiación de varios mercaderes genoveses. Entre septiembre de 1492 y mayo de 1493 ocupó La Palma, contando con el apoyo de los bandos de los aborígenes de la isla ya cristianizados. Mucho más difícil resultó la conquista de Tenerife. En diciembre de 1493 reunió una hueste formada por 150 jinetes y 1500 infantes embarcados en 30 navíos pero en mayo de 1494 sufrió una contundente derrota en la batalla de Acentejo por parte de los bandos de guerra guanches que dominaban el norte de la isla (Menceyato de Tegueste, Menceyato de Tacoronte, Menceyato de Taoro, Menceyato de Icod y Menceyato de Daute), lo que le obligó a reembarcar hacia Gran Canaria. Volvió un año y medio después mucho mejor preparado y consiguió derrotar a los guanches en la batalla de Agüere —junto a esa localidad se fundaría la ciudad de San Cristóbal de La Laguna— y unos días más tarde en la Segunda batalla de Acentejo. En mayo de 1496 los menceyes (reyes) de los bandos de guerra capitulaban (Paz de Los Realejos).
La población aborigen se redujo drásticamente —de una población total estimada de unas 30 000 personas se pasó a unas 7000 hacia el año 1500— a causa no solo de la conquista —y de los abusos y tropelías cometidos durante la misma— sino también de las enfermedades traídas por los europeos, para las que carecían de defensas, y de la brusca caída de la natalidad como resultado de la ruptura de su marco de vida. Los aborígenes supervivientes se mezclaron en un plazo breve con los colonos llegados de la península —en su mayoría procedentes de Extremadura y de Andalucía—, adoptando su religión y su cultura (de la suya propia, que ha sido calificada como «neolítica», solo quedaron algunas palabras, en su mayoría topónimos). Las Islas Canarias se integraron en la Corona de Castilla, pero manteniendo el carácter señorial de Lanzarote, Fuerteventura, La Gomera y El Hierro —Gran Canaria, Tenerife y La Palma quedaron bajo la jurisdicción directa de los monarcas—.

### Expansión atlántica: las «Indias»
Castilla y Portugal llevaban tiempo rivalizando en las exploraciones atlánticas. Poseían los medios (las carabelas), las técnicas (portulanos, brújula, astrolabio, cuadrante), los enclaves (las islas atlánticas: Canarias, Madeira y Azores) y los navegantes y pilotos experimentados. Pero el Tratado de Alcaçovas de 1479, por el que se reconoció el monopolio portugués al sur del cabo Bojador, había cerrado a los castellanos la exploración de la costa occidental de África que pudiera conducir a encontrar un paso por el Este para llegar a las «Indias».

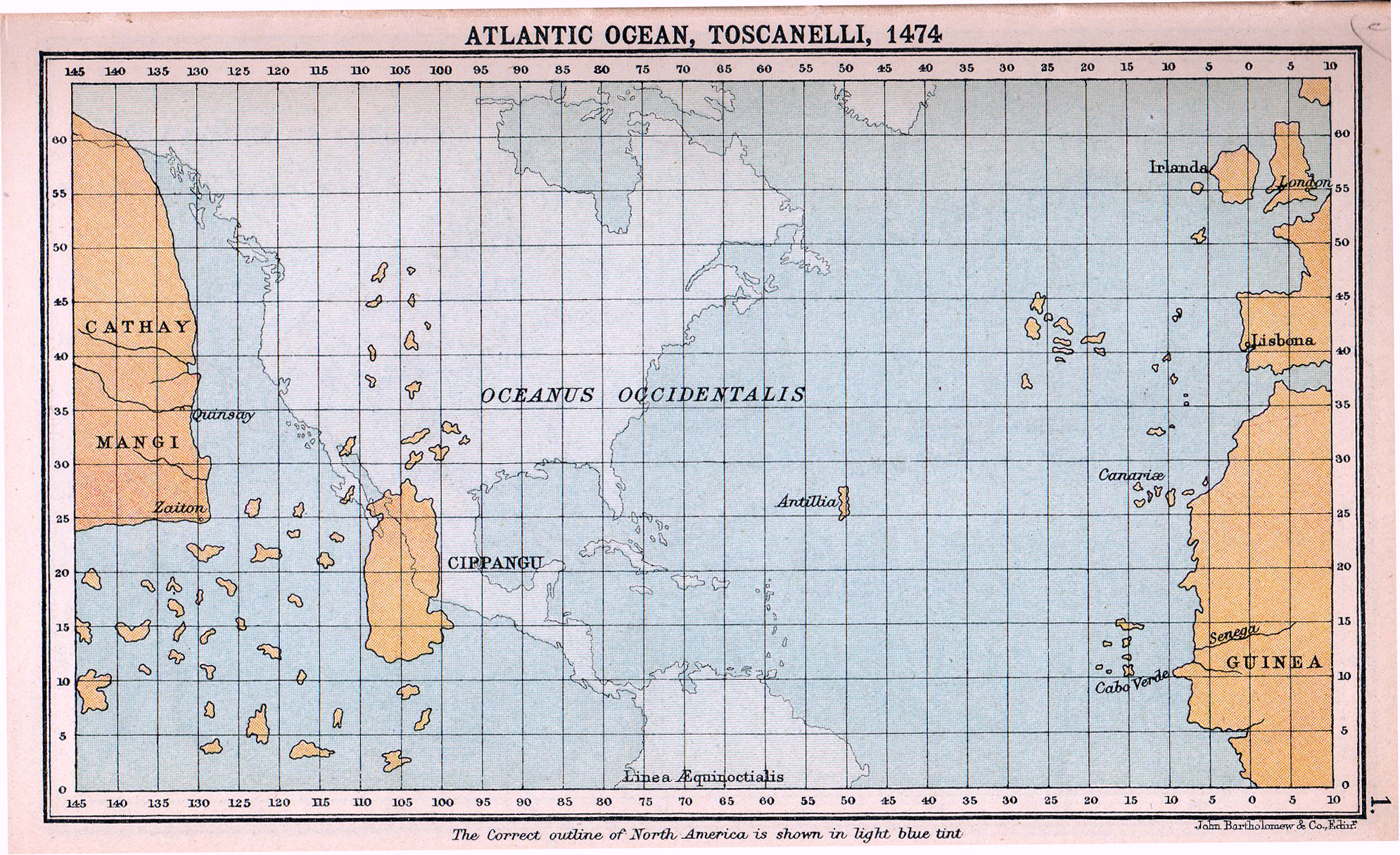
Reconstrucción del mapa de Toscanelli (sobre el mapa real) que indujo a Cristóbal Colón a considerar viable la ruta del oeste hacia las Indias ya que en el mapa Catay (China) y Cipango (Japón) estaban mucho más cerca de la costa atlántica europea y africana de lo que en realidad estaban.

En 1485 Cristóbal Colón, un marino nacido en Génova en 1451, que estaba familiarizado con la navegación portuguesa por las costas de África y las islas del Atlántico —había vivido ocho años en Portugal—, llegó a Castilla para presentar a los Reyes Católicos su proyecto de alcanzar las Indias (Catay y Cipango) por el oeste atravesando la «Mar Océana», oferta que el rey Juan II de Portugal había rechazado, sobre todo, porque en aquel momento parecía que los exploradores portugueses estaban muy cerca de descubrir el paso por el Este —de hecho Bartolomeu Dias lo encontró en 1488—. Su propuesta fue también rechazada por un comité de expertos castellanos nombrado por los Reyes Católicos, que recibieron a Colón en Alcalá de Henares en enero de 1486. Pero siete años después, tras finalizar la conquista de Granada, los monarcas decidieron respaldar el proyecto. Cerca de Granada se firmaron el 17 de abril de 1492 las Capitulaciones de Santa Fe por las que Colón era nombrado almirante, virrey y gobernador general de las tierras que descubriera. Además se le otorgaba la décima parte de todas las riquezas que encontrara. El costo de la expedición fue de 2 000 000 de maravedís (5333 ducados), de los cuales 1 400 000 corrieron a cargo de la Corona (gracias a un préstamo del converso valenciano Luis de Santángel y de ciertos banqueros genoveses), más la puesta a su disposición de dos carabelas —Colón también fletaría una nao, la Santa María—.
Según Joseph Pérez, las «razones profundas» de la decisión de los reyes, singularmente de Isabel, de apoyar el proyecto de Colón «son complejas: la búsqueda del oro, de riquezas comerciales ocupan un gran lugar, por supuesto; pero ¿cómo silenciar la curiosidad intelectual, la sed de conocimiento, el gusto por la aventura? ¿Y qué decir de la exaltación religiosa, inmediatamente después de la toma de Granada, del espíritu de cruzada, del mito del Preste Juan, del deseo de conquistar nuevas tierras para el Evangelio?». Rafael Narbona Vizcaíno añade que «tampoco estaba fuera del programa no aprovechar la aventura para tomar contacto con el Gran Khan asiático, titular del gran imperio mongol, y conseguir la mutua colaboración para establecer un doble frente, oriental y occidental, ante la peligrosa expansión turca».

Los cuatro viajes transatlánticos de Cristóbal Colón.

El 3 de agosto de 1492 partió Colón del Puerto de Palos al frente de La Pinta, La Niña y la Santa María y 87 hombres. Tras hacer una larga escala en las islas Canarias puso rumbo al oeste el 6 de septiembre y el 12 de octubre llegaba a la isla de Guanahaní, en las Bahamas, de la que tomó «posesión por el Rey e por la Reina». Durante los tres meses siguientes se dedicó a ir de isla en isla, convencido de que se encontraba en un archipiélago del que formaban parte Cipango (Japón) y que se encontraba frente a las costas de Catay (China). A la actual isla de Cuba la bautizó con el nombre de Juana, y finalmente desembarcó en la actual isla de Santo Domingo, a la que puso el nombre de La Española. En enero de 1493 las dos carabelas, La Pinta y La Niña, emprendían el viaje de vuelta —la nao Santa María había embarrancado en la costa de La Española y sus tripulantes se quedaron allí en un fuerte improvisado—. A la altura de las Azores las dos carabelas se separaron a causa de una tormenta. La Niña, donde iba Colón, llegó a Lisboa y La Pinta, capitaneada por Martín Alonso Pinzón, al puerto gallego de Bayona. Finalmente los dos barcos llegaron al puerto de Palos a mediados del mes de marzo. Al mes siguiente los Reyes Católicos recibieron a Colón en Barcelona.

El Planisferio de Cantino de 1502 es la más antigua representación gráfica conocida que muestra la línea de demarcación acordada en el Tratado de Tordesillas de 1494.

Los Reyes Católicos se apresuraron a conseguir del papa Alejandro VI, de origen valenciano, las bulas que les otorgaban el dominio sobre las tierras descubiertas o por descubrir. En estas bulas alejandrinas (especialmente en la bula Inter coetera) se fijaba el derecho exclusivo de los castellanos a navegar y conquistar al oeste de una línea de demarcación norte-sur situada a 100 leguas —550 km— al oeste de las Azores. El rey de Portugal Juan II mostró su desacuerdo porque lo concedido por el papa podría interferir en su proyecto de ir a las «Indias» por el Este e inmediatamente comenzaron las negociaciones que culminaron con la firma del Tratado de Tordesillas en junio de 1494, según el cual la línea de demarcación se desplazó más al oeste, a 370 leguas de las islas de Cabo Verde. Así la tierra y el mar situados al este de la línea quedarían reservados a las exploraciones portuguesas, y los situados al oeste a las castellanas.

Segundo viaje de Colón (1493-1496)

Mientras tenían lugar las conversaciones que culminaron con la firma del Tratado de Tordesillas Colón inició un segundo viaje en el otoño de 1493 (que iba a durar hasta 1496). Esta vez contaba con una gran flota —17 barcos y 1200 hombres— que se proponía colonizar «las islas de las Indias descubiertas e per descobrir». Pero esta segunda expedición resultó un fracaso porque lo que encontró Colón fueron más islas, y por ninguna parte aparecían ni Cipango ni Catay, y también porque el oro encontrado en La Española no era tan abundante como para compensar los grandes gastos realizados. Solo en el tercer viaje, iniciado en 1498 y mucho más modesto que el anterior —solo seis barcos—, también financiado por la Corona, encontró Colón realmente "tierra firme" en 1498 cuando llegó a la península de Paria muy cerca de la desembocadura del río Orinoco —al que tomó por uno de los cuatro ríos del paraíso—, pero tampoco se trataba de Asia. A partir de 1499, cuando se conoció que los portugueses sí que habían llegado a «las Indias» siguiendo la ruta del este, los Reyes Católicos autorizaron a otros navegantes para que exploraran la zona y confirmaran o no que se trataba de «las Indias». Uno de ellos, el florentino Américo Vespucio, escribió en 1504 que lo que se había descubierto era un Mundus Novus, idea que recogió en 1507 el cartógrafo Martin Waldseemüller, en cuya Cosmographie Introductio dio por primera vez el nombre de «América» al «Nuevo Mundo». Siete años antes, en 1500, el navegante y cartógrafo castellano Juan de la Cosa había realizado el primer mapa de las islas y de las tierras descubiertas.

Retrato de un hombre, de Sebastiano del Piombo (1519). Se cree que puede tratarse de Cristóbal Colón.

Mientras tanto la situación política y social en La Española se había ido deteriorando. Los colonos que habían ido llegando a la isla desde 1494 se quejaban de los abusos cometidos por Colon y por sus hermanos, Bartolomé, al que había nombrado Adelantado, y Diego. Las denuncias llegaron a los Reyes Católicos que decidieron enviar como nuevo gobernador a Francisco de Bobadilla, quien ordenó detener a Colón y lo envió a Castilla preso —este no volvería a recuperar sus funciones gubernativas aunque sí conservó el título de almirante; moriría en 1506 en Valladolid, tras haber realizado un cuarto viaje entre 1502 y 1504, de nuevo infructuoso, y tras haber fracasado en su intento de que el rey Fernando, que estaba a punto de abandonar Castilla tras la muerte de la reina Isabel, le devolviera sus antiguas prerrogativas—. A Bobadilla le sucedería Nicolás de Ovando, que durante su mandato, entre 1502 y 1508, dio un gran impulso a la colonización de la isla.
En febrero de 1504 los Reyes Católicos renunciaron a la participación directa en el negocio de las «Indias» y a partir de entonces concedieron licencia general a sus súbditos para comerciar con ellas, reservándose el 20 % sobre el oro (el quinto real), así como los impuestos correspondientes sobre el tráfico de todo tipo mercancías, para lo que habían establecido en Sevilla un año antes la Casa de Contratación, que no solo monopolizó el comercio con las «Indias» sino que también controló la emigración de colonos y la formación de pilotos (Américo Vespucio fue el primer piloto mayor de la Casa, en 1508). Tras ceder el paso a la iniciativa privada se incrementó notablemente el número de barcos que cruzaban el Atlántico. Entre 1504 y 1510 llegaron o partieron de Sevilla doscientos veintinueve. La mayor parte de las patentes de comercio concedidas por la Casa de Contratación fueron para mercaderes castellanos y «si la participación en los negocios transoceánicos de los mercaderes de la Corona de Aragón fue mucho menor… se debió al hecho de que su área de acción siempre había sido mediterránea y a que la mayor parte de los contactos atlánticos estaba en manos de los marinos castellanos y vascos», ha señalado Rafael Narbona Vizcaíno.
Para las poblaciones indígenas la conquista y colonización constituyó una verdadera catástrofe. Solo un par de decenios después de la llegada de Colón la práctica totalidad de las 300 000 personas que se calcula que vivían entonces en las Antillas habían muerto a causa fundamentalmente de las enfermedades traídas por los europeos —viruela, rubeola y otras de tipo infeccioso— para las que carecían de defensas, y también como consecuencia de los malos tratos y del régimen de trabajo desconocido para ellos a los que los sometieron los colonos y los conquistadores llegados del otro lado del océano (a pesar de la prohibición expresa dictada por la Corona de que fueran esclavizados).

### El Magreb: conquista de Melilla (1497)

Mapa del sultanato de Fez. Al noreste Melilla que fue tomada por el duque de Medina Sidonia en 1497, en nombre de los Reyes Católicos.

La conquista de Granada fue presentada por los Reyes Católicos como un primer paso para recuperar la «Casa Santa» de Jerusalén en poder del Islam. Pero su interés inmediato era hacer frente a la amenaza que podían suponer el sultanato de Fez y los emiratos de Tremecén, Bugía y Orán, situados más al este. Ya durante la guerra de Granada se habían desplegado flotas y barcos sueltos para impedir que atravesaran el estrecho de Gibraltar y el Mar de Alborán fuerzas musulmanas enviadas para socorrer al reino nazarí. Tras la conquista los Reyes Católicos decidieron que la mejor estrategia para su defensa y la del litoral mediterráneo era ocupar plazas y puntos fortificados en la costa norteafricana y llevar a cabo desde ellos labores de vigilancia y de control del territorio. El reino de Portugal ya poseía desde 1415 el enclave de Ceuta.
Para legitimar su política los Reyes Católicos obtuvieron del papa Alejandro VI la bula Ineffabilis (13 de febrero de 1495) que les investía a ellos y a sus sucesores con el dominio de las tierras que conquistaran en África, a lo que se añadió la concesión de indulgencias de cruzada a los combatientes. Dos años después una flota del duque de Medina Sidonia que mandaba Pedro Estopiñán, tomaba Melilla en nombre de la Corona. Melilla no estaba bajo la autoridad efectiva de ningún emir, lo que facilitará la conservación de la plaza. Su tenencia y defensa fue concedida al duque de Medina Sidonia. Sin embargo, pasaron años hasta que se reanudó esta estrategia de conquista de plazas norteafricanas.

### Conquista de Nápoles

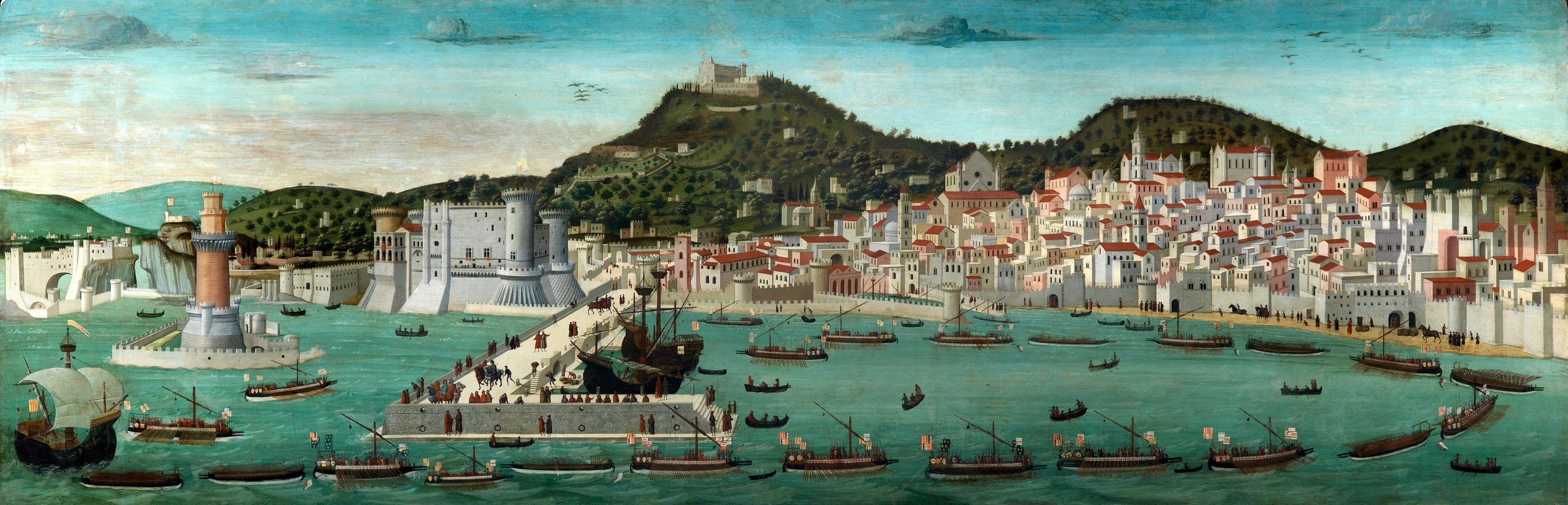
Vista del puerto y de la ciudad de Nápoles hacia 1472.

En 1442 Alfonso V de Aragón, conocido como «El Magnánimo», había arrebatado a la Casa de Anjou el reino de Nápoles, integrándolo en la Corona de Aragón, pero poco antes de morir en 1458 lo cedió a su hijo ilegítimo Ferrante (1458-1494) mientras que el resto de territorios de la Corona, incluido el reino de Sicilia, pasaba a su hermano Juan II de Aragón, padre de Fernando el Católico. Cuando este accedió al trono aragonés en 1479 apoyó a su primo bastardo aunque sin renunciar a sus posibles derechos al trono napolitano. Sin embargo, en 1493 aceptó el ofrecimiento del rey francés Carlos VIII, heredero de la Casa de Anjou, de devolverle los condados de Rosellón y de Cerdaña, ocupados por la monarquía francesa durante la guerra civil catalana, a cambio de que no se opondría «al recobramiento de cualquier derecho que le pertenezca en el reino de Nápoles» (Tratado de Barcelona).
En enero de 1494 murió Ferrante y el papa Alejandro VI reconoció como rey a su hijo Alfonso II y declaró que los derechos de Carlos VIII y de cualquier otro sobre Nápoles (no hay que olvidar que era un reino vasallo de la Santa Sede) debían ser resueltos por la vía jurídica. Entonces Carlos VIII decidió imponer sus derechos por la vía de los hechos y al frente de un poderoso ejército llegó a Roma el 27 de diciembre de 1494, aunque no logró que el papa lo invistiera como rey de Nápoles. Además el embajador de los Reyes Católicos le advirtió que estos consideraban roto el Tratado de Barcelona, conminándole a que se sujetara a los procedimientos jurídicos para reclamar el trono de Nápoles, renunciando a cualquier acción armada. Carlos VIII no hizo caso y entre enero y febrero de 1495 se apoderó del reino sin apenas resistencia, gracias al apoyo de buena parte de los barones napolitanos que se habían sublevado contra Ferrante II, en quien había abdicado su padre el rey Alfonso II. Ferrante II buscó refugio en el vecino reino de Sicilia, cuyos soberanos eran los Reyes Católicos.

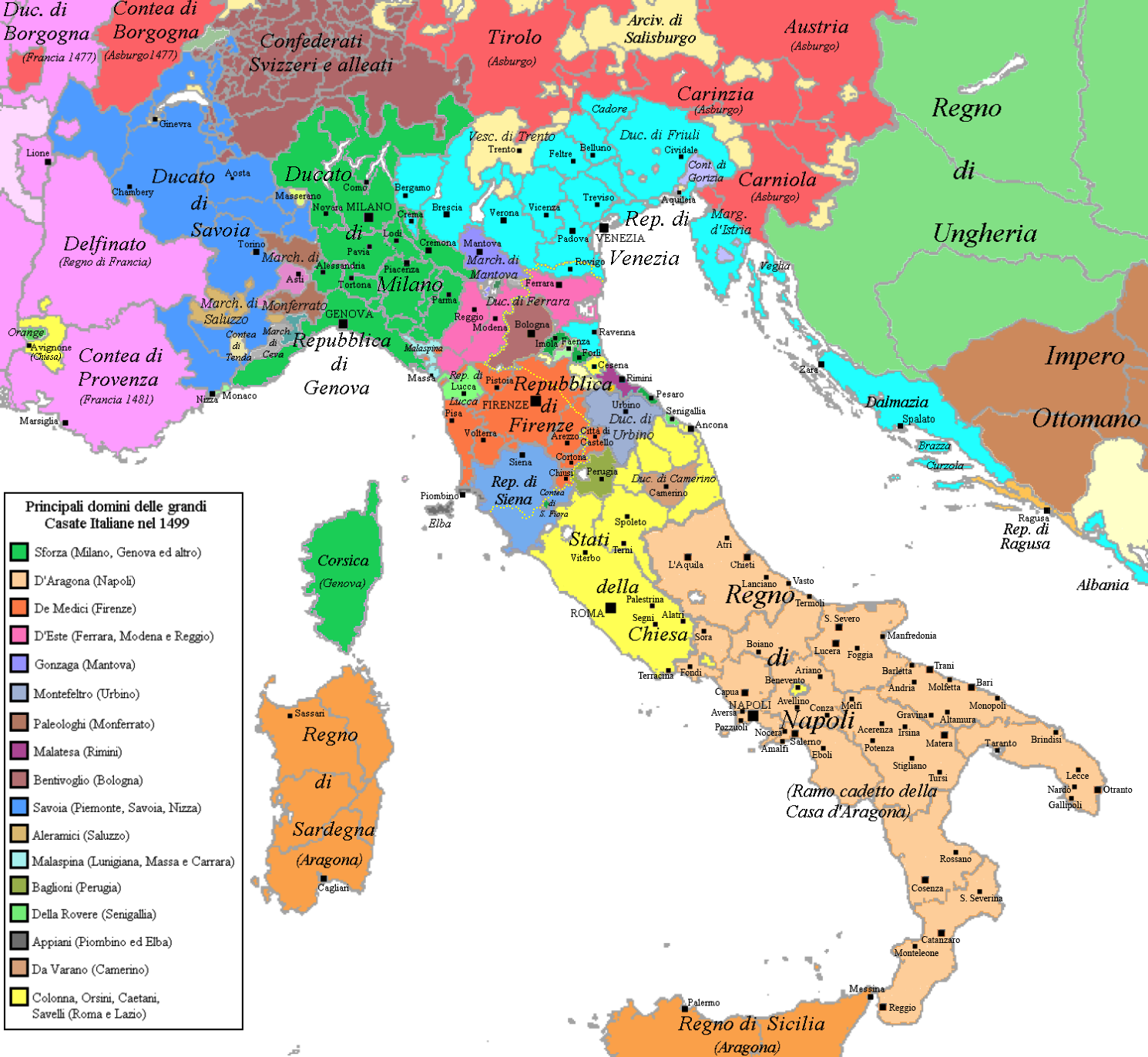
Estados italianos en 1499.

Fernando decidió intervenir para reponer en el trono a Ferrante II. Tras propiciar la formación en marzo de 1495 de una Liga Santa, encaminada aparentemente a combatir al Imperio Otomano, e integrada por el papa, el Ducado de Milán, la República de Venecia y el emperador Maximiliano I de Habsburgo, enviaron desde Andalucía dos armadas al mando de Galcerán de Requesens, conde de Palamós, que transportaban un contingente de tropas de tierra al mando del capitán Gonzalo Fernández de Córdoba, que había destacado por sus dotes militares en la guerra de Granada, compuesto por 500 lanzas de caballería y 800 peones procedentes de Castilla, y artillería. A comienzos de julio de 1496 (Asedio de Atella) conseguían expulsar de Nápoles a los franceses en combinación con las fuerzas comandadas por el propio Ferrante II, mientras que los venecianos actuaban en Apulia, y en septiembre el papa Alejandro VI sancionaba la restauración en el trono de Ferrante II. La guerra todavía se prolongaría un año más hasta que las últimas guarniciones francesas capitularon en agosto de 1496, excepto las plazas fuertes de Tarento y Gaeta.

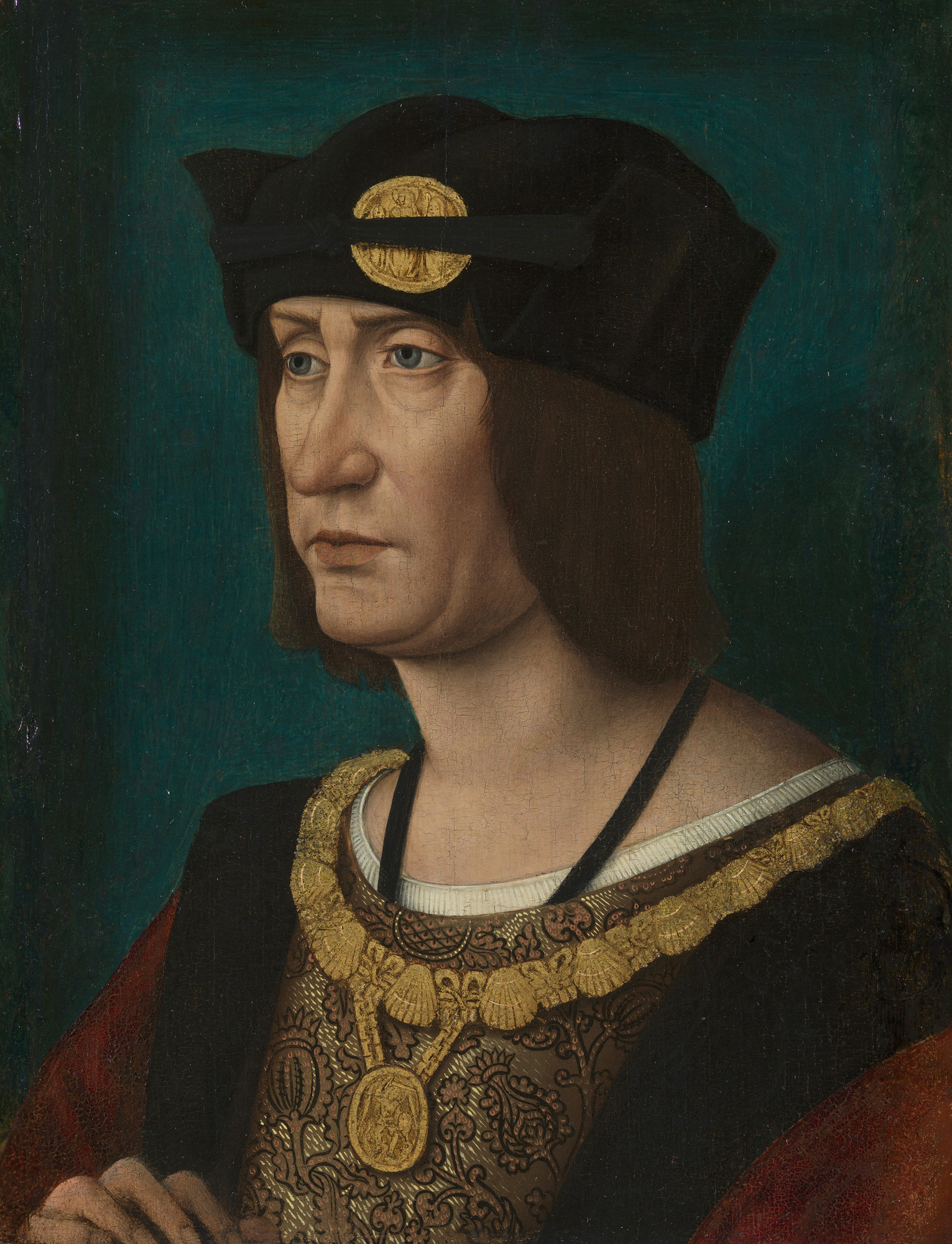
Retrato de Luis XII de Francia.

En octubre de 1496 moría Ferrante II y le sucedía su tío Fadrique, hijo de Ferrante I, pero no fue reconocido ni por los Reyes Católicos ni por Carlos VIII (precisamente dos meses después el papa Alejandro VI otorgaba el título de «Reyes Católicos» a Isabel y Fernando porque «vuestra reverencia y devoción a la sede apostólica, tantas veces demostradas, de nuevo se patentizan a todas luces en la reciente guerra de Nápoles»). En agosto de 1498 se firmaba el Tratado de Marcoussis entre los Reyes Católicos y el nuevo rey de Francia Luis XII —Carlos VIII había muerto cuatro meses antes— por el cual se ponía fin a la guerra entre las dos monarquías y se preveía un arbitraje sobre los derechos de ambas partes sobre Nápoles, donde seguía reinando Fadrique, a quien se seguía sin reconocer su legitimidad (también se le dieron seguridades a Luis XII de que no interferirían en su proyecto de apoderarse del ducado de Milán). Al mes siguiente era recibido triunfalmente por los Reyes Católicos Gonzalo Fernández de Córdoba, el «Gran Capitán», en el Palacio de la Aljafería de Zaragoza.

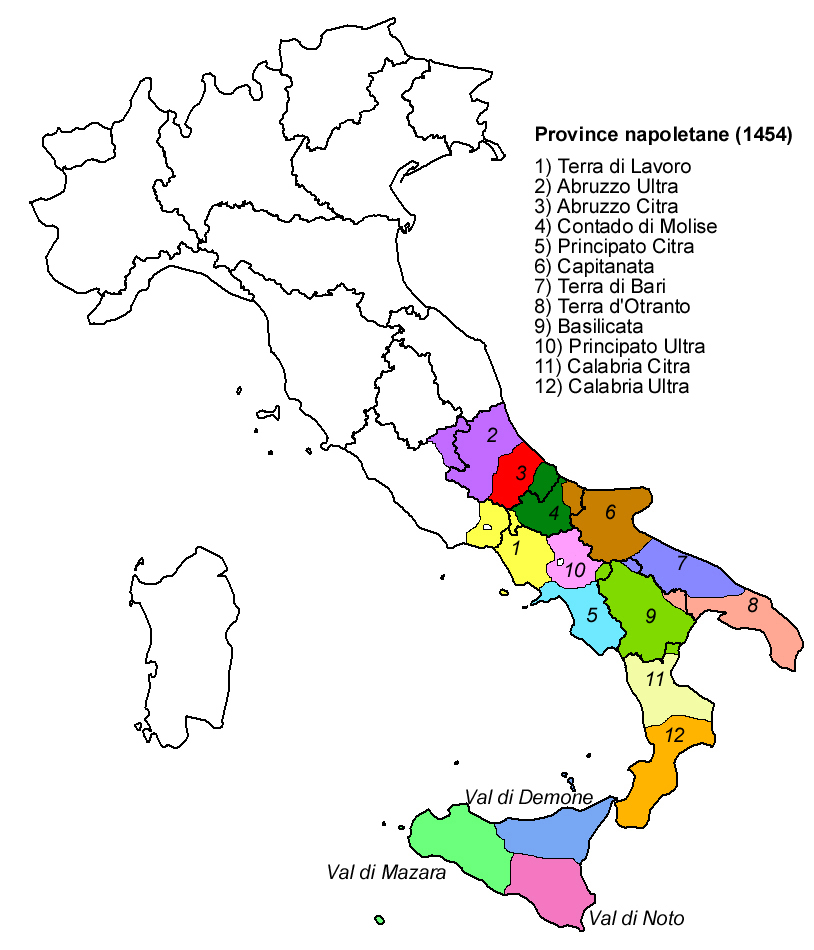
Provincias del Reino de Nápoles. Al sur el reino de Sicilia.

Tras apoderarse del ducado de Milán en septiembre de 1499, Luis XII firmaba un año después con los Reyes Católicos el Tratado de Chambord-Granada por el que se repartían el reino de Nápoles, satisfaciendo así las aspiraciones y derechos de ambas partes: Luis XII recibiría el título real, la ciudad de Nápoles, la Terra di Lavoro, los Abruzzos y la mitad de los ingresos de la aduana de los ganados de la provincia de Basilicata; Fernando el Católico, que ya era rey de Sicilia, recibiría los títulos de duque de Calabria y señor de Apulia, además de la otra mitad de las rentas citadas.
La ocupación del reino de Nápoles siguiendo lo acordado en el Tratado de Chambord-Granada se produjo en la segunda mitad de 1501, pero pronto surgieron los problemas, a causa de la división de los barones napolitanos entre los partidarios de Luis XII y los de Fernando el Católico y por las dificultades para delimitar el territorio de cada parte en las provincias de Capitanata y Basilicata, así como para repartir las rentas de la aduana del ganado de esta última, que eran básicas para el sostenimiento de Nápoles. Las hostilidades se generalizaron a partir de julio de 1502. El «Gran Capitán» Gonzalo Fernández de Córdoba, de nuevo al mando del ejército real, concentró sus fuerzas en Apulia, a donde llegaron más tropas castellanas y 2000 mercenarios lansquenetes alemanes. Reforzado así su ejército salió de Barletta y derrotó a las tropas de la monarquía francesa en la decisiva batalla de Ceriñola (28 de abril de 1503). Una semana antes tropas castellanas al mando de los capitanes Fernando de Andrade de las Mariñas y de Manuel de Benavides habían derrotado a otro ejército de Luis XII en la batalla de Seminara, abriendo así el camino desde Calabria a Nápoles.

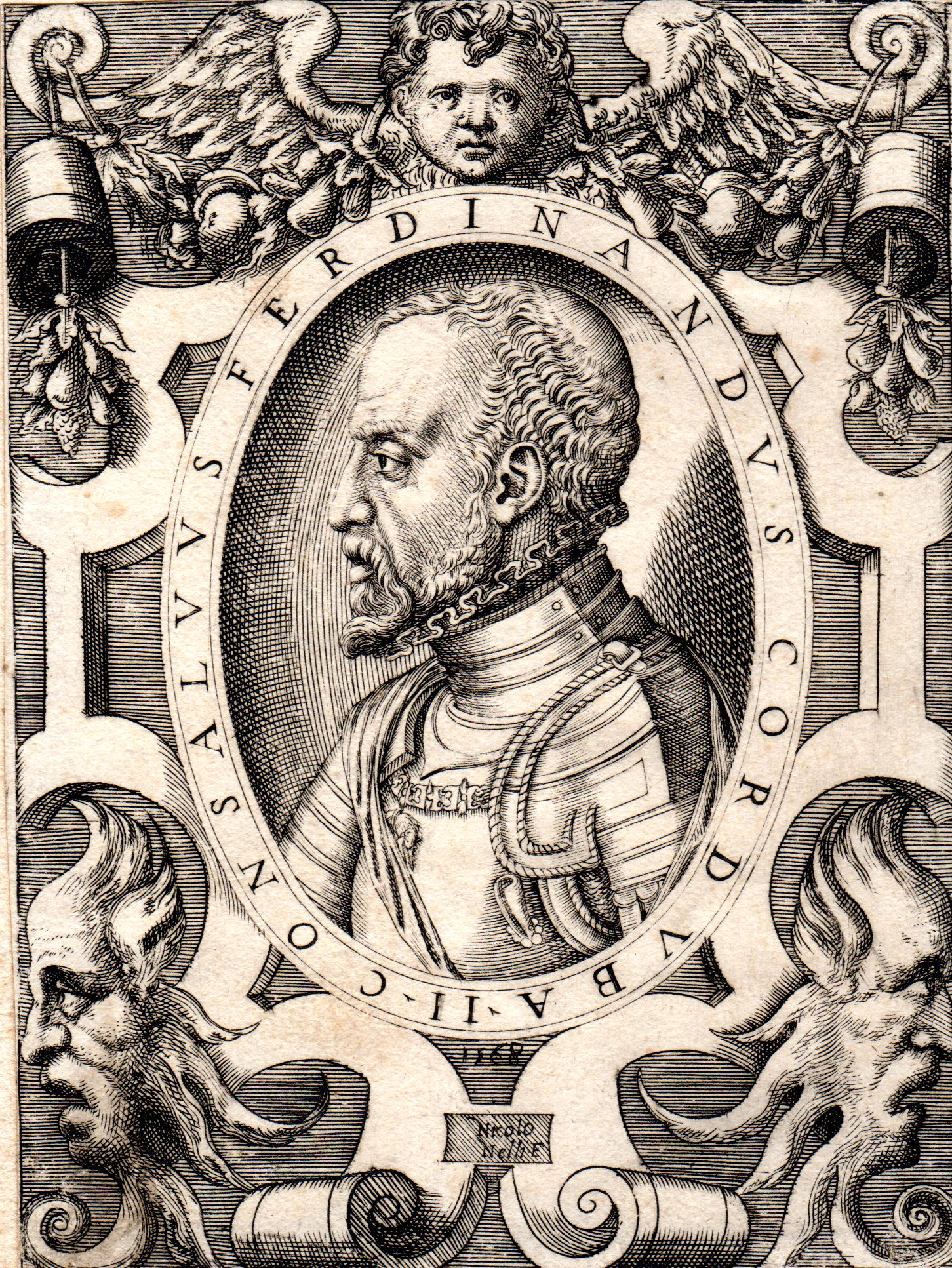
Retrato de Gonzalo Fernández de Córdoba, el «Gran Capitán», en un manuscrito de Nicolo Nelli (1568).

El «Gran Capitán» entró en Nápoles el 16 de mayo de 1503, mientras el ejército de Luis XII se replegaba hacia el norte, fortificándose en Gaeta a la espera de la llegada de un gran ejército de refuerzo. Este llegó en octubre de 1503 entablándose dos meses después la batalla del Garellano que se saldó de nuevo con una gran victoria para Fernández de Córdoba. El 1 de enero de 1504 entraba en Gaeta mientras que las tropas francesas abandonaban el reino de Nápoles, que sería incorporado a la Corona de Aragón. El «Gran Capitán» se hizo cargo del gobierno del reino, pero su forma de regentarlo dio lugar a fuertes tensiones con Fernando el Católico que irían en aumento tras el fallecimiento de la reina Isabel en noviembre de 1504. En marzo de 1505 Fernando le ordenó que «no se dé cosa alguna en aquel reino… así porque el dar toca a sola nuestra real persona y no cabe en poder de virrey».

## Muerte de Isabel y crisis sucesoria en Castilla (1504-1506); regencia de Fernando el Católico (1507-1516)

### Pugna por la gobernación de Castilla entre Fernando el Católico y Felipe de Habsburgo (1504-1506)

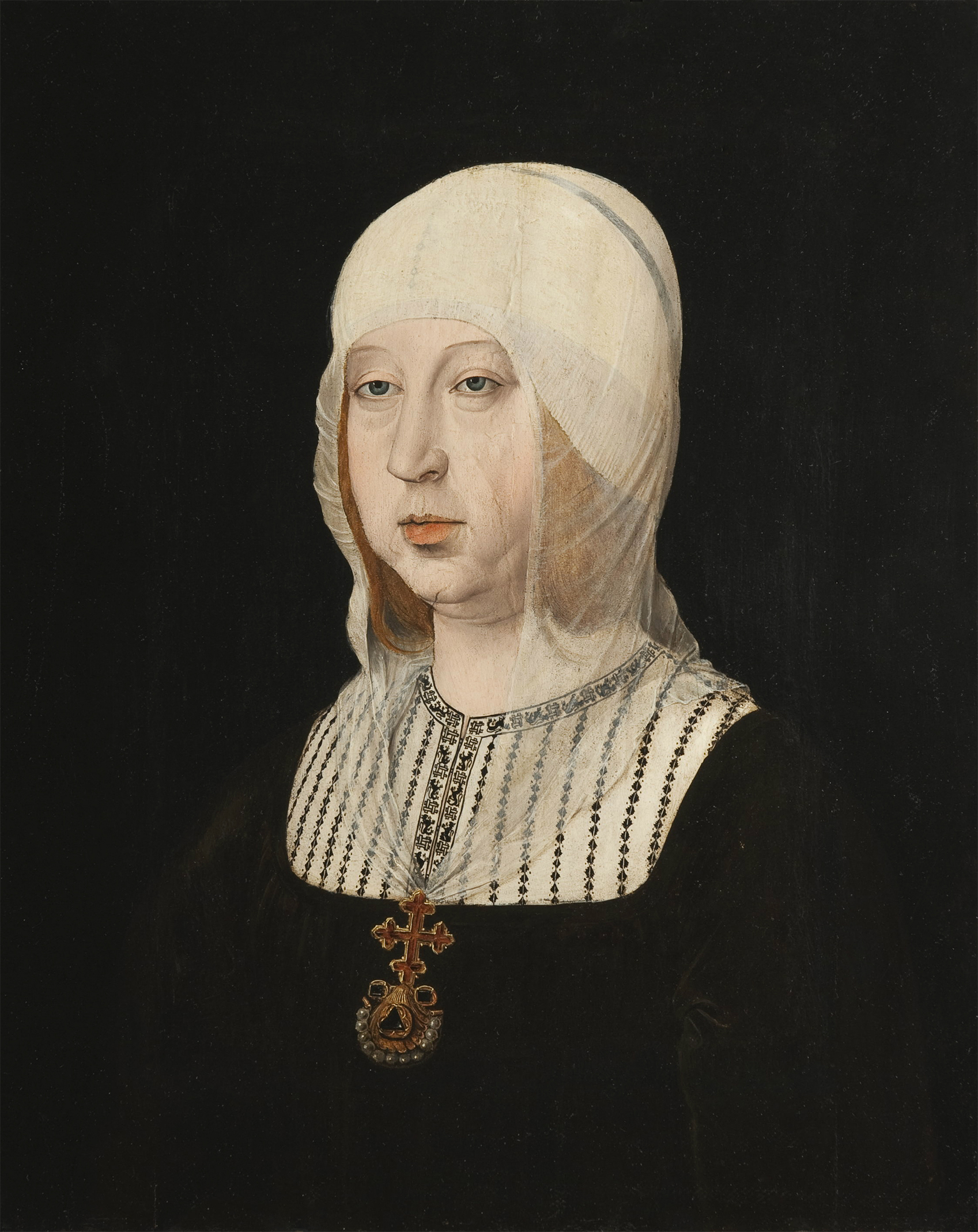
Retrato de Isabel la Católica por Juan de Flandes (entre 1500 y 1504).

La reina Isabel murió el 26 de noviembre de 1504, después de tres años en los que su salud se había ido deteriorando por lo que el gobierno efectivo de la monarquía había estado a cargo casi exclusivamente del rey Fernando. En su testamento, fechado el 12 de octubre de 1504, y en el codicilo añadido tres días antes de morir, Isabel designaba a Fernando gobernador de Castilla mientras que la heredera Juana estuviera ausente en Flandes, o si no quería hacerse cargo de sus funciones como «reina propietaria» de los reinos de la Corona de Castilla —existían dudas fundadas sobre su capacidad para gobernar—, hasta que su hijo Carlos, de cuatro años de edad, hubiese cumplido los veinte. No se hacía ninguna mención al esposo de Juana Felipe de Habsburgo. Fernando comunicó la noticia de su muerte mediante una carta en la que decía:

Aunque su muerte es, para mí, el mayor trabajo que en esta vida me pudiera venir, y por una parte el dolor de ella y por lo que en perderla perdí yo y perdieron todos estos reinos, me atraviesa las entrañas, pero por otra, viendo que ella murió tan santa y católicamente como vivió, es de esperar que Nuestro Señor la tiene en la gloria, que es para ella mejor y más perpetuo reino que los que acá tenía.

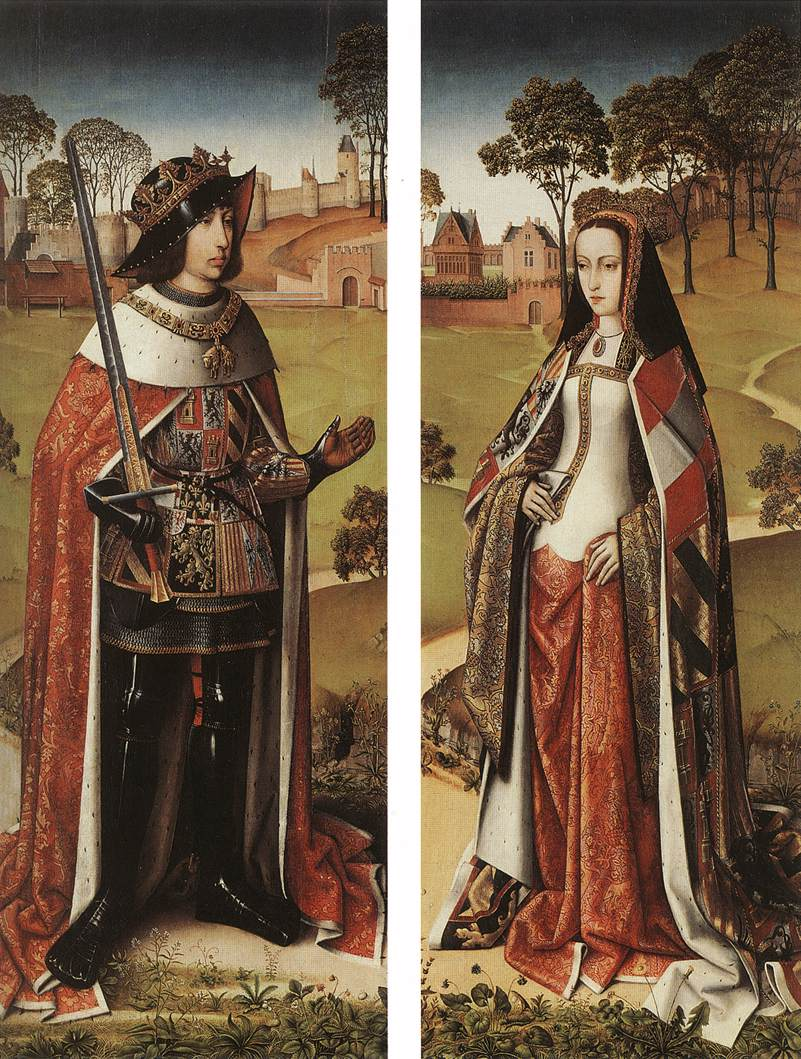
Felipe de Habsburgo y su esposa Juana, heredera del trono de Castilla, hacia 1500.

Fernando convocó con urgencia las Cortes de Castilla que se reunieron en Toro a principios de 1505 y estas lo reconocieron como «legítimo curador e administrador e governador destos reynos e señoríos», vista la incapacidad de Juana. En mayo Fernando escribió a uno de sus embajadores «que si la reina mi hija no está sana para poder gobernar… en tal caso a mí me pertenece la gobernación» y también le comunicó su deseo de que Juana y Felipe «enviasen acá al príncipe don Carlos, mi nieto, para que yo le hiciese criar acá y supiese la lengua y costumbres y conociese las gentes, y al llegar a la edad marcada en el testamento de su abuela tuviese habilidad para gobernar… y así no entrarían extranjeros en la gobernación». Por su parte las Cortes, a petición del Consejo Real, comunicaron los acuerdos adoptados a la reina Juana y a su esposo Felipe de Habsburgo, que se encontraban en Flandes.
Pero Felipe tenía unos planes diferentes: hacerse él con la gobernación de los reinos de la Corona de Castilla, para lo que contaba con el respaldo del rey de Francia Luis XII, gracias al «primer tratado» de Blois, y el apoyo, recabado a través de su consejero y agente Juan Manuel, señor de Belmonte, de una parte importante de la alta nobleza castellana —los Manrique, los Pacheco, los Zúñiga, los Pimentel, los Guzmán, entre otros— deseosa de recuperar el protagonismo político que ellos o sus antepasados habían tenido antes del reinado de los Reyes Católicos. Así Felipe exigió el aplazamiento de toda decisión hasta que él y Juana viajasen a Castilla.

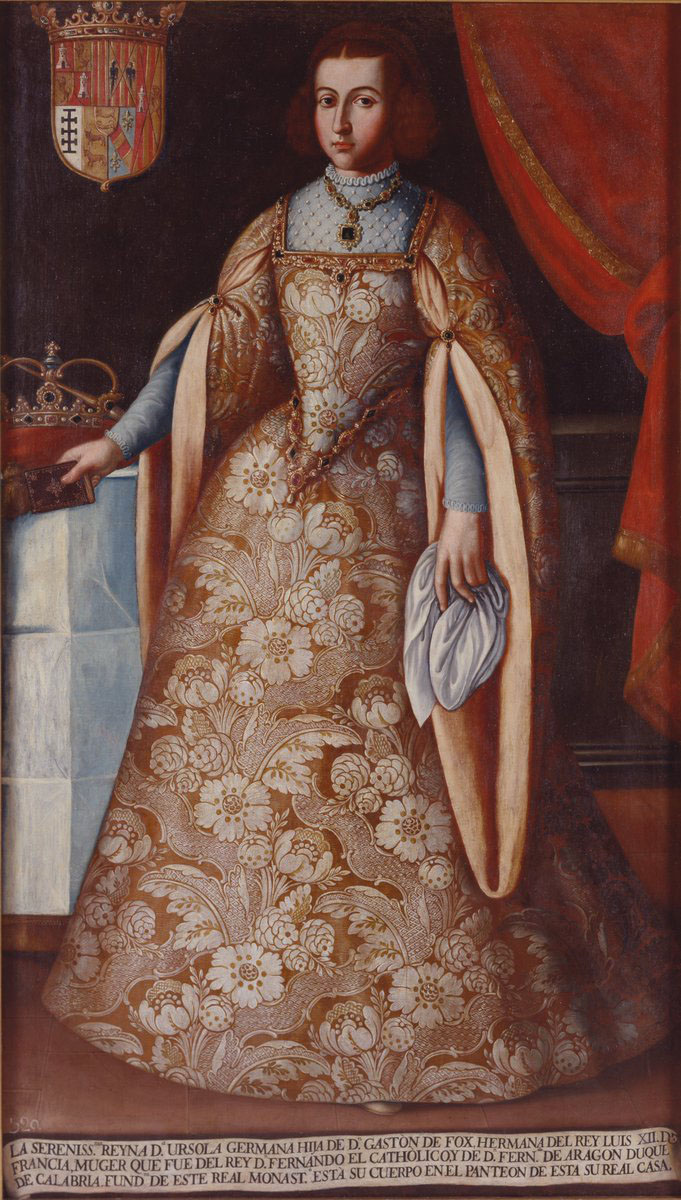
Germana de Foix, segunda esposa de Fernando el Católico.

Entonces Fernando el Católico realizó una «maniobra de gran estilo», en palabras del historiador Miguel Ángel Ladero Quesada, o una «obra maestra de la habilidad política del rey Fernando», como la califica Luis Suárez Fernández, que consistió en llegar a un acuerdo con el rey de Francia Luis XII para restarle el apoyo principal a Felipe de Habsburgo y ganarlo para sí. El «segundo tratado» de Blois firmado el 12 de octubre de 1505 establecía que Fernando se casaría con Germana de Foix, de 18 años de edad, sobrina de Luis XII y hermana de Gastón de Foix, que reclamaba sus derechos sobre el reino de Navarra, y que el hijo que pudiera nacer del matrimonio heredaría el reino de Nápoles, y, si no lo hubiese, el título pasaría a Luis XII. Además Fernando aseguraba la restitución de feudos, bienes y rentas a los nobles napolitanos partidarios del rey francés y el pago de una indemnización a este por los gastos de la Guerra de Nápoles por valor de medio millón de ducados pagaderos en diez años. A cambio Luis XII se comprometía a dar su apoyo a la «gobernación» de Fernando, retirándoselo a Felipe de Habsburgo. Solo seis días después de la firma se procedía al matrimonio por poderes —la consumación tendría lugar meses después, en marzo de 1506, en Dueñas—.
La «maniobra de gran estilo» de Fernando surtió efecto y al mes siguiente, en noviembre de 1505, se firmaba la Concordia de Salamanca por la que Felipe reconocía a Fernando como gobernador perpetuo de Castilla y se estipulaba el reparto de las rentas castellanas. Pero lo acordado en Salamanca solo le serviría a Fernando para ganar tiempo, mientras el apoyo nobiliario a Felipe seguía creciendo. A finales de 1505 Felipe emprendió viaje a Castilla junto a la reina Juana pero una tempestad les obligó a refugiarse en Inglaterra donde pasaron algunos meses hasta la primavera. Para evitar encontrarse con Fernando el Católico que esperaba en Burgos a que arribaran a algún puerto cántabro, desembarcaron en La Coruña el 26 de abril de 1506. La entrevista no se produciría hasta junio, mientras que Felipe iba recabando más apoyos, y disminuían los de Fernando. Así, Fernando tuvo que aceptar las condiciones que le impuso su yerno en la llamada Concordia de Villafáfila: Fernando renunciaba a la «gobernación» de Castilla y se marchaba de allí camino de sus estados patrimoniales de la Corona de Aragón y del reino de Nápoles. «Era el fin», comenta Ladero Quesada. «Conservó solamente lo que ya poseía a título personal, es decir, la mitad de los derechos y rentas de las Indias, la administración de los tres maestrazgos (Santiago, Calatrava y Alcántara) y una libranza anual de 10 millones de maravedíes sobre las alcabalas reales en tierra de maestrazgos, que venía a ser el equivalente de lo que había tenido en años anteriores para sostenimiento de su Casa», añade Ladero Quesada. «Castilla y la Corona de Aragón formaban ahora reinos separados y si de Germana de Foix nacía un hijo varón, a éste debía corresponder la sucesión en esta última. De modo que todo lo logrado en 1475, Unión de Reinos y monarquía dual, parecía ahora disipado», ha señalado Luis Suárez Fernández.
En varias cartas Fernando mostró la amargura que le embargaba y los negros augurios que pensaba que se cernían sobre Castilla tras su marcha:

Lo que yo creo es que después que seamos idos, quando vieren que sea tiempo, los Grandes que agora la prenden [a Juana] tomarán después la querella por ella contra el rey Felipe, e otros por él, para ponerle en necesidad de repartirse la Corona Real, que si Dios no lo provee milagrosamente, Castilla se perderá e destruyrá sin remedio 
 De todos he recibido muchos servicios, y los tengo muy presentes en mi memoria, aunque como yo allané con la lanza y saqué de la tiranía estos reinos con mi persona, había pensado que después de treinta años de tanta familiaridad y amor mostrarían más sentimiento de mi partida y del modo de ella, pero lo que falta en ellos sobra en mi voluntad Más solo, menos conocido y con mayor contradicción venía yo por esta tierra cuando entré a ser príncipe de ella, y Nuestro Señor quiso que reinásemos sobre estos reinos para algún servicio suyo.

### Gobernación de Felipe de Habsburgo (1506)

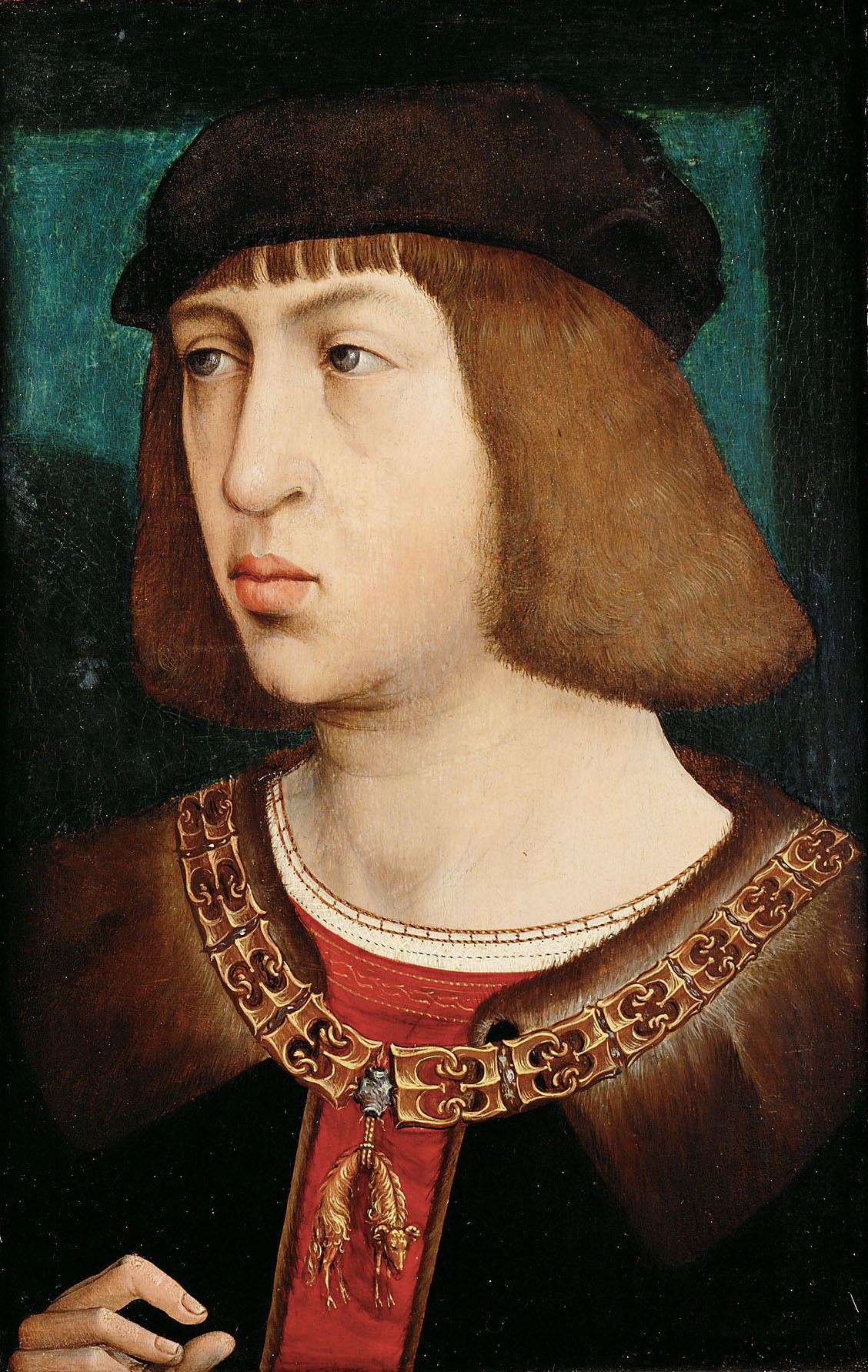
Retrato de Felipe de Habsburgo atribuido al pintor Juan de Flandes.

Las Cortes de Castilla reunidas en Salamanca y Valladolid se negaron, de acuerdo con los grandes nobles, a declarar perpetua la incapacidad de Juana, por lo que sólo reconocieron la gobernación de su esposo, Felipe de Habsburgo mientras aquella durase, así como a Carlos como heredero «para después de los días de la dicha reyna doña Juana». Esas mismas Cortes también se quejaron de las arbitrariedades y abusos de algunas autoridades, del gasto excesivo de la Corte de Felipe —que situó en Burgos— y del afán de este por dar cargos a sus seguidores flamencos, es decir, a extranjeros. Todo cambió súbitamente el 25 de septiembre de 1506: ese día fallecía en Burgos Felipe de Habsburgo, a causa de una neumonía infecciosa.
Nada más producirse la muerte de Felipe se formó una junta de gobernación de Castilla presidida por el arzobispo Cisneros y de la que formaban parte el duque del Infantado, el duque de Nájera, el condestable de Castilla y el Almirante de Castilla. Acordaron escribir a Fernando el Católico, que en ese momento se encontraba en Génova camino del reino de Nápoles, para pedirle su regreso, «no se dijese en el mundo que por causa de Su Alteza se perdía España otra vez». Pero Fernando no volvió inmediatamente sino que dio prioridad a su reconocimiento como soberano de Nápoles hacia donde se dirigió. Mientras tanto Juana, en un momento de lucidez, se negó a convocar Cortes mientras no regresase su padre y también anuló todas las mercedes concedidas desde la muerte de su madre Isabel I. Sin embargo, pronto entró en un nuevo periodo de «desvarío» acompañando por las dos Castillas y en pleno invierno al féretro de su marido, que había hecho desenterrar. Por otro lado, algunos nobles aprovecharon las circunstancias para saldar viejas cuentas como el conde de Lemos que se apoderó de Ponferrada que hasta que pasó a la jurisdicción real hacía poco le había pertenecido o el duque de Medina Sidonia que intentó por dos veces recobrar Gibraltar que en 1502 había pasado a ser de realengo. Todo ello agravado por la epidemia de peste que asoló Castilla durante 1507.

### Regencia de Fernando el Católico (1507-1516)

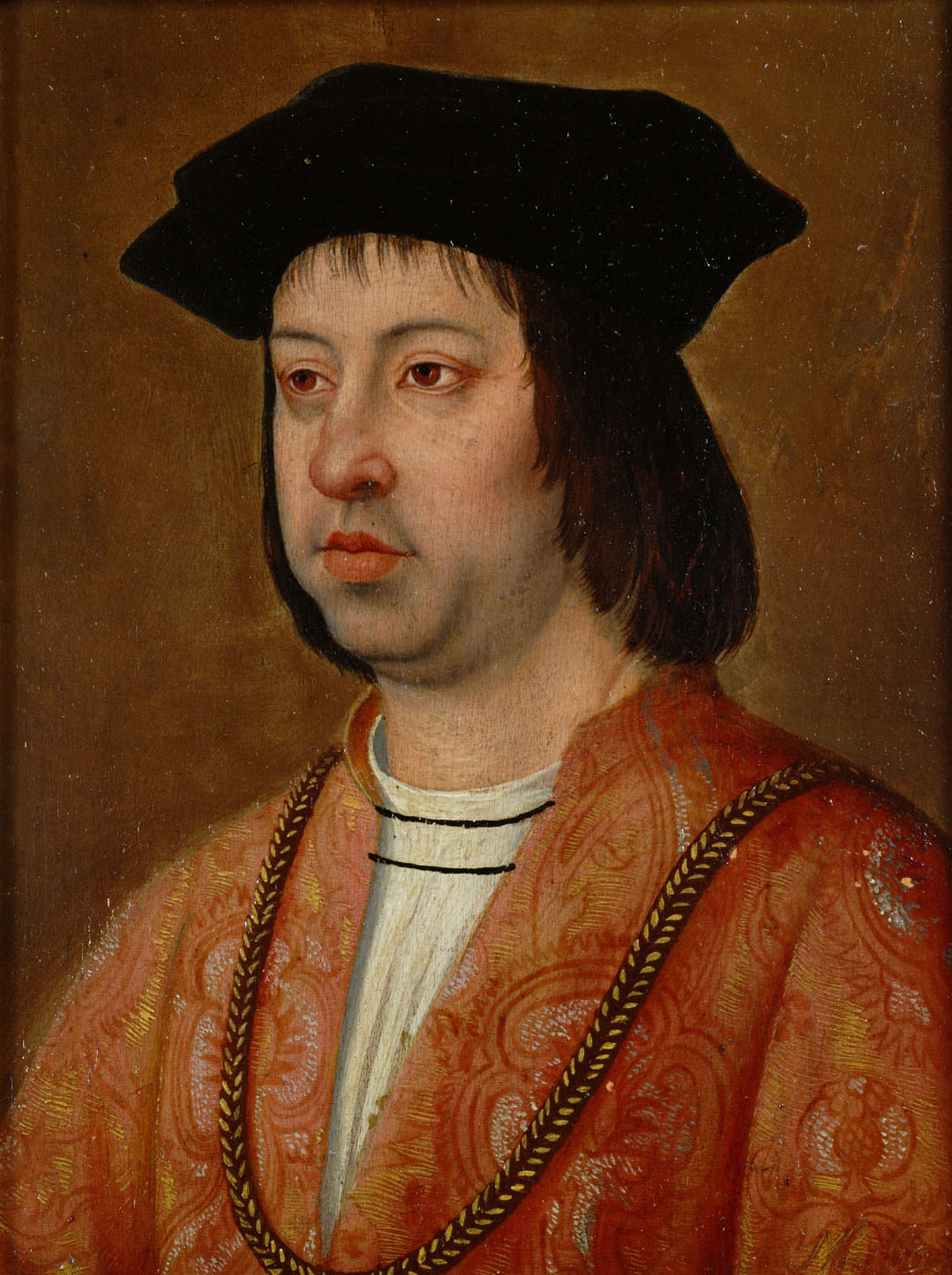
Retrato de Fernando el Católico por Michel Sittow (c. 1500)

Fernando no volvió a Castilla hasta agosto de 1507. Durante los siete meses que estuvo en el reino de Nápoles se ocupó en dar cumplimiento a lo pactado en Blois con Luis XII, sobre todo en lo concerniente a atender a las aspiraciones de los barones napolitanos profranceses. Esta fue una de las razones, además de motivos personales y de la necesidad de cambiar las formas de gobierno, por la que sustituyó al «Gran Capitán» Gonzalo Fernández de Córdoba como virrey de Nápoles por el conde de Ribagorza. Como compensación le otorgó un nuevo título, el de duque de Sessa y una cuantiosa pensión que le permitió retirarse a Loja, en el antiguo Reino de Granada, donde moriría en 1515, sin haber vuelto a la actividad militar ni a la política. Sin embargo fracasó en su intento de que el papa Julio II lo invistiera como rey de Nápoles —el reino seguía siendo un feudo de la Santa Sede— pero sí consiguió que le otorgara el capelo cardenalicio al arzobispo Cisneros. Durante su viaje de vuelta, en junio de 1507, se entrevistó en Savona con Luis XII, reiterando ambos monarcas los compromisos contraídos.

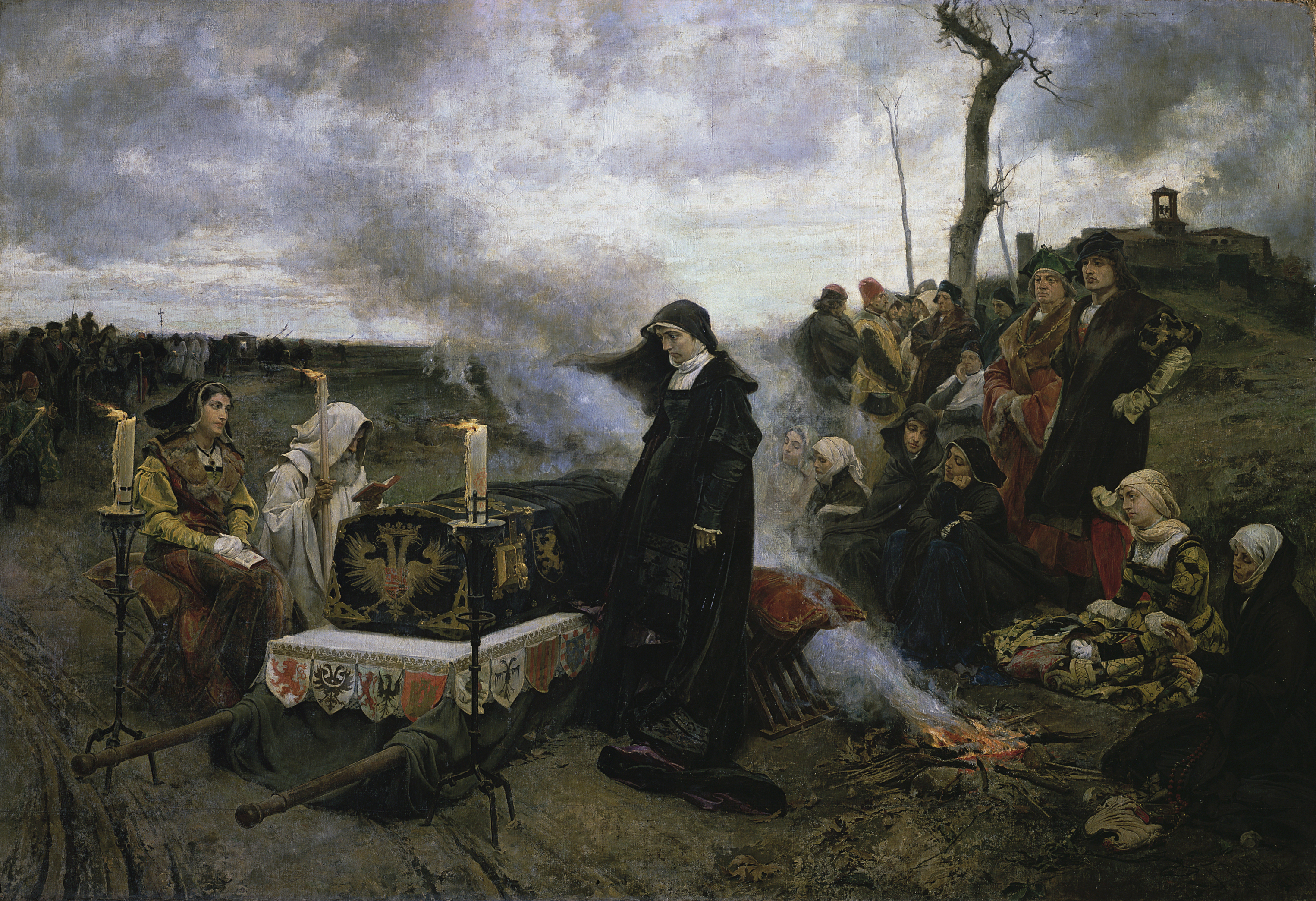
Doña Juana “la Loca” por Francisco Pradilla (1877), Museo del Prado.

A finales de agosto de 1507 Fernando se entrevistó en Tórtoles con su hija Juana, quien seguía sin separarse del féretro de su marido fallecido, llevado en un carro tirado por cuatro caballos, y ella, que mantendría el título de reina de Castilla, no quiso acompañarle a Burgos y se retiró a Arcos de la Llana donde permaneció quince meses, hasta que en 1509 por orden de su padre fue recluida en Tordesillas, de donde no volvería a salir hasta su muerte en 1555, y allí la mantuvo también su hijo Carlos.

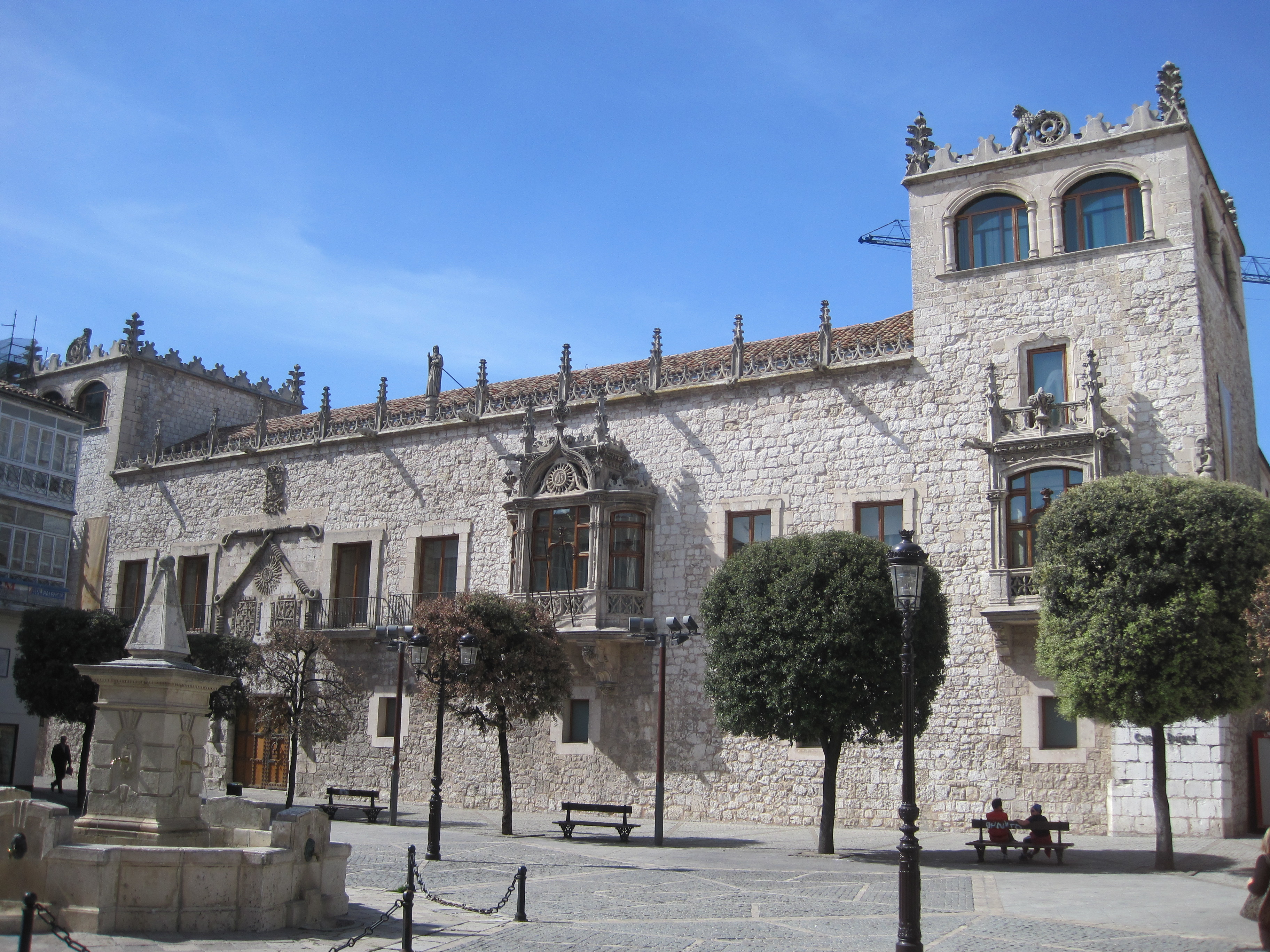
Casa del Cordón (Burgos), donde se aposentó don Fernando en 1507 tras volver a Castilla para hacerse cargo de la regencia en nombre de su hija Juana.

Tras llegar a Burgos, aposentándose en la Casa del Cordón de la que hizo desalojar al embajador del emperador Maximiliano I de Habsburgo, don Fernando se hizo cargo de la «gobernación» de Castilla, recobrando las prerrogativas que ostentaba antes de 1504 y que Isabel le había confirmado en su testamento, y en pocos meses se impuso a los grandes nobles que habían apoyado a Felipe de Habsburgo y que pretendían volver a la situación anterior a 1479, como el duque de Nájera, el conde de Lemos, el marqués de Priego o el duque de Medina Sidonia. No confiscó sus patrimonios ni sus señoríos —aunque el marqués de Nájera tuvo que pagar una cuantiosa multa, su fortaleza de Montilla fue arrasada y sufrió la pena de destierro; y en la ocupación del ducado de Medina Sidonia las tropas reales se emplearon con gran violencia como en el caso de Niebla— porque no deseaba atacar «las posiciones de la alta nobleza como estamento, sino reafirmar la supremacía de la autoridad real», ha señalado Miguel Ángel Ladero Quesada.
El 3 de mayo de 1509 se produjo un hecho que podría haber cambiado la historia de España. Ese día nació y murió a las pocas horas el hijo varón de Fernando y de Germana de Foix, que iba a llamarse Juan, y que de haber sobrevivido habría heredado los estados de la Corona de Aragón, rompiéndose así la Unión Dinástica con la Corona de Castilla. Ante la posibilidad de que un nuevo hijo varón pudiera poner en riesgo incluso la herencia de su nieto Carlos el emperador Maximiliano I de Habsburgo firmó en diciembre la Concordia de Blois por la que renunció a cualquier pretensión de regencia en Castilla y, por tanto, reconoció a Fernando el Católico como regente mientras viviera Juana y que si esta moría antes la mantendría hasta que Carlos cumpliera los veinte años tal como había establecido el testamento de la reina Isabel.
Mientras tanto Fernando el Católico había reanudado el proyecto de expansión por la costa del norte de África que se había iniciado con la toma de Melilla en 1497. En 1505 ya se había tomado Mazalquivir y en julio de 1508 Pedro Navarro, conde de Oliveto, ocupó el Peñón de Vélez de la Gomera, que estaba situado en el área de expansión portuguesa por lo que hubo que llegar a un acuerdo con la firma del Tratado de Sintra, y en mayo del año siguiente conquistaba Orán, a la que siguió la de Bugía y la de Trípoli en 1510. Pero en agosto de ese año se produjo el «desastre de los Gelves» cuando Pedro Navarro intentó tomar ese enclave, paso previo para el asalto a Túnez. Después de este fracaso ya no hubo más expediciones para ocupar plazas fuertes en la costa norteafricana a pesar de los deseos de Fernando el Católico expresados ante las Cortes de Castilla reunidas en Madrid para ratificar el Convenio de Blois. Allí expuso su proyecto de encabezar una cruzada cuyo objetivo final sería Jerusalén —entonces circulaban algunas profecías que lo señalaban a él como el conquistador de la «Casa Santa»—. Los procuradores lograron disuadirle.
Ese mismo año de 1510 el papa Julio II cambió de política, temeroso del predominio que estaba adquiriendo Luis XII en el norte Italia —ya poseía el ducado de Milán—, y se aproximó a Fernando invistiéndole en noviembre como rey de Nápoles, a lo que se había resistido hasta entonces. Con la investidura se daba plena validez jurídica a la situación de hecho de que Fernando era el soberano de Nápoles, pero se rompía el acuerdo alcanzado por Luis XII y Fernando en el Tratado de Blois firmado cinco años antes. La respuesta de Luis XII se produjo al año siguiente cuando en septiembre convocó, con el apoyo del emperador Maximiliano I de Habsburgo, el que sería conocido como el «Concilio de Pisa» cuyo propósito era deponer a Julio II —por esas fechas fue cuando Martín Lutero visitó Roma; en 1517 iniciaría la Reforma—. Julio II respondió con la formación de la Liga Santa integrada por el Papado, la República de Venecia y Fernando el Católico —a la que también se adhirió el rey inglés Enrique VIII, casado con la hija de Fernando Catalina de Aragón— y con la convocatoria del Concilio de Letrán V. Las hostilidades de la que sería conocida como la Guerra de la Liga Santa comenzaron con la victoria del ejército de Luis XII en la batalla de Rávena, pero durante la misma murió su general Gaston de Foix, lo que iba a resultar decisivo para el destino del reino de Navarra.

#### Conquista del reino de Navarra (1512)
|  | Territorio incorporado a Castilla en 1463       |
|  | Dominios de la casa de Albret                   |
|  | Dominios de la casa de Foix                     |
|  | Reino de Navarra incorporado a Castilla en 1515 |
|  | Baja Navarra                                    |

Reino de Navarra durante el reinado de Catalina de Foix y Juan de Albret (1483-1516) con los dominios patrimoniales de las casas de Foix y Albret.

Desde 1483 reinaba en Navarra Catalina de Foix, nieta de Leonor I de Navarra y de Gastón IV de Foix, por lo que también era condesa de Foix y de Bigorra y vizcondesa de Bearne. Al año siguiente por decisión de su madre Magdalena de Francia —su padre Gastón de Foix había muerto en 1470, dos años después de nacer— se había casado con Juan de Albret, heredero de la Casa de Albret —en Pau, y no en Pamplona, situaron su corte—. El tío de Catalina, también llamado Gastón de Foix, que asimismo era nieto de Leonor I de Navarra y de Gastón IV de Foix, venía reclamando sus derechos al trono navarro y a los estados de la Casa de Foix pero en abril de 1512 murió en la batalla de Rávena cuando estaba estaba al servicio de Luis XII de Francia en el curso de la Guerra de la Liga Santa, que enfrentaba al monarca francés con el Papa Julio II, la República de Venecia y Fernando el Católico.

Escudo de armas de los soberanos de Navarra Catalina de Foix y Juan de Albret (1483-1512): las cadenas del escudo de armas del reino de Navarra, las tres barras del condado de Foix, los dos leones del condado de Bigorra, las dos vacas del vizcondado de Bearne y el cuartelado con tres flores de lis de la Casa de Albret.

La muerte de Gastón de Foix, a quien Luis XII había otorgado el título de duque de Nemours, supuso que los derechos que reclamaba sobre Navarra y los estados de la Casa de Foix pasaran a su hermana Germana de Foix, y a través de ella a Fernando el Católico, con quien estaba casada. Inmediatamente se produjo un cambio en la actitud que había mantenido hasta entonces Luis XII sobre los reyes navarros Catalina y Juan Albret. Les ofreció una alianza que incluía el reconocimiento de sus derechos sobre Bearne, Bigorra y Foix, que hasta entonces había reclamado como pertenecientes al Reino de Francia, y el pago de una cuantiosa renta anual.
Mientras tanto Fernando el Católico reunía las Cortes de Castilla en Burgos que acordaron un servicio de 150 millones de maravedís y acumulaba tropas en la frontera de Castilla con Navarra —y al mismo tiempo su yerno Enrique VIII de Inglaterra concentraba su infantería en Fuenterrabía dispuesto a «recuperar» Guyena que había pertenecido en el pasado a los reyes ingleses—. En previsión de una posible guerra Fernando el Católico solicitó del papa Julio II dos bulas que legitimaran la ocupación del reino si Catalina y Juan de Albret abandonaban su posición neutral y se aliaban con Luis XII, que fue lo que acabó ocurriendo.
El 17 de julio de 1512 Catalina y Juan de Albret firmaron el Tratado de Blois por el que aceptaban la alianza que les había ofrecido Luis XII. Dos días después Fernando el Católico, que estaba al tanto de las negociaciones, ordenó al duque de Alba que invadiera Navarra al frente de un poderoso ejército que se había concentrado en Vitoria. En poco tiempo ocupaba Pamplona y el resto del reino de Navarra hasta los Pirineos prácticamente sin resistencia, excepto los castillos de Estella y Tudela. Fernando el Católico adoptó entonces el título provisional de «depositario de la corona de Navarra y del reino y del señorío y mando en él» e inmediatamente el papa Julio II promulgó el 21 de julio una bula por la que excomulgaba a Catalina y Juan de Albret por haberse aliado con el «cismático» Luis XII que había reunido el «conciliábulo de Pisa», lo que abría las puertas a que Fernando reclamara sus propios derechos dinásticos y los de su mujer Germana de Foix sobre el trono navarro. Un mes después Fernando ya comenzó a titularse rey de Navarra (Fernandus Dei gracia rex Navarrae et Aragonum).
En octubre de 1512 Catalina y Juan de Albret lanzaron una contraofensiva contando con el apoyo de los agramonteses navarros y de un ejército enviado por Luis XII comandado por su heredero Francisco. Estuvieron a punto de recuperar Pamplona pero en diciembre fueron obligados a retirarse al otro lado de los Pirineos por el ejército del duque de Alba. En febrero de 1513 Luis XII acordaba una tregua con Fernando. Un mes antes un representante del Rey Católico había jurado en su nombre antes las Cortes de Navarra reunidas en Pamplona observar los «fueros, leyes y privilegios… sin que aquéllos sean interpretados sino en utilidad y provecho del reino». Sólo la Tierra de Ultrapuertos, al otro lado de los Pirineos, quedó bajo la soberanía de Catalina y Juan de Albret, que no renunciaron al título de reyes de Navarra —título que acabaría recayendo a finales del siglo en los reyes de Francia— y que lanzaron varias acciones militares, sin éxito, después de la muerte de Fernando el Católico en enero de 1516.
Tras tomarse algún tiempo, Fernando decidió en junio de 1515 integrar el reino de Navarra en la Corona de Castilla, conservando sus leyes e instituciones propias, y no en la Corona de Aragón, y así lo ratificaron las Cortes de Castilla reunidas en Burgos. Según Miguel Ángel Ladero Quesada la razón principal fue que «la complejidad legal de una incorporación a la Corona de Aragón era mayor, pues había que conseguir el consenso de un principado y tres reinos, en tres Cortes distintas y con un sistema de relaciones políticas en el que Fernando disponía de escasa capacidad de maniobra, lo que también le sucedía en Navarra… Lo contrario sucedía en el supuesto de una integración en Castilla, más rápida, menos problemática…». Por su parte Antonio Domínguez Ortiz había considerado anteriormente otras razones: «Tal vez fuese porque reconocía a Castilla más aptitud para defenderla contra los franceses. Tal vez porque en Navarra había un partido procastellano, mientras que las simpatías por Aragón no parecen haber sido excesivas». Según Rafael Narbona Vizcaíno, «el esfuerzo militar que era necesario mantener en esta peligrosa frontera [con el reino de Francia], la capacidad de acción directa de que Fernando gozaba en Castilla y la ausencia de los habituales obstáculos de las instituciones forales aragonesas decidieron esta agregación tan particular [a la Corona de Castilla]».

#### Muerte de Fernando y regencias del cardenal Cisneros en Castilla y del arzobispo de Zaragoza en Aragón (1516-1517)

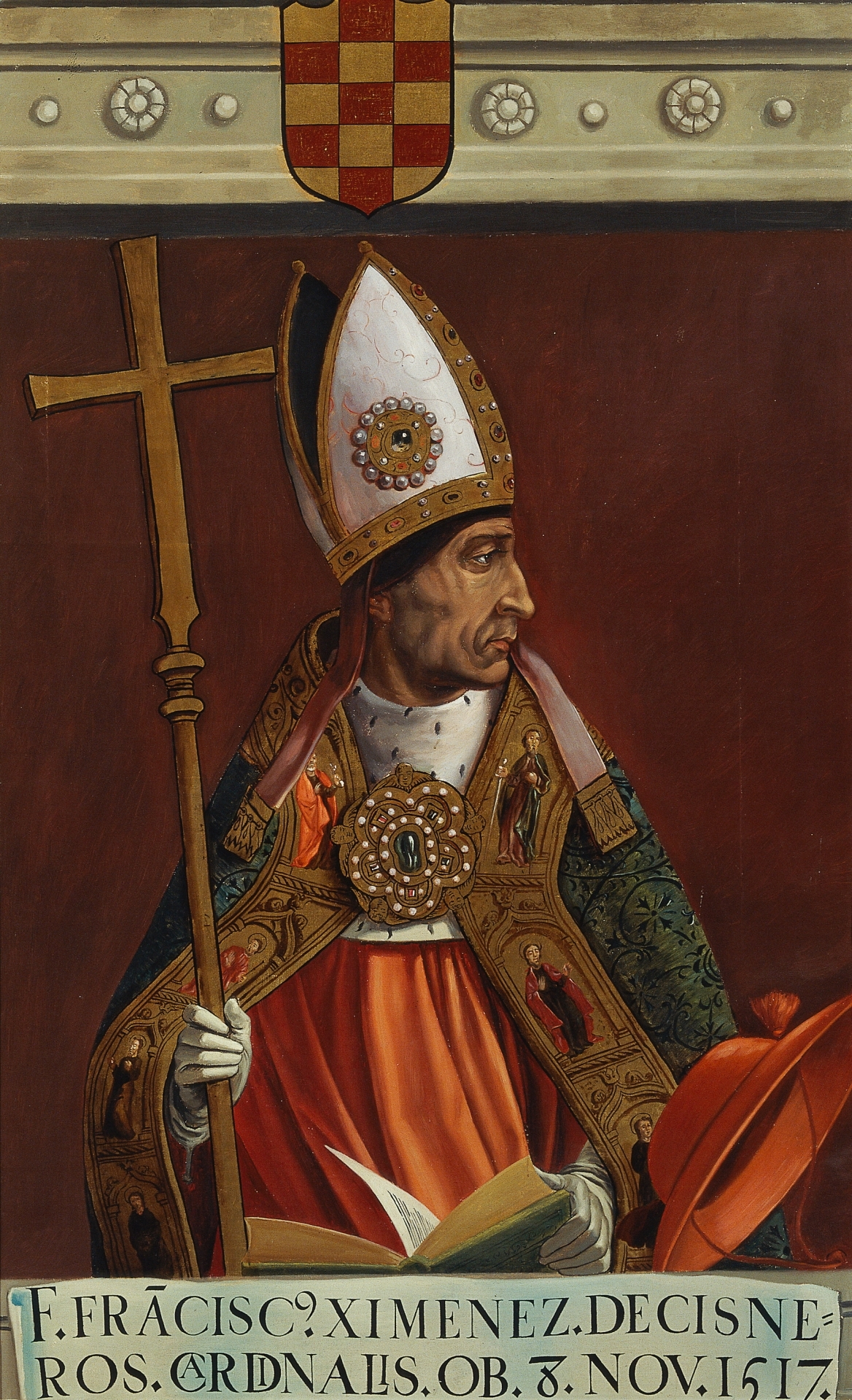
Copia del del retrato del cardenal Cisneros de Juan de Borgoña que se encontraba en la sala capitular de la catedral de Toledo.

Fernando el Católico murió el 23 de enero de 1516 en Madrigalejo, una aldea de Trujillo, cuando iba camino del Real Monasterio de Santa María de Guadalupe para descansar —estaba a punto de cumplir los 64 años de edad—. La «gobernación» de la Corona de Castilla pasó al cardenal Cisneros y la de la Corona de Aragón al arzobispo de Zaragoza Alfonso de Aragón, hijo natural de Fernando, hasta que el heredero Carlos cumpliera los veinte años de edad, tal como había establecido el testamento de Isabel la Católica. Así se lo recordó por carta el Cardenal Cisneros: «por el fallecimiento del Rey Católico, vuestro abuelo, vuestra alteza no ha adquirido más derecho de lo que antes tenía».  Pero Carlos no esperó y el 14 de marzo de 1516, con dieciséis años, fue proclamado en Bruselas rey «juntamente con la católica reina», doña Juana. Según Joseph Pérez, «no hay que andarse con rodeos: la decisión de Bruselas era totalmente ilegal; se trata de un verdadero golpe de estado que Cisneros y el Consejo Real aceptaron para no complicar aún más la difícil situación política de Castilla, pero causó un profundo malestar en amplios sectores del país».

## Enterramiento

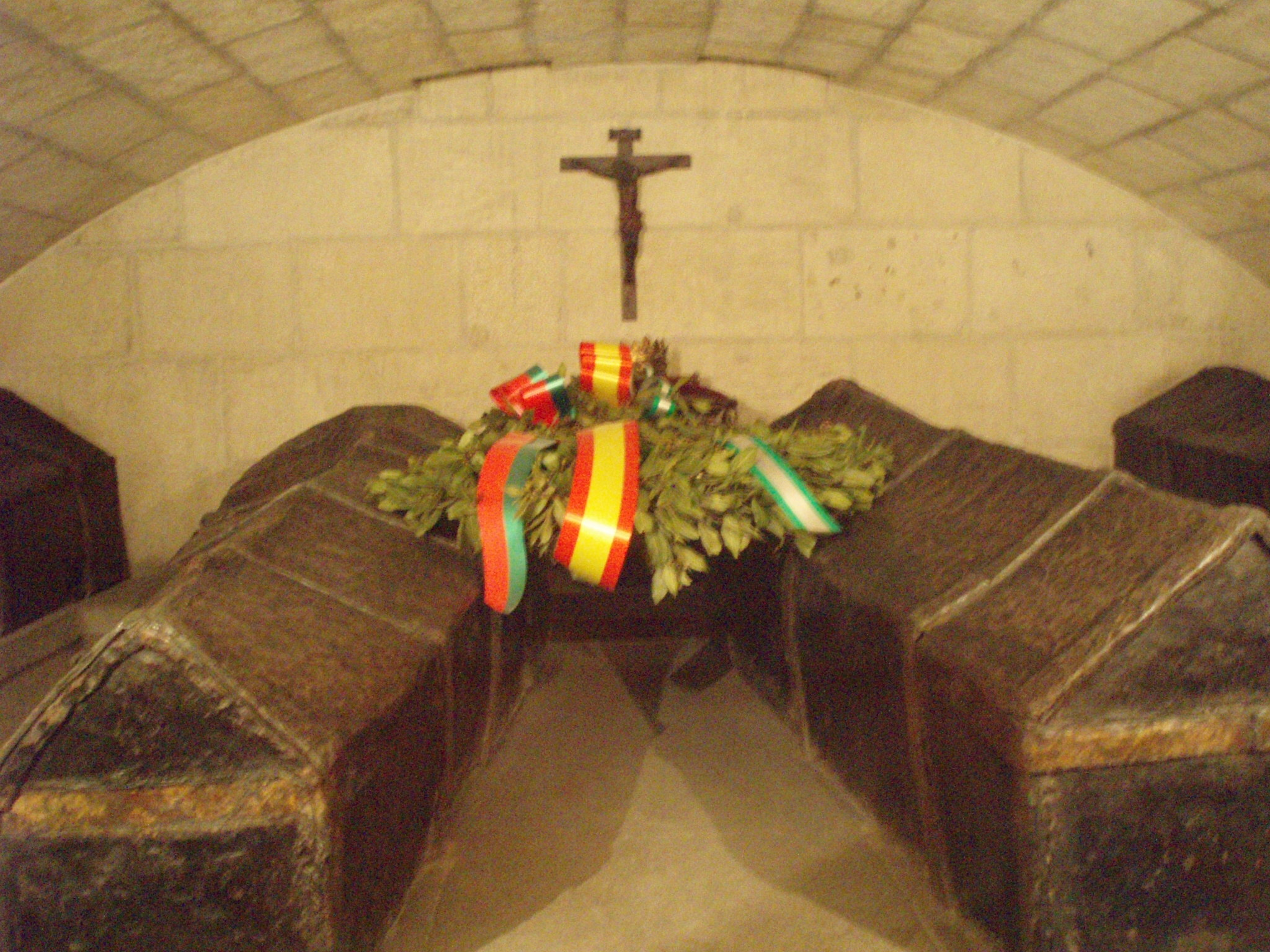
Los ataúdes de los Reyes Católicos ubicados en la capilla Real de Granada.

Los restos de los Reyes Católicos reposan en la capilla Real de Granada, lugar escogido por ellos mismos y creado mediante Real Cédula de fecha 13 de septiembre de 1504.

## Debate historiográfico: ¿nació entonces el estado-nación de España?
Según Antonio Domínguez Ortiz (1973), «el reinado de los Reyes Católicos representó un viraje decisivo en nuestros destinos nacionales». «La unidad política se hizo bajo la forma de mera unión personal, pero aun así tuvo para Castilla y Aragón consecuencias incalculables, y no sólo en la adopción de una política internacional común, sino en muchas orientaciones básicas de la política interior». Matiza que «dicha unión política fue algo mucho menos sólido de lo que suele pensarse. Ninguna de las instituciones propias de ambos reinos fue modificada. La frontera entre ambos siguió guardada por aduaneros que cobraban derechos a los que la cruzaban. Los castellanos eran legalmente extranjeros en Aragón y viceversa, lo cual, en principio les imposibilitaba para obtener cargos. Las Cortes siguieron reuniéndose con independencia; la moneda era distinta y las leyes también. […] La única institución común fue la Inquisición». Sin embargo, «los detalles de la organización administrativa interna escapaban a los extranjeros. Ellos ya propendían a considerar el conjunto de los pueblos peninsulares como un todo (la Nación Hispana del Concilio de Basilea [1431-1445]). Ahora los veían pelear juntos en los campos de batalla de Europa y este argumento les resultaba decisivo. Esto no quiere decir que el concepto de unidad española se hiciera desde fuera; si la unidad administrativa interna fue lentísima en realizarse y sólo dio los pasos decisivos con el primer Borbón, desde mucho tiempo antes se impuso a todos los pueblos hispanos la convicción de participar en un destino común, sin mengua de que cada uno de ellos defendiera su propia personalidad y las leyes peculiares que la garantizaban. La primera empresa común había sido la lucha contra portugueses y franceses durante la guerra sucesoria. La segunda fue la conquista del reino de Granada, aunque como era lógico, la participación fuera decreciente, conforme a la distancia».
Según Joseph Pérez (1980), «los Reyes Católicos iniciaron con su casamiento la creación de la nación española y la labor se interrumpió con ellos. Carlos V y Felipe II, preocupados por los problemas internacionales, descuidaron la política interior… no intentaron fundir los pueblos de la Península para formar una nación unida, coherente, solidaria. Las glorias, como las armas, fueron castellanas, pero la decadencia fue de toda España». Sin embargo, Pérez al mismo tiempo afirma que «es un error que conviene desterrar» decir «que los Reyes Católicos fundaron la unidad nacional en España». «Lo que se inicia en 1474, con la subida de Isabel al trono de Castilla, y en 1479, con el advenimiento de Fernando al trono de Aragón, es una mera unión personal. Las dos coronas siguen siendo independientes, a pesar de estar reunidas en la persona de sus respectivos soberanos. Las conquistas comunes pasan a integrar una u otra de las dos coronas: Granada, las Indias y Navarra, forman parte de la corona de Castilla; Nápoles, de la corona de Aragón. Buena prueba de ello es lo que acontece después de la muerte de Isabel, en 1504… Hay que esperar al advenimiento de Carlos I, heredero de las coronas de Castilla y Aragón a la vez, para que los dos grupos de territorios queden bajo la autoridad de un soberano único, lo cual no implica, ni mucho menos, la unidad nacional. Por esto, al referirnos al Estado de los Reyes Católicos, preferimos hablar de doble monarquía, expresión que se ajusta más a la realidad histórica, al carácter dual del Estado».
Miguel Ángel Ladero Quesada (1999/2014) considera que el reinado de los Reyes Católicos tuvo una «importancia clave» «para el paso de España como realidad histórica a España como Estado-nación». «Allí tuvo comienzo el Estado moderno español, pero no ocurrió la aparición súbita de un Estado nacional unitario, como tantas veces se ha escrito con notorio anacronismo. Ante todo, porque quedaron fuera de él dos reinos de la España histórica medieval: Navarra, por poco tiempo, y Portugal ya siempre, pues concluiría por configurarse a sí mismo como Estado-nación. En segundo lugar, porque continuaron vigentes diversidades legales y político-administrativas, lo que hizo más complejo el nacimiento de una conciencia nacional unitaria tal como se ha concebido en tiempos contemporáneos, y este hecho se acentuaría más aún debido al desajuste y diversidad de los ritmos de evolución política de los reinos encuadrados en la Monarquía de España así unificada dinásticamente. En suma, a finales del siglo XV comenzaba solamente un largo y laborioso proceso para transformar España en un Estado-nación».
Luis Suárez Fernández (2004) parte de la premisa de que, según él, «España era unidad preexistente a la que correspondía una conciencia histórica» para afirmar que la monarquía de los Reyes Católicos «fue la primera forma de Estado que se haya constituido en España, si entendemos por tal la que corresponde a la objetivación del poder». Matiza que «no es correcto, si tenemos en cuenta la conciencia de sus contemporáneos, llamar a Fernando e Isabel creadores o fundadores de la unidad política española». «Podemos hablar de una Unión de Reinos para constituir una sola Monarquía… Fernando e Isabel no se titularon nunca Reyes de España —algunas veces, desde fuera, se les consideró como tales—, sino que emplearon un título largo en que además de los reinos figuraban otros señoríos considerados importantes: a Castilla —"mi ventura", diría en cierta ocasión Fernando— se le otorgaba cierta primogenitura porque contenía el territorio de donde partiera la reconquista. Pero sin que esto le diese opción a dirigir nada». Más adelante añade que «la Monarquía rectora de los reinos unidos… contribuyó a crear conciencia de que existía una comunidad política de características muy singulares».
Rafael Narbona Vizcaíno (2015) ha destacado que «Isabel y Fernando nunca utilizaron la nomenclatura unitaria o española para designar sus dominios peninsulares, insulares, europeos o transoceánicos. La consumación del matrimonio no produjo un avance emblemático en el camino de la unidad, a pesar de las declaraciones enfáticas de algunos intelectuales laudatorios, porque esta unión dinástica entre las dos Coronas no produjo ninguna fusión, y cada una mantuvo las pautas de gobierno que le eran propias. […] La vieja quimera neogótica que inspiró a los monarcas castellanos y leoneses de los siglos precedentes, con la pretensión de recuperar el control peninsular después de la "pérdida de España", continuaba inconclusa a finales del siglo XV a pesar de la conquista de Granada en 1492, por la plena independencia de Portugal —fracaso de Juan I en 1383— y de una anexión de Navarra que todavía tenía que producirse en 1512».
Eduardo Manzano Moreno (2024) ha señalado, en la misma línea que Narbona Vizcaíno, que «los soberanos que desde otros países dirigían correspondencia a los Reyes Católicos solían emplear para dirigirse a ellos la expresión "F. Regi e Y. Reginae hipaniarum" ('Fernando Rey e Isabel Reina de las Hispanias'). Sin embargo, en los propios reinos afectados por la unión dinástica resultaba impensable la puesta en práctica de un proyecto de unidad política. Castilla y Aragón tenían leyes e instituciones propias…». Manzano Moreno añade que la unión «no respondió a un programa político propiamente dicho, ni mucho menos a las aspiraciones de una nación o de un pueblo previamente conformado. La unión dinástica de los Reyes Católicos fue, en realidad, un cúmulo de circunstancias inesperadas. […] Nadie sabía en 1469 cómo iba a evolucionar el matrimonio de Isabel y Fernando, y nadie pudo prever los abortos, muertes prematuras, uniones estériles, querellas familiares o enfermedades mentales que tachonaron la historia de esta familia. El inesperado desenlace resultó ser que los reinos de Castilla y Aragón pasaron a estar regidos por un extranjero, Carlos, que había nacido en Gante y que cuando llegó a la península no sabía una palabra de las lenguas que aquí se hablaban».

## Filmografía

### Cine
| Año  | Película                                  | Director                |
| ---- | ----------------------------------------- | ----------------------- |
| 1945 | La carabela de la ilusión                 | Benito Perojo           |
| 1948 | Locura de amor                            | Juan de Orduña          |
| 1951 | Alba de América                           | Juan de Orduña          |
| 1949 | Christophe Colomb                         | David MacDonald         |
| 1976 | La espada negra                           | Francisco Rovira Beleta |
| 1982 | Cristóbal Colón, de oficio... descubridor | Mariano Ozores          |
| 1983 | Juana la loca... de vez en cuando         | José Ramón Larraz       |
| 1992 | 1492: La conquista del paraíso            | Ridley Scott            |
| 1992 | Cristóbal Colón: el descubrimiento        | John Glen               |
| 2000 | Isabel of Castille: The Royal Diaries     | William Freud           |
| 2001 | Juana la Loca                             | Vicente Aranda          |
| 2006 | La reina Isabel en persona                | Rafael Gordon           |
| 2016 | La corona partida                         | Jordi Frades            |

### Series TV
| Año       | Serie                    | Productora            |
| --------- | ------------------------ | --------------------- |
| 2012-2014 | Isabel                   | Diagonal TV para RTVE |
| 2017      | Conquistadores: Adventum | Movistar+             |
| 2015      | El Ministerio del Tiempo | La 1                  |